# Fuerzas Especiales del Ejército de los Estados Unidos
Las Fuerzas Especiales del Ejército de Estados Unidos (del inglés: United States Army Special Forces), conocidos coloquialmente como Boinas Verdes, debido a su distintivo tocado de servicio, es una rama del Comando de Operaciones Especiales del Ejército de Estados Unidos.
Las Fuerzas Especiales están especializadas en cinco misiones doctrinales: guerra no convencional, defensa interna en el extranjero, acción directa, contraterrorismoy reconocimiento especial.La unidad enfatiza las habilidades lingüísticas, culturales y de instrucción que deben poseer sus integrantes, todas ellas esenciales para operar eficazmente con tropas extranjeras. Como parte de su formación, los miembros deben dominar un idioma extranjero y comprender las complejidades políticas, económicas y culturales de las regiones donde están desplegados.Además, las Fuerzas Especiales llevan a cabo otras misiones, conocidas como misiones secundarias, entre las que se encuentran la búsqueda y rescate en combate, lucha contra el narcotráfico, rescate de rehenes, asistencia humanitaria, desminado humanitario, operaciones de información, misiones de paz y persecuciones. Otros componentes del Comando de Operaciones Especiales de Estados Unidos u otras actividades del gobierno de Estados Unidos también pueden especializarse en estas misiones secundarias.Las Fuerzas Especiales llevan a cabo estas misiones a través de cinco grupos de servicio activo, cada uno con una especialización geográfica, y dos grupos de la Guardia Nacional que comparten diversas áreas geográficas de responsabilidad.Muchas de sus técnicas operativas son clasificadas, aunque algunas se describen en obras de no ficcióny en manuales doctrinales.
Las Fuerzas Especiales mantienen una estrecha y duradera relación con la Agencia Central de Inteligencia, cuyos orígenes se remontan a los predecesores de la CIA: la Oficina de Servicios Estratégicos y la Primera Fuerza de Servicios Especiales. El Centro de Actividades Especiales de la CIA, y más concretamente su Grupo de Operaciones Especiales, recluta a las Fuerzas Especiales del Ejército de Estados Unidos.Las operaciones conjuntas de las Fuerzas Especiales del Ejército y de la CIA se remontan a la unidad MACV-SOG durante la Guerra de Vietnam,y fueron vistos recientemente en la guerra de Afganistán (2001-2021).

## Misión

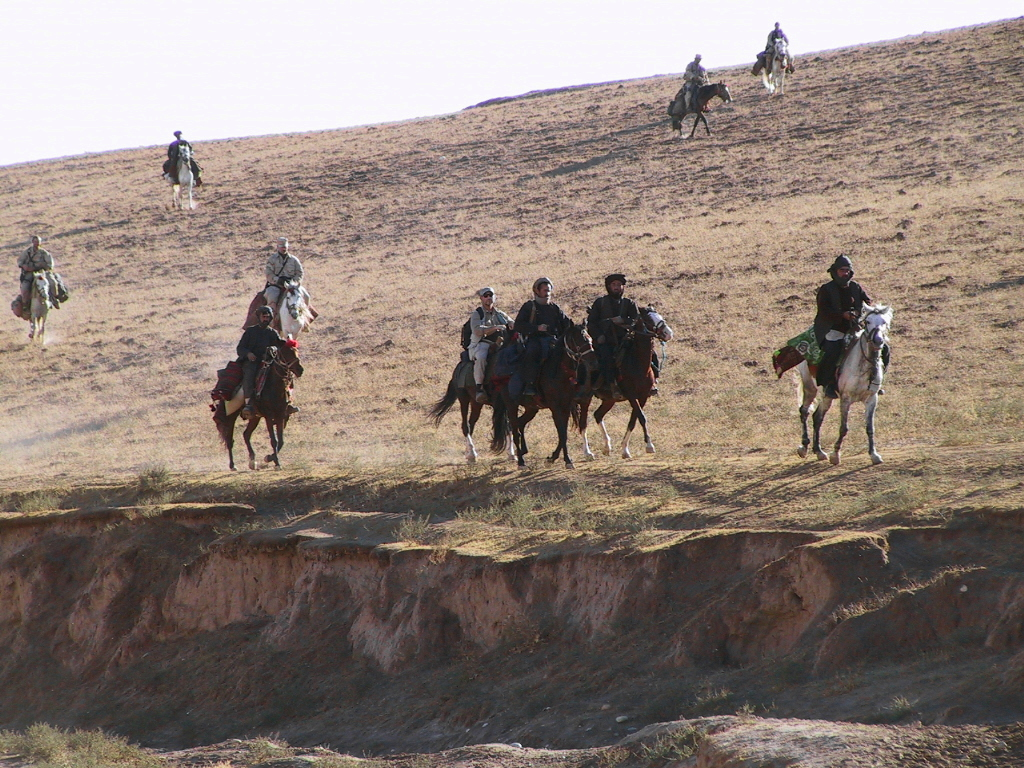
Fuerzas de operaciones especiales de Estados Unidos viajando a caballo por el norte de Afganistán en octubre de 2001.

La misión principal de las Fuerzas Especiales del Ejército es entrenar y dirigir a las fuerzas de guerra no convencional o a una fuerza guerrillera clandestina en una nación ocupada.El 10º Grupo de Fuerzas Especiales fue la primera unidad de las Fuerzas Especiales desplegada, destinada a entrenar y dirigir a las fuerzas de guerra no convencional tras las líneas enemigas en caso de una invasión de Europa Occidental por el Pacto de Varsovia.A medida que Estados Unidos fue involucrándose en el sudeste asiático, se llegó a la determinación de que los especialistas encargados de dirigir a las guerrillas también podían ayudarles a defenderse de las guerrillas hostiles, por lo que las Fuerzas Especiales introdujeron una misión adicional, la denominada Defensa Interna en el Extranjero (Foreign Internal Defense), en la que trabajaban con las fuerzas de la nación anfitriona en un espectro de actividades de contra-guerrilla, que abarcaba desde el apoyo indirecto hasta el comando de combate.
El personal de las Fuerzas Especiales está capacitado tanto en habilidades militares avanzadas como en idiomas y culturas de determinadas regiones del mundo. Si bien es cierto que son mayormente conocidos por sus técnicas de guerra no convencional, también realizan otras misiones, como redadas de acción directa, operaciones de paz, contra-proliferación, funciones de asesoramiento en la lucha contra el narcotráfico y otras misiones estratégicas.En lo referente a sus recursos estratégicos, rinden cuentas o informan al Mando de Operaciones Especiales de Estados Unidos o a un Comando Combatiente Unificado regional. Con el fin de mejorar sus capacidades de acción directa fueron creadas unidades específicas enfocadas en el ámbito de la acción directa de las operaciones especiales. Inicialmente eran conocidas con el nombre de Fuerzas In-Extremis del Comandante (Commander's In-extremis Force), después como Fuerzas de Respuestas ante Situaciones de Crisis (Crisis Response Forces) y ahora reemplazadas por el término de compañías de Ataque contra Objetivos Prioritarios (Hard-Target Defeat companies).
Los miembros de los equipos de las Fuerzas Especiales trabajan en una estrecha colaboración y confían los unos de los otros cuando se hallan en circunstancias aisladas durante largos períodos de tiempo, ya sea si están desplegados durante estadías prolongadas o en la guarnición. Debido a esto desarrollan fuertes vínculos y lazos personales de larga data. A menudo los suboficiales (non-commissioned officers) de las Fuerzas Especiales permanecen durante toda su carrera militar en las fuerzas especiales, rotando entre asignaciones y destacamentos, puestos de enlace y puestos de instructor en el Centro y Escuela John F. Kennedy de Guerra Especial del Ejército de Estados Unidos. Posteriormente se les exige que se trasladen a puestos de la plana mayor o a escalafones de comando más altos. Con la creación del Mando de Operaciones Especiales de Estados Unidos los comandantes de las Fuerzas Especiales han ascendido a los rangos más altos del Comando del Ejército de Estados Unidos, como el Comando del Mando de Operaciones Especiales, el Jefe del Estado Mayor del Ejército y el Presidente de los Jefes del Estado Mayor Conjunto.

## Historia

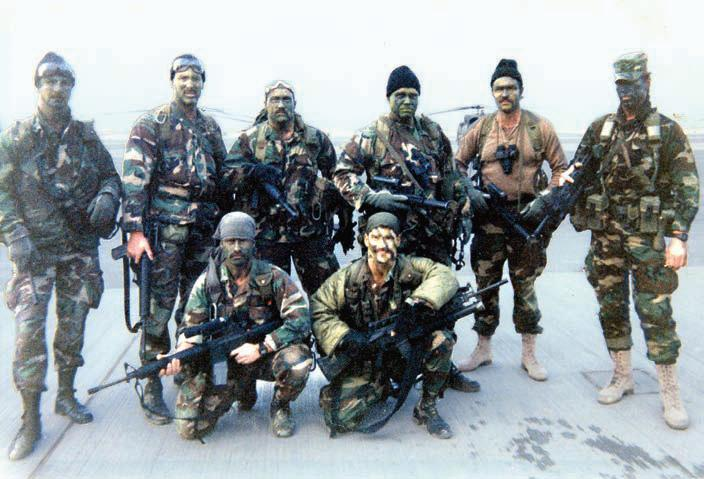
Fotografía del equipo ODA 525, tomada poco antes de la infiltración en Irak, en febrero de 1991.

Las Fuerzas Especiales del Ejército de Estados Unidos tienen sus raíces en unidades como los Alamo Scouts,las guerrillas de Filipinas,la 1ª Fuerza de Servicio Especialy los Grupos de Operaciones de la Oficina de Servicios Estratégicos,todas ellas como principales impulsores del Ejército dentro del marco de la guerra no convencional y expresamente formadas en operaciones especiales. Aunque la Oficina de Servicios Estratégicos no era una organización del Ejército, muchos miembros del Ejército fueron asignados a la OSS y luego utilizaron sus experiencias para influir en la formación de las Fuerzas Especiales.
Durante la Guerra de Corea, los ex comandantes de la guerrilla filipina, el Coronel Wendell Fertig y el Teniente Coronel Russell W. Volckmann, utilizaron su experiencia en tiempos de guerra para formular la doctrina de la guerra no convencional, la cual se convertiría a priori en la piedra angular de las Fuerzas Especiales.
En 1951, el Mayor General Robert A. McClure eligió al ex miembro de la OSS, el Coronel Aaron Bank, como jefe de la División de Operaciones Especiales de Guerra Psicológica del Pentágono (Psychological Warfare Staff).
En junio de 1952 se creó el 10º Grupo de Fuerzas Especiales (Aerotransportado), bajo el mando del Coronel Aaron Bank,poco después de la creación de la Escuela de Guerra Psicológica, que finalmente pasaría a llamarse Escuela y Centro John F. Kennedy de Guerra Especial.El 10º Grupo de Fuerzas Especiales (Aerotransportado) se dividió, con el cuadro que mantenía la designación 10º Grupo de Fuerzas Especiales, desplegado en septiembre de 1953, en Bad Tölz(Alemania). El cuadro restante de Fort Bragg creó el 77° Grupo de Fuerzas Especiales, que en mayo de 1960 fue reorganizado y designado a día de hoy como 7º Grupo de Fuerzas Especiales.
Desde su creación en 1952, los soldados de las Fuerzas Especiales han operado en Vietnam, Camboya, Laos, Vietnam del Norte, Guatemala, Nicaragua, El Salvador, Colombia, Panamá, Haití, Somalia, Bosnia, Kosovo, la Primera Guerra del Golfo, Afganistán, Irak, Filipinas, Siria, Yemen, Níger y, en un rol de Defensa Interna en el Extranjero, en África Oriental.
La rama de las Fuerzas Especiales fue establecida como una rama básica del Ejército de Estados Unidos por el Departamento del Ejército el 9 de abril de 1987, mediante la Orden General Número 35.

## Grupos de Fuerzas Especiales

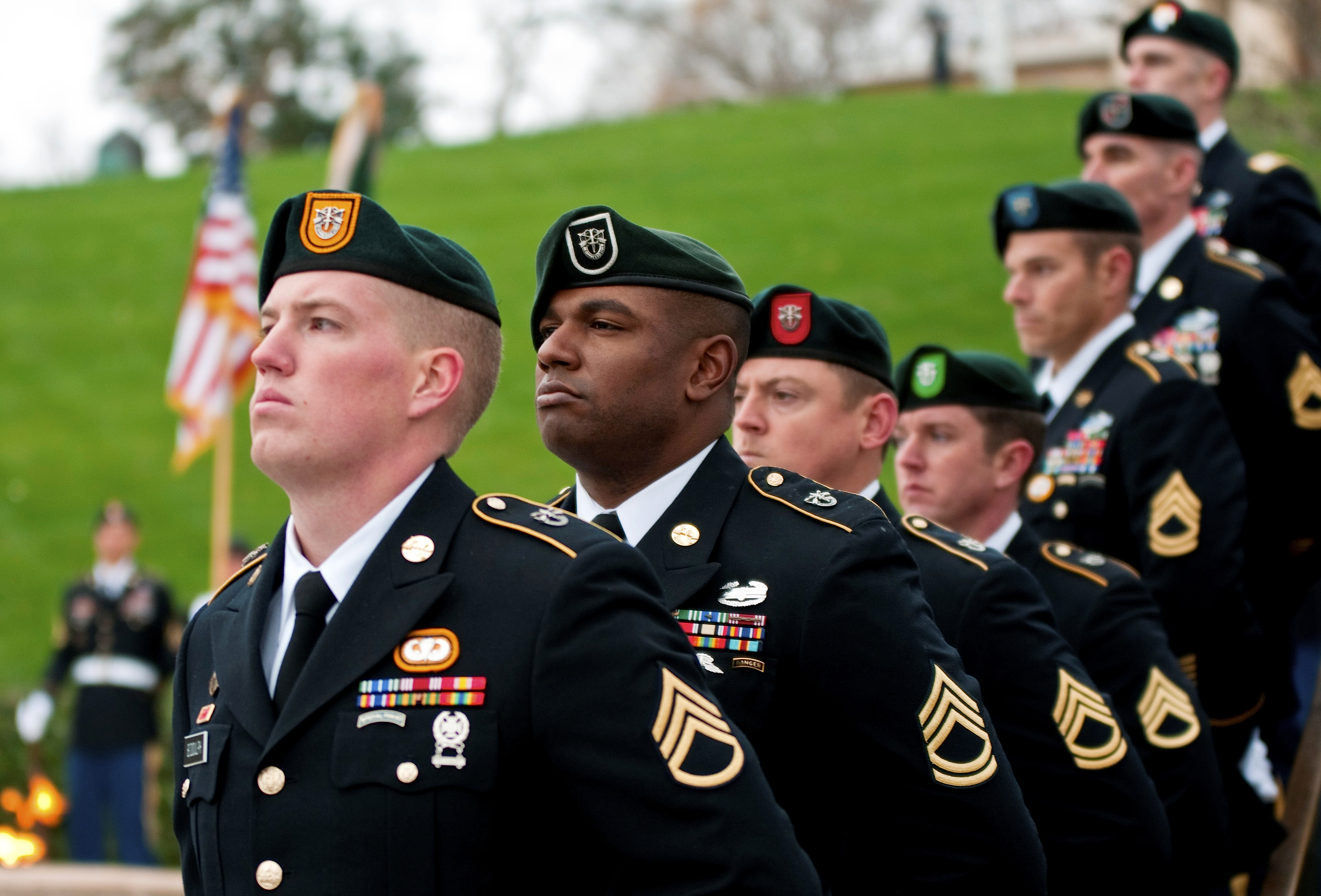
Soldados de cada uno de los siete Grupos de Fuerzas Especiales del Ejército en el Cementerio Nacional de Arlington en noviembre de 2011. Los parches bordados en la boina indican el grupo al que pertenecen. De izquierda a derecha: 1º, 5º, 7º, 10º, 19º, 20º y 3er Grupo de Fuerzas Especiales.

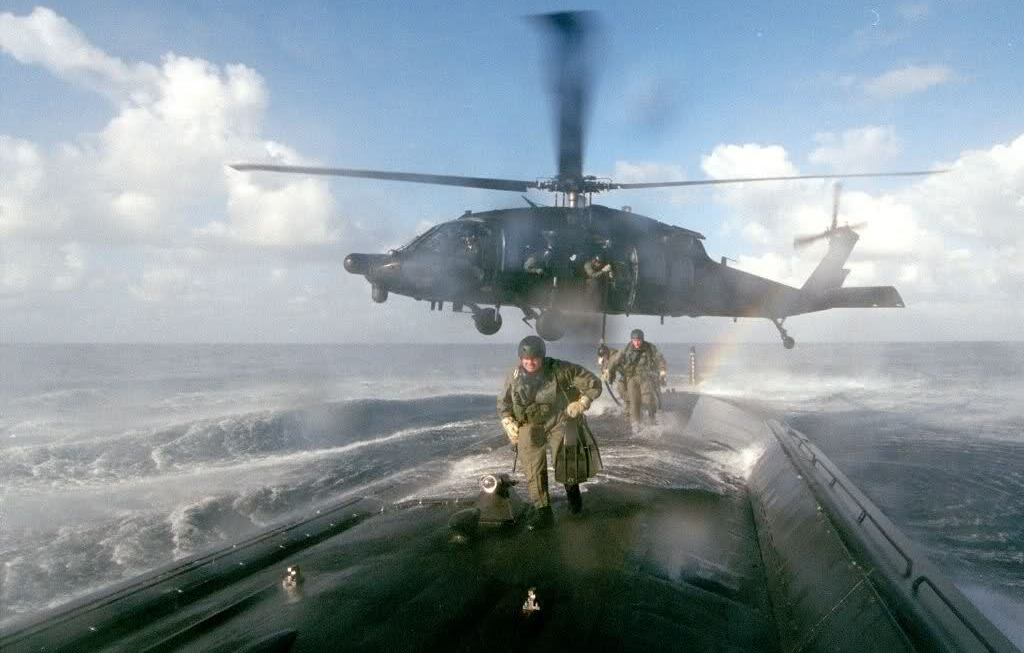
Un MH-60L del 160º SOAR despliega un Destacamento Operacional Alfa del 7º Grupo de Fuerzas Especiales (A) mientras suben a bordo de un submarino norteamericano durante un ejercicio conjunto.

En 1957, los dos grupos originales de fuerzas especiales (el 10º y el 77º) se unieron al 1er Grupo de Fuerzas Especiales, acuartelado en el Lejano Oriente. Se formaron grupos adicionales en 1961 y 1962 después de que el Presidente John F. Kennedy visitara en 1961 a las Fuerzas Especiales en Fort Bragg.El 5º Grupo de Fuerzas Especiales se puso en activo el 21 de septiembre de 1961; el 8º el 1 de abril de 1963; el 6º el 1 de mayo de 1963; y el 3º el 5 de diciembre de 1963. Además, ha habido siete grupos de Reserva (el 2º, el 9º, el 11º, el 12º, 13º, 17º y el 24º), así como cuatro grupos integrados en la Guardia Nacional (el 16º, 19º, 20º y el 21º). En algún momento existieron el 4° Grupo de Fuerzas Especiales, el 14°, 15°, 18°, 22° y el 23º.Muchos de estos grupos no contaban con personal suficiente y la mayoría fueron puestos fuera de servicio en 1966.
A principios del siglo XXI las Fuerzas Especiales se dividieron en cinco grupos bajo régimen de permanencia en servicio activo, y otros dos grupos fueron asignados a la Guardia Nacional del Ejército. Cada Grupo de Fuerzas Especiales tiene un enfoque regional específico. Los soldados de las Fuerzas Especiales asignados a estos grupos reciben una intensiva formación lingüística y cultural de los países cuya competencia cae dentro del ámbito del área de responsabilidad regional en los que están asignados. Debido a la creciente necesidad de soldados de las Fuerzas Especiales en la Guerra contra el Terrorismo, todos los grupos, incluidos los de la Guardia Nacional (el 19º y el 20º), han sido desplegados fuera de sus áreas de operación, particularmente en Irak y en Afganistán. Un informe dado a conocer recientemente afirmaba que las Fuerzas Especiales, independientemente del grupo, son los activos que cuentan con el mayor índice de despliegue operativo bajo el mando del Comando de Operaciones Especiales, donde la tasa de empleabilidad alcanzaba un porcentaje del 75 %, cuyos servicios son mayormente desarrollados en países extranjeros, casi todos los cuales habían sido en Irak y Afganistán.
Hasta 2014, un grupo de Fuerzas Especiales constaba de tres batallones, pero desde que el Departamento de Defensa autorizó al 1er Comando de Fuerzas Especiales a incrementar sus efectivos en un tercio, se puso en operatividad un cuarto batallón en cada grupo de componente activo.

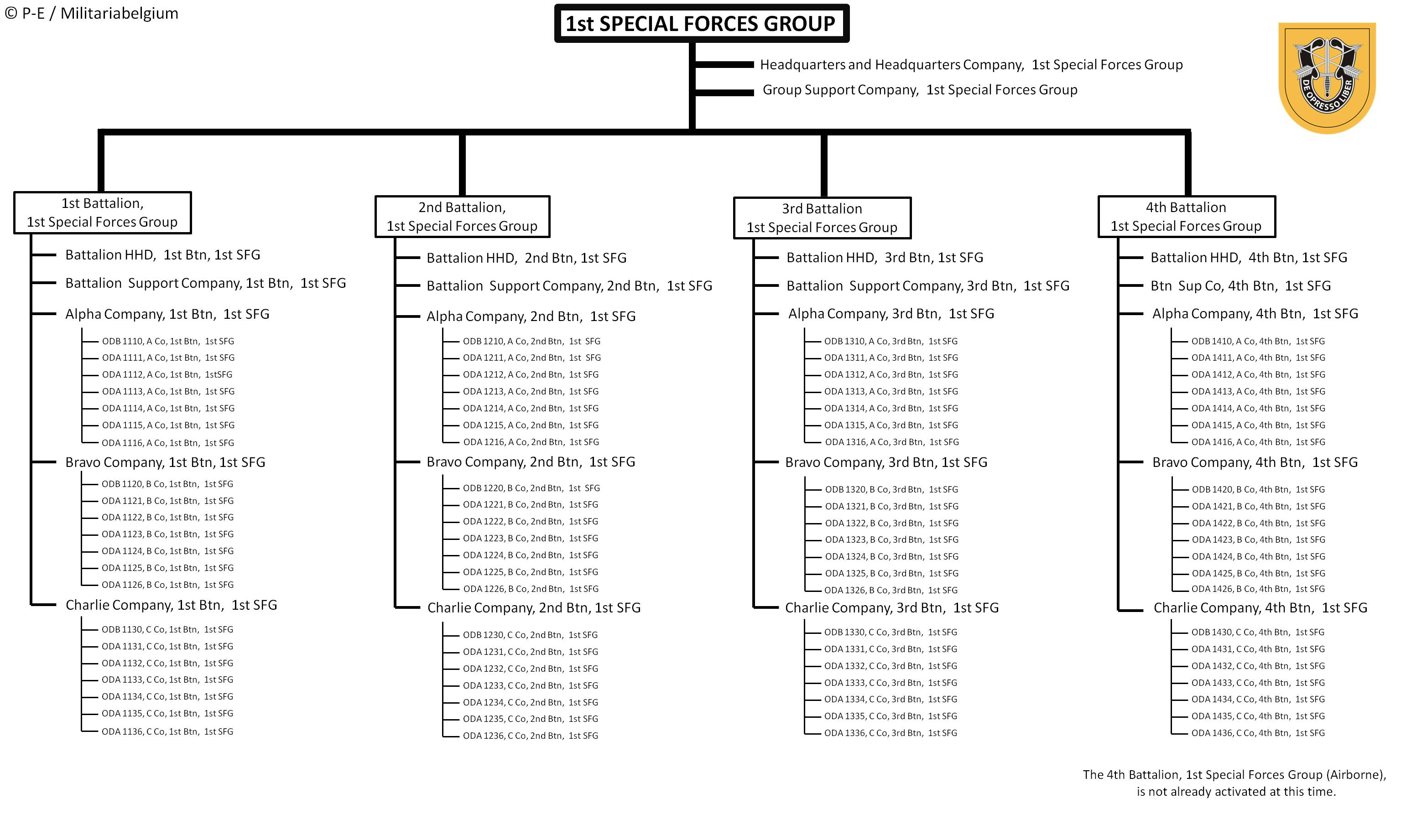
Estructura actual del 1er Grupo de Fuerzas Especiales (A)
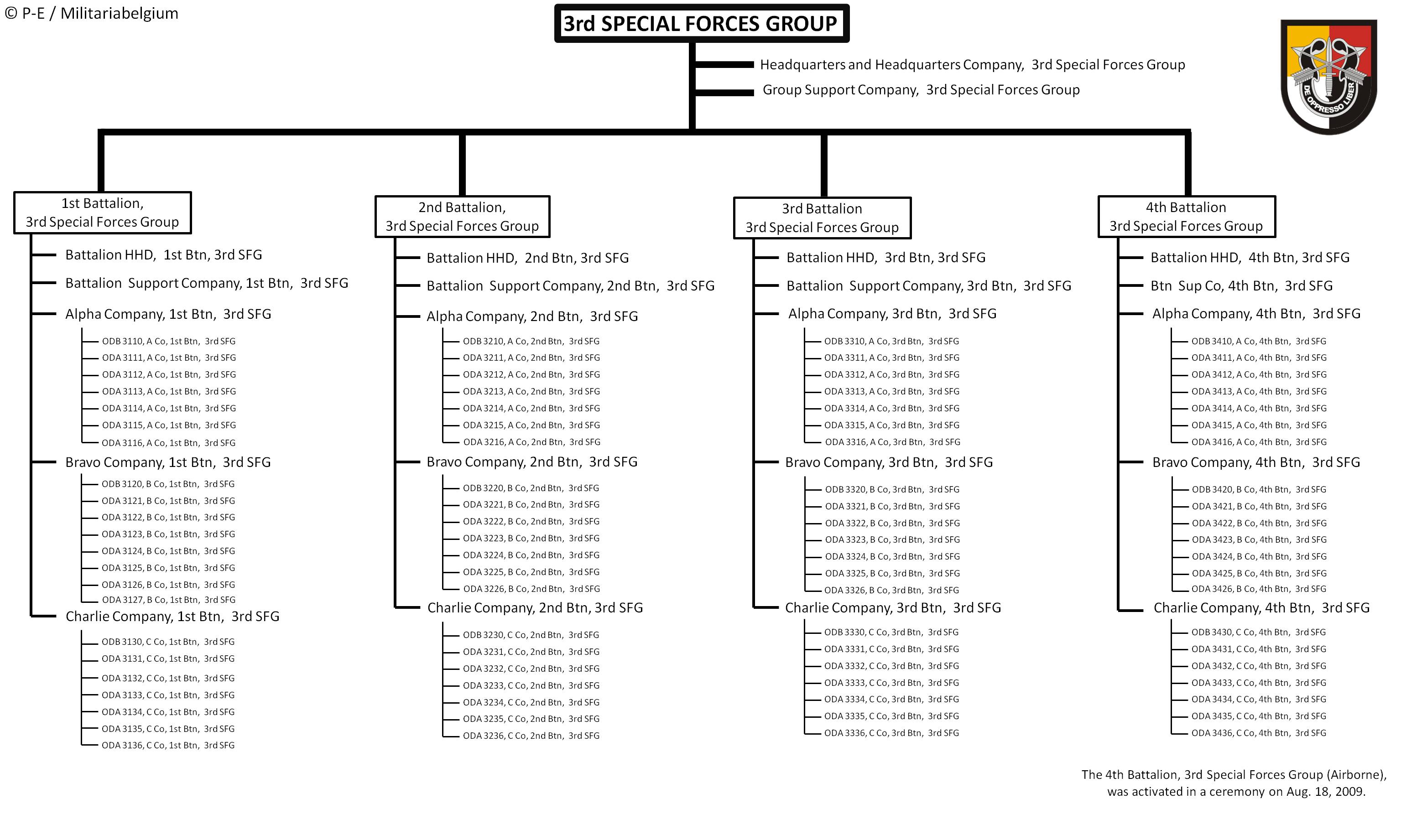
Estructura actual del 3er Grupo de Fuerzas Especiales (A)
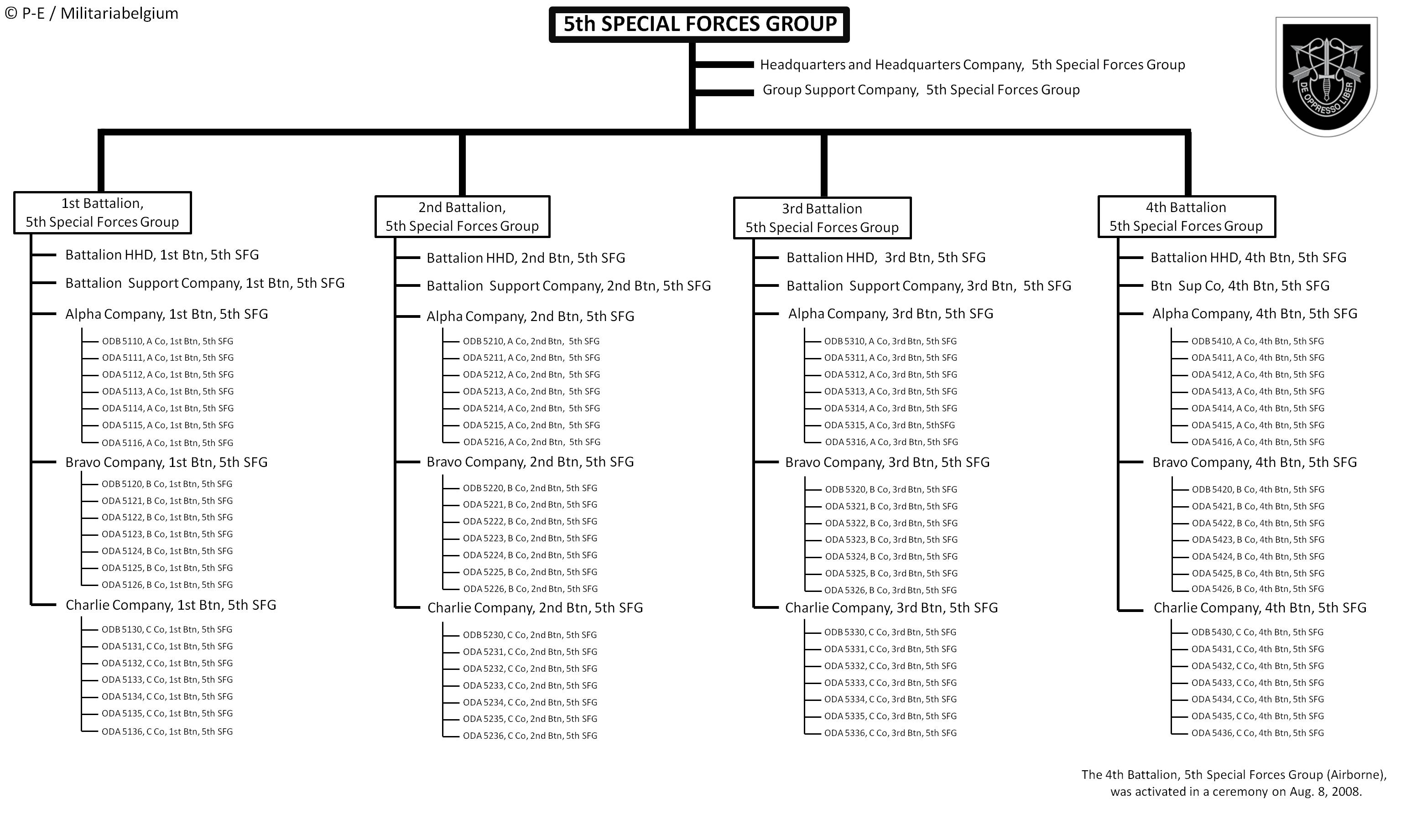
Estructura actual del 5º Grupo de Fuerzas Especiales (A)
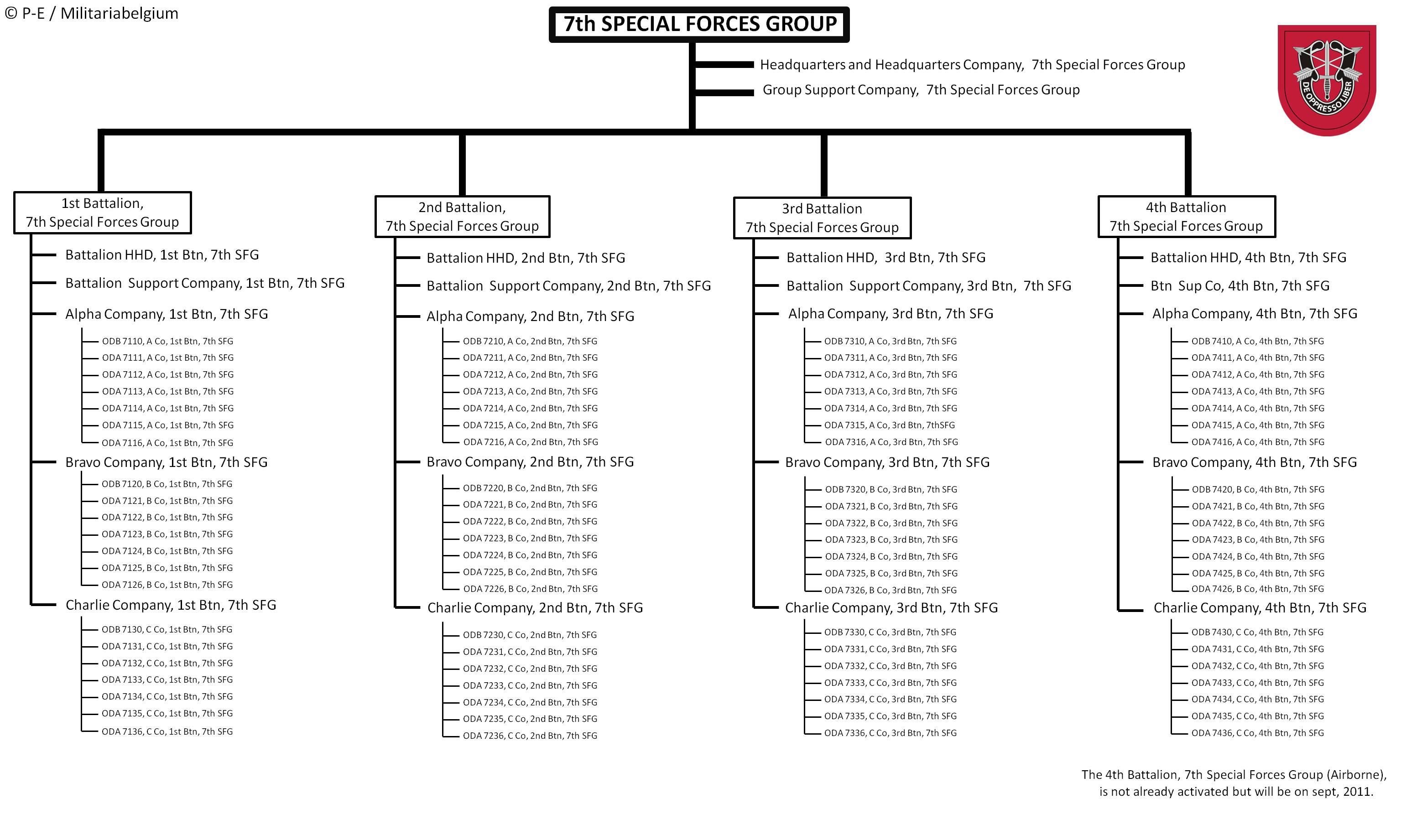
Estructura actual del 7º Grupo de Fuerzas Especiales(A)
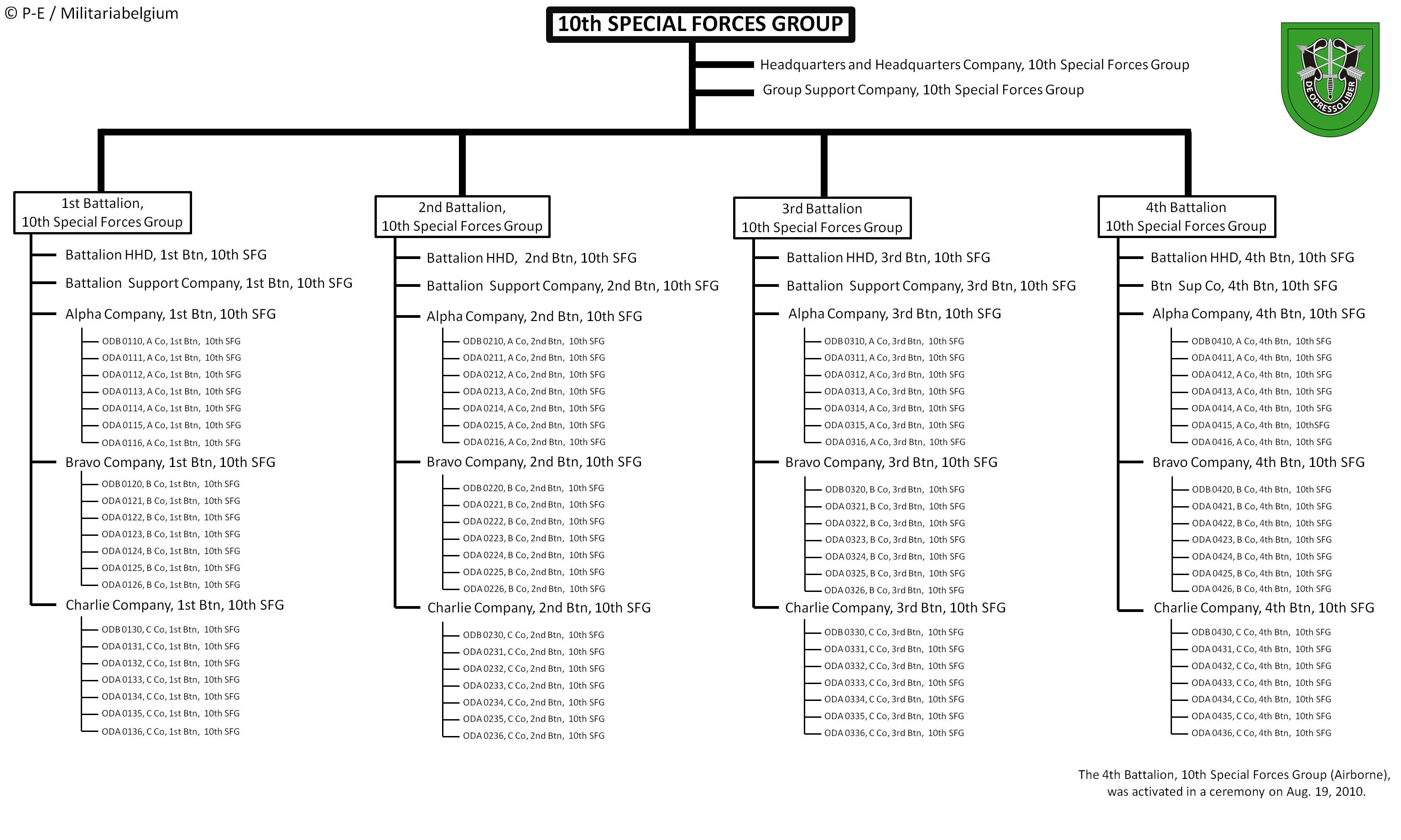
Estructura actual del 10º Grupo de Fuerzas Especiales (A)
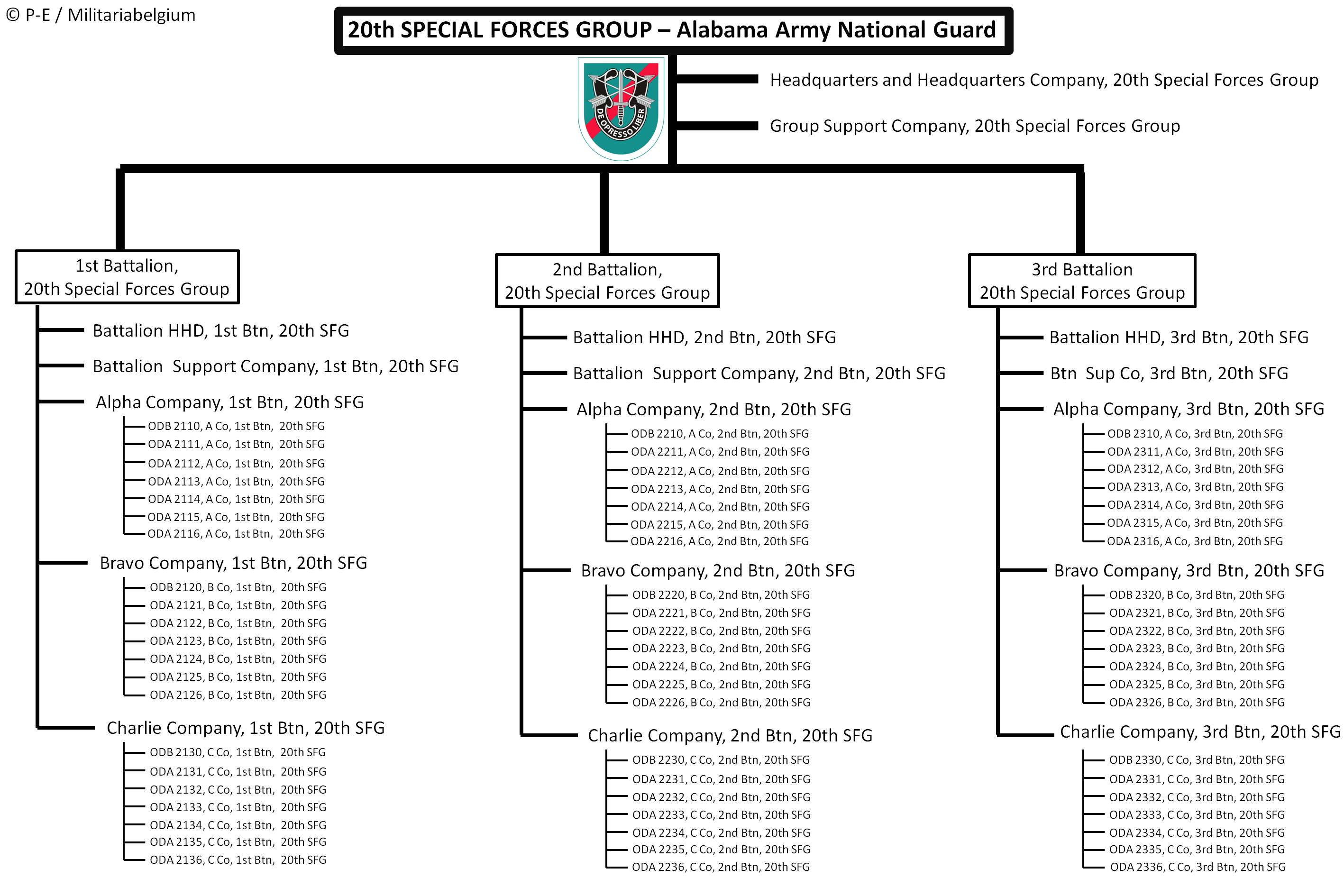
Estructura actual del 20º Grupo de Fuerzas Especiales (A) (Guardia Nacional del Ejército)

Históricamente, un grupo de Fuerzas Especiales está asignado a un Comando Combatiente Unificado o a un teatro de operaciones. El Destacamento Operacional de Fuerzas Especiales C o Destacamento C es responsable de un teatro o un subcomponente principal, que puede proporcionar mando y control de hasta 18 Destacamentos Operativos de Fuerzas Especiales A, tres Destacamentos Operativos de Fuerzas Especiales B, o una combinación de los dos. Subordinado a él está el Destacamento Operacional de Fuerzas Especiales B o destacamentos B, que puede llevar a cabo el mando y control para seis Destacamentos Operativos de Fuerzas Especiales A. De mayor subordinación aún, el Destacamento Operacional de Fuerzas Especiales A suele elevar a las unidades del tamaño de una compañía a un batallón cuando están en misiones de guerra no convencional. Igualmente pueden formar destacamentos de seis hombres "divididos en A" para llevar a cabo reconocimiento especial.

### Asia
Con la victoria del Vietminh, guerrillas en varios países (Malasia, Filipinas y Tailandia) y el ascenso de un gobierno procomunista en Indonesia, Asia estaba entre las zonas que más preocupaban al Gobierno federal de los Estados Unidos, un destacamento del 77th SFG fue basado en Okinawa, siendo el germen del 1st SFG. Pronto miembros de este grupo se destinaron a misiones en Filipinas, Vietnam, Tailandia y Taiwán. El 1st SFG era la cabeza de la Fuerza de Acción Especial de Asia (SAFASIA). Además de dos compañías de fuerzas especiales y una unidad de comunicaciones que contaba también con:
- Destacamento de seguridad (400th Army Security Agency Detachment)
- Destacamento de ingenieros (539th Engineer Detachment)
- Destacamento de Sanidad (156th Medical Detachment)
- Destacamento de Inteligencia militar (441st Military Intelligence Detachment)

En 1957 se decidió apoyar la creación de fuerzas especiales en el ejército surcoreano. El 1st SFG asignó un Mobile Training Team (MTT) en 1958. El entrenamiento y asesoramiento acabó con la asignación permanente de una unidad a Corea del Sur hasta 1980. Este destacamento se encargó de entrenar a los coreanos en infiltración submarina, sabotaje, paracaidismo, montañismo y guerra invernal. Además, debido a la situación política de Corea del Sur se asesoró al ejército en control de multitudes y técnicas antidisturbios.

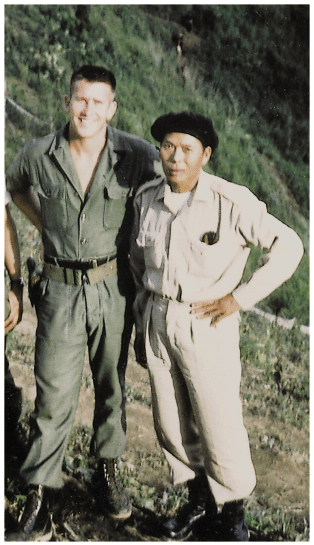
Un jefe de la guerrilla Hmong posa en la foto junto a Richard L. Holm, miembro de la misión militar de la CIA en Laos.

En Vietnam del Sur, los miembros de las fuerzas especiales fueron asignados al Military Assistance Advisory Group (MAAG) desde 1957, ese año 16 miembros del 14th SFOD se destinaron a Vietnam del Sur para formar a las fuerzas especiales vietnamitas, los Rangers. En octubre de 1957 murió en Vietnam el primer boina verde, el capitán Harry G. Cramer. También en Laos y Camboya se empezaron a desplegar equipos de boinas verdes, muchas veces en coordinación con la CIA. Se reclutó y entrenó a mercenarios, para que pelearan en Laos bajo la dirección de los boinas verdes. Dentro de la Operación "Hotfoot" los equipos de la 77th SFG se encargaron desde 1959, conjuntamente con asesores militares franceses, de entrenar al Ejército del Reino de Laos, a las milicias Hmong y los Yao, para luchar contra la guerrilla comunista del Pathet Lao. Años más tarde, dicho programa se extendió a luchar también contra las fuerzas norvietnamitas, que estaban aumentando gradualmente su presencia en Laos como base logística para sus operaciones en Vietnam del Sur. En 1962 se retiraron de Laos, para pasar la CIA a encargarse de las operaciones en Laos.
En 1962 una compañía del 1st SFG estaba basada en Tailandia. El 1st SFG asignó la compañía número 46 al entrenamiento y asesoramiento del ejército y la policía de Tailandia. Esto incluyó el entrenamiento de las tropas del ejército de Tailandia que se destinaron a Camboya y a Vietnam del Sur. En Tailandia la lucha contra la insurgencia, por parte de los boinas verdes, incluyó a otros elementos del ejército estadounidense, como el destacamento 539 de ingenieros y el destacamento 156 de sanidad, que entrenaron a los tailandeses para la construcción de carreteras y canales, así como establecimientos de dispensarios.
En Filipinas se asesoró al ejército en su lucha contra la guerrilla. En Filipinas la represión y castigo contra la guerrilla Hukbalahap no había hecho sino fortalecerla. El ejército había perdido la iniciativa y sufría numerosas emboscadas. La guerrilla fue derrotada principalmente gracias a las directrices de los veteranos de la guerra de guerrillas (tanto filipinos como americanos) y los fondos de ayuda rural, financiados por Estados Unidos, aunque también se recibió ayuda militar para luchar contra la guerrilla. Años después también se colaboró con el gobierno de Ferdinand Marcos en su programa de construcción de escuelas.
A partir de 1962, el Gobierno federal de los Estados Unidos, ayudó al ejército indonesio a desarrollar programas de "acción cívica" que le permitieron elaborar su propia infraestructura política en el país. En 1962 una unidad de fuerzas especiales del US MILTAG (Military Training Advisory Group) se instaló en Yakarta para ayudar a entrenar a las fuerzas especiales, crear milicias locales y asesorar en métodos de guerra antiguerrilla.

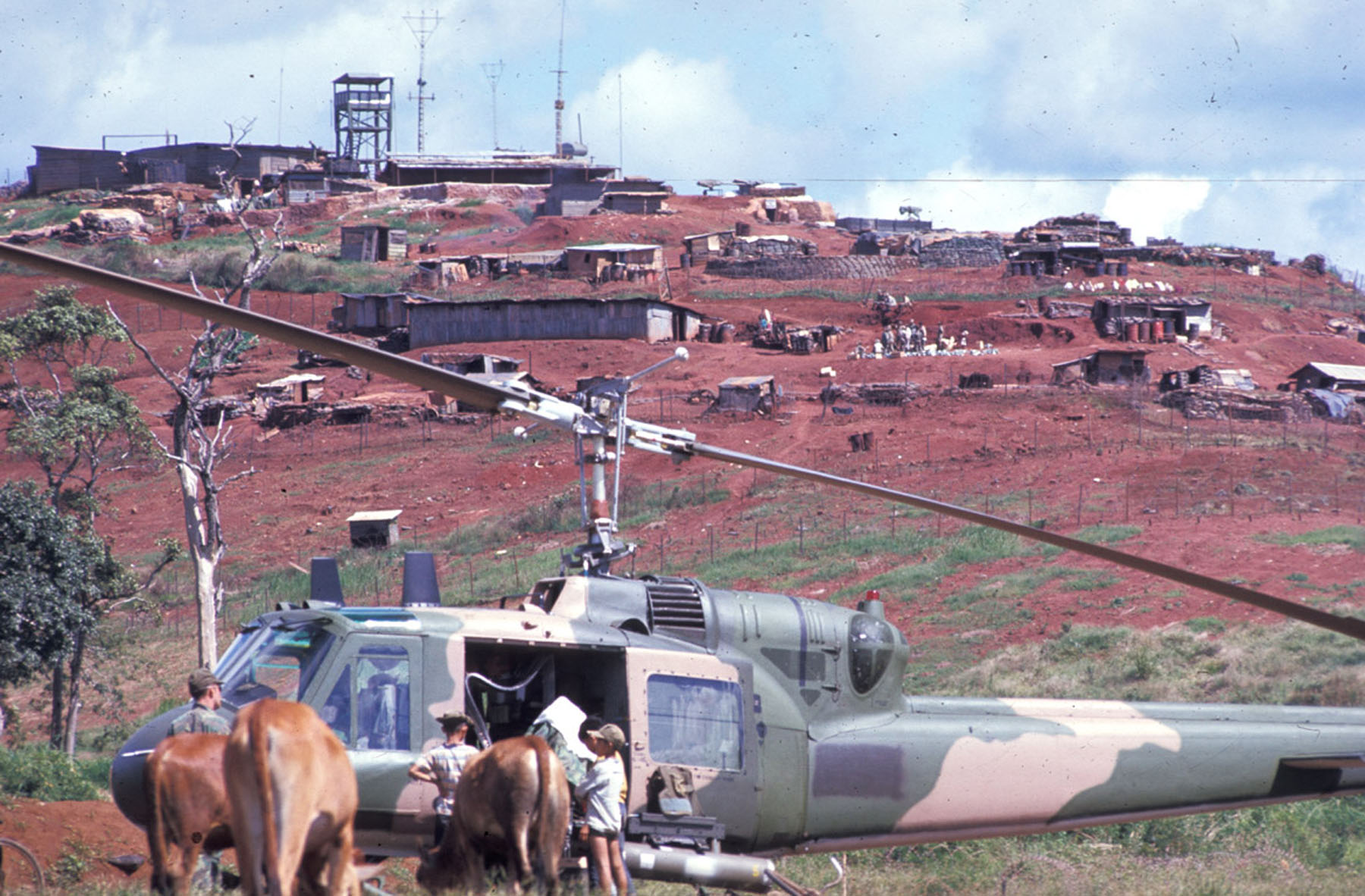
Un UH-1P del 20th Special Operations Squadron en una de las bases americanas en Laos.

Además de llevar a cabo misiones de contrainsurgencia, las fuerzas especiales también realizaban otras misiones. En 1962 miembros del 19th SFG rescataron los equipos secretos y cuerpos de un avión A-1A Otter del US Army que se había estrellado en las montañas de la frontera de Irán con la URSS durante una misión de espionaje. también se enfatizó el apoyo a construir estructuras nacionales, en naciones aliadas, creando los Disaster Assistance and Relief Teams (DART). Cada DART se componía de un ODA, reforzado con dos hombres adicionales dedicados a tareas médicas, y 4-6 hombres del 156th Medical Detachment. Los DART realizaron misiones de ayuda humanitaria, durante las inundaciones de Pakistán en 1971 y en Filipinas, cuando un tifón tropical asoló la isla de Luzón, en 1972.

### Europa
En noviembre de 1953 los trabajadores realizaron numerosas protestas en Alemania del Este. Se decidió que el 10th SFG se necesitaba como parte de la estrategia militar en Europa. Así el 10th SFG quedó basado en Alemania, donde podía ejercitarse para realizar la misión asignada. El 10th SFG comenzó a entrenarse con fuerzas especiales de otros países de la OTAN (Reino Unido, Alemania, Francia, Noruega, Italia y Grecia). También ayudo a otros países aliados de Europa y Oriente Medio, a establecer sus fuerzas especiales. En Jordania, el 10th ayudó en la creación de la primera escuela de fuerzas especiales. En 1963 se entrenaron 350 oficiales y suboficiales para formar una fuerza guerrillera que luchara contra el gobierno socialista de Yemen. Destacamentos del 10th SFG entrenaron a las fuerzas especiales iraníes, junto a fueras irregulares de las tribus kurdas de las montañas de Irán. Durante dos años los MTT estuvieron en Irán, habiéndose formado en el idioma farsi previamente, antes de su despliegue. Los equipos del 10th SFG también entrenaron a turcos y paquistaníes para crear sus fuerzas especiales.

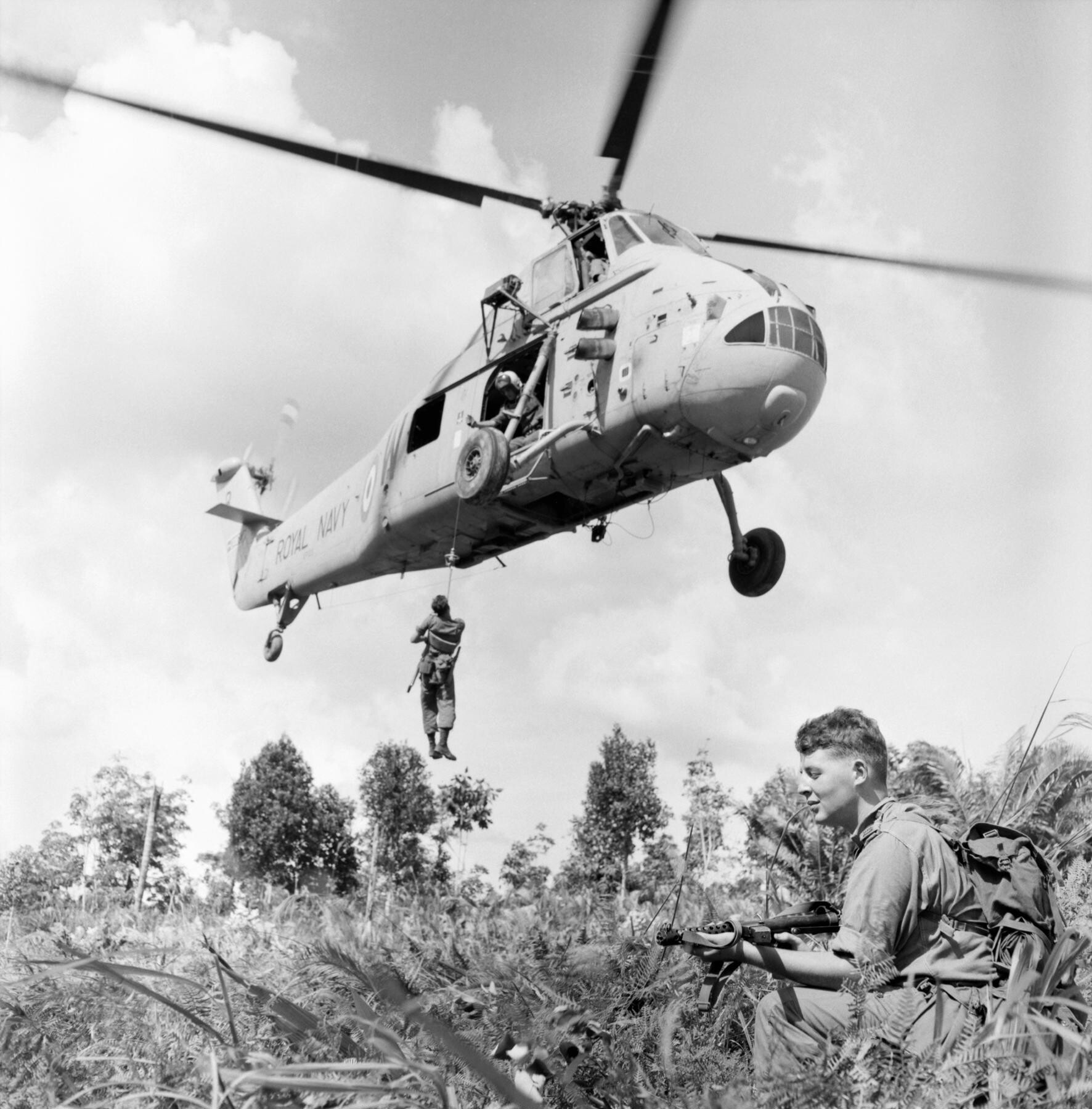
Sección de reconocimiento británica en Borneo. Los boinas verdes estudiaron en detalle los métodos de contrainsurgencia franceses y británicos.

En 1956 el 10th SFG destinó a Berlín a varios operadores, denominados 7781 Army Unit o 39th Special Forces Operational Detachment. Estos hombres operaban encubiertos, de paisano, ya que los tratados de paz prohibían la presencia en Berlín de unidades de élite. En caso de invasión soviética hubieran realizado acciones de sabotaje y guerrilla. Más tarde la unidad pasó a llamarse "Destacamento A", dependiendo directamente del cuartel general de la guarnición de los Estados Unidos en Berlín. Inicialmente operaban en pequeñas células, pero a lo largo de la guerra fría, la unidad fue creciendo hasta contar con seis ODA. La unidad se entrenaba frecuentemente con el resto del 10th SFG y con el equipo SEAL 2, basado en Creta.
En el verano de 1960 el 10th SFG acudió al recién independizado Congo para evacuar a los civiles estadounidenses y europeos a Leopoldville. Allí se coordinaba la evacuación, dirigida por los paracaidistas belgas. El grupo evacuó a 239 civiles sin una sola baja en sólo nueve días.
Los militares franceses compartieron con los boinas verdes las tácticas que habían empleado en Argelia y su doctrina de lucha contra la guerrilla. De hecho el general Aussaresses estuvo algunos años en Fort Bragg impartiendo clases a los boinas verdes. En 1968 el 10th SFG fue transferido a Fort Devens, Massachusetts. Sin embargo el 1er Batallón permaneció en Alemania. Sin embargo el 10th SFG siguió viajando con frecuencia a Europa para entrenarse con la OTAN.

### América Latina
Con el incremento de la Guerra Fría y el triunfo de la revolución en Cuba en 1959 se intensifican en la región los programas de contrainsurgencia. EE. UU. decide modificar sus programas ya existentes en su centro de formación en Panamá para mejorar el adiestramiento de personal escogido para que logre niveles más altos de profesionalidad y mayores capacidades en el mantenimiento de la seguridad interna. Por su parte los ejércitos latinoamericanos son conscientes de que ya no se enfrentarán a enemigos exteriores, sino que deben prepararse en tácticas y misiones de guerra antisubversiva. En Hispanoamérica la insurgencia actúa también en pueblos y ciudades, lo que debe ser tenido en cuenta.
En 1962 el 7th SFG envió a su compañía D a Fort Gulick, Panamá. Fue la base para crear el 8th Special Forces Group, que sería desactivado en 1972 para pasar a ser el tercer Batallón del 7th SFG. El 8th Special Forces Group se denominó también Special Action Force (SAF), Latín América. La denominación SAF se refería a que incluía destacamentos de Inteligencia, Sanidad, policía Militar, ingenieros, seguridad y un batallón de operaciones psicológicas. Además el SAF estaba encargado de operar una escuela de submarinismo para el United States Army South (USARSO). Asimismo el 8th SFG dirigía la Jungle Warfare School del US Army situada en Fort Sherman. Los miembros del 8th SFG incluían muchos soldados de origen hispano o que hablaban español. En Fort Gulick se formó en contrainsurgencia a oficiales de ejércitos latinoamericanos (solo Cuba, Haití y México no enviaron oficiales), siendo la única escuela militar de EE. UU. con instructores que hablaban español e inglés. En el curso de operaciones de combate los alumnos eran adiestrados por los boinas verdes en misiones de contrainsurgencia, operaciones en la jungla, ejercicios tácticos y prácticas de asaltos, emboscadas y patrullas diurnas y nocturnas. Se aprovechaba la jungla de Panamá para realizar una instrucción que duraba varios meses y culminaba con el ejercicio "Travesía de Balboa", en el cual los alumnos debían cruzar el istmo desde el Pacífico hasta el Atlántico en una misión simulada de búsqueda y destrucción, poniendo
en práctica lo que habían aprendido de guerra de guerrillas y supervivencia en la selva. En el caso de la guerrilla urbana la instrucción incluía temas de táctica militar propiamente dicha, pero también ideología, acción psicológica e inteligencia y contraespionaje.
Un equipo del 8th Special Forces Group entrenó y asesoró al batallón de Rangers que capturó al Che Guevara en 1967. También se entrenó a fuerzas contrainsurgencia en Venezuela, Colombia y Ecuador. En Argentina un destacamento estuvo presente de 1962 a 1970. En Venezuela el 8th SFG ayudó en la creación de una escuela de paracaidistas. En República Dominicana el 8th SFG formó a un batallón del ejército en lucha contraguerrillera. En Colombia asesoraron en 1959 en la creación de la unidad de "Agrupación de lanceros". Personal militar de muchos países pasaron por Fort Sherman para ser entrenados por el 8th Special Forces Group.
Durante la intervención americana de 1965 en República Dominicana los Boinas Verdes se encargaron de evaluar la situación en el interior del país. Vestidos de civil pasaron por ciudades y pueblos y comenzaron a recoger información. Sus informes confirmaron que no había insurgencia en el interior y que los EE. UU.: debían concentrar sus esfuerzos en Santo Domingo. Como los rebeldes empleaban las alcantarillas de la capital para mover hombres y armas un equipo de Boinas Verdes ayudó en misiones de reconocimiento en las cloacas, mientras que los ingenieros del Ejército emplazaron un serie de trampas.

### Vietnam
Vietnam fue la misión más compleja y controvertida de las Fuerzas Especiales hasta entonces. Su participación comenzó en 1957 y terminó en 1973. Los boinas verdes actuaron como fuerzas de ataque móviles, fuerzas de guerrilla, encargados de reconocimiento especiales, instructores militares, etc. Vietnam supuso la madurez como fuerza especial gracias a la vasta experiencia en combate que tan duramente ganaron los soldados de las Fuerzas Especiales. Los boinas verdes fueron una de las unidades más eficaces y su campaña contrainsurgencia la que obtuvo uno de los mayores éxitos. Pese a ser extranjeros consiguieron ganarse bastante bien a la población y sus acciones causaron fuertes pérdidas al enemigo. También pagaron un alto precio, con más de 800 boinas verdes muertos en combate. El Coronel Beckwith, fundador del Delta Force, luchó en Vietnam en el sitio de Plei Me y en el Proyecto Delta.

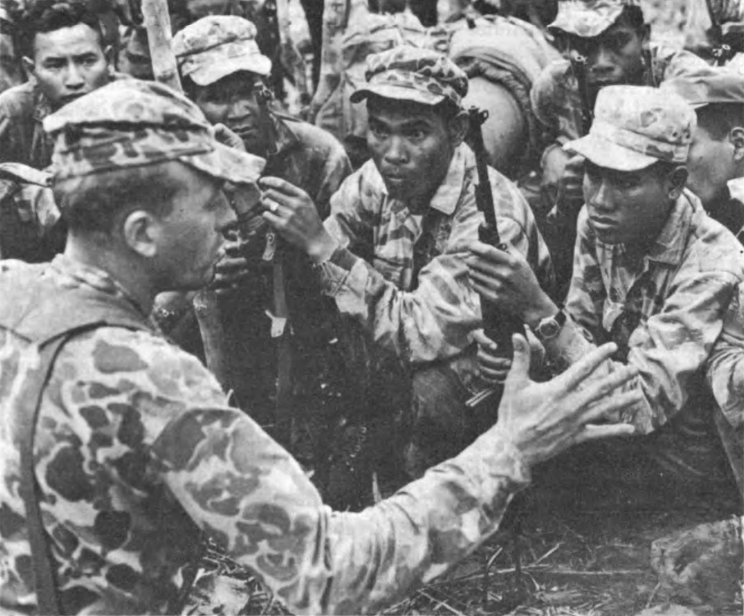
El sargento Howard Stevens da las últimas instrucciones a sus Montagnard antes de salir en una misión contra las guerrillas del Viet Cong.

Las Fuerzas Especiales del ejército de EE. UU. (USSF) desempeñaron todo tipo de misiones en Vietnam del Sur. Antes de que EE. UU. se viera involucrado oficialmente asesores de las fuerzas especiales ya se encontraban en Vietnam. Ayudaron desde 1957 a establecer las fuerzas especiales del ejército de Vietnam del Sur. También asesoraron al ejército en la lucha contra la guerrilla. Con este propósito varios equipos del 1st y 77th SFG se desplegaron en Vietnam del Sur y 1961 nació el programa CIDG (“Civilian Irregular Defense Group”), unidades irregulares de lucha contra el Viet Cong.

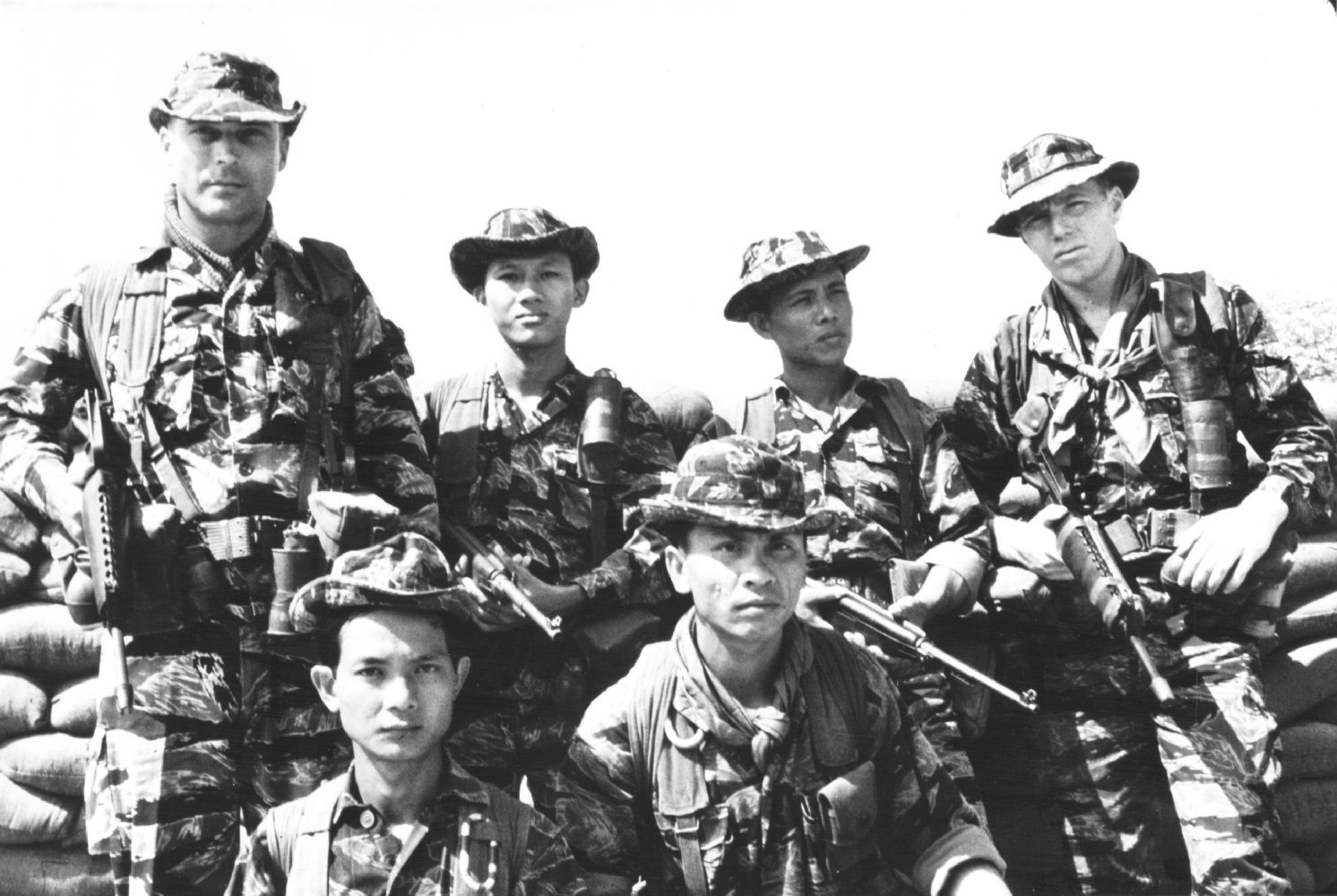
Boinas verdes en Vietnam.

Las administraciones de Eisenhower y Kennedy, se limitaron en Vietnam a operaciones encubiertas, enviando fuerzas especiales y de la CIA para entrenar al ejército de Vietnam del Sur y realizar misiones no oficiales. En 1962 se formó el US Army Special Forces Vietnam para coordinar a las Fuerzas Especiales desplegadas en el país, cuyos equipos provenían del 1st, 5th y 7th SFG, realizando rotaciones cada seis meses. El 5th SFG llegó en octubre de 1964, alcanzando en 1965 más de 1400 efectivos. El 5th SFG desde su cuartel en Nha Trang controlaba ahora todas las operaciones de las Fuerzas Especiales en Vietnam. Miembros de los otros grupos que no estaban destinados en Vietnam fueron rotando a sus miembros por el 5th SFG. Las Fuerzas Especiales se fueron retirando entre 1970 y 1972. A partir de ahí, hubo grupos pequeños con misiones de asesoramiento e instrucción hasta noviembre de 1972. Hasta 1975 algunos miembros hicieron tareas de asesoramiento. Durante la guerra de Vietnam 16 miembros de las fuerzas especiales fueron condecorados con la Medalla de Honor, la condecoración más alta que puede recibir un soldado en EE. UU.
Una de las principales tareas fue asesorar a las “Civilian Irregular Defense Group” (CIDG), fuerza de defensa rural creada en 1962, formada por minorías (Degar, Bahnar, Hmong, Nung, Jarai, Khmer Krom, etc.) y que no formaba parte del Ejército de la República de Vietnam (ARVN). Las USSF se encargaron de entrenar, equipar, pagar y ofrecer apoyo a estas milicias. Se creó un grupo de fuerzas antiguerrilla o “Camp Strike Forces” (CSFs) que operaba desde los campamentos fortificados establecidos en áreas remotas de Vietnam del Sur. Estos grupos protegían las aldeas locales del Viet Cong, y servían para luchar contra los comunistas (vigilancia de las fronteras, incursiones y reconocimientos en su área táctica de responsabilidad (TAOR), etc). El procedimiento era enviar un equipo A a una aldea y lograr que se uniera al CIDG, convirtiéndola en base de operaciones. A continuación formar un “Camp Strike Force” con los lugareños para lanzar operaciones de guertilla contra el Vietcong y construir un campamento que protegiera la base. Las actividades del Vietcong en el área, y su influencia, se veían así perturbadas, y muchas veces derrotadas o reducidas significativamente. Los CIDG llegaron a encuadrar más de 40.000 milicianos.
Los CSF tenían tamaño de batallón, y sus miembros eran reclutados en su mayoría entre las minorías nativas (lo que los franceses habían denominado "montagnards"). Más de 80 campamentos estuvieron operativos durante el momento de máxima actividad del programa CIDG, aunque bastantes más fueron abiertos, cerrados, o reubicados entre 1962 y 1970. Estos campamentos se encontraban en zonas remotas, cercanas a la frontera por donde llegaba la ayuda norvietnamita, y por tanto fueron atacados frecuentemente por los comunistas, aunque sólo 7 fueron tomados entre 1963 y 1968. Para apoyar estos campamentos en 1966 el 5th SFG estableció cinco Mobile Strike (MIKE) Forces, una para cada CTZ (corps tactical zone) y una quinta de reserva para todo el país. La doctrina y táctica de las MIKE Force estaban basadas en las empleadas por las unidades de Infantería Ligera, con las modificaciones que demandaba el terreno, el enemigo y los propios hombres de las USSF.

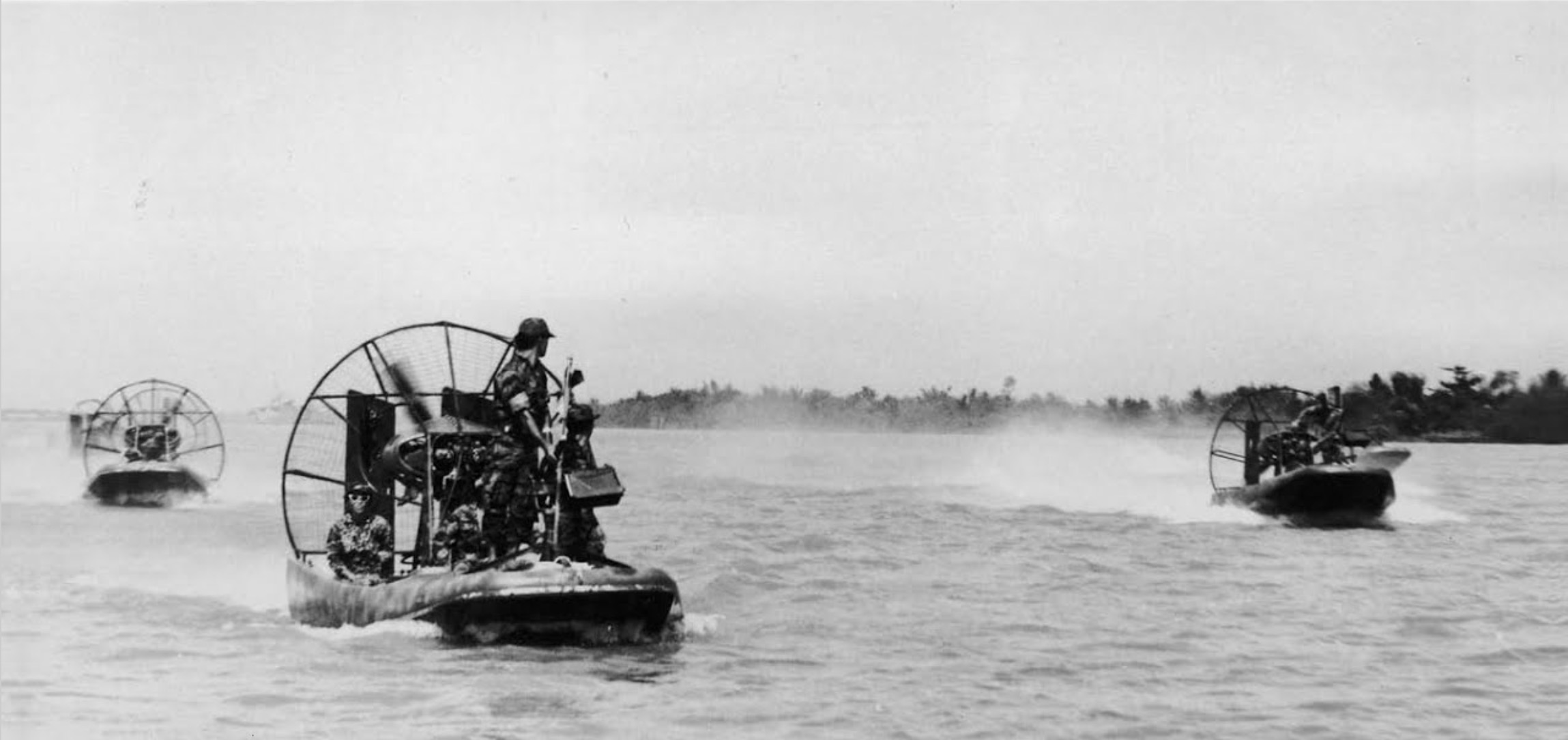
Compañía D, 5th Special Forces, moviendose por el Mekong.

El 5th SFG también estuvo muy activo en la zona del Delta, haciendo uso de todo tipo de embarcaciones. Desde julio de 1967 se lanzó una campaña contra el Viet Cong en el Delta. Se operó conjuntamente con el ejército de Vietnam del Sur, milicias y fuerzas de la US Navy. En el 5th SFG se llegaron a emplear unas 400 embarcaciones, incluyendo 84 botes rápidos tipo "Hurricane". Las tácticas hubieron de adaptarse para sacar el máximo partido de las embarcaciones para emplear velocidad y poder de fuego con la máxima efectividad contra el Viet Cong. Se realizaron numerosas operaciones combinadas, empleando medios de todo tipo (helicópteros, hovercraft, helicópteros, aviones, botes de la US Navy, etc). La lucha en el Delta incluyó establecer bases del Civilian Irregular Defense Group (CIDG) para lograr finalmente llegar a controlar la mitad del territorio, anteriormente completamente controlado por la guerrilla.

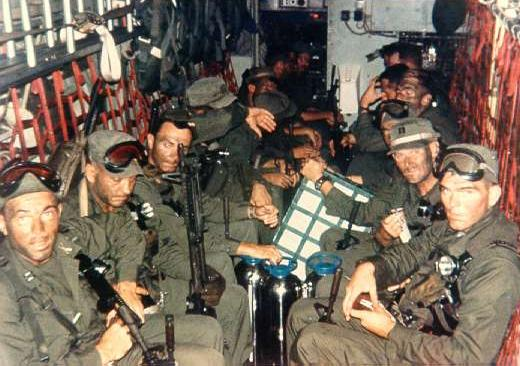
Boina verdes del equipo de asalto "Blueboy" a bordo del helicóptero HH-3E que les llevaría a Son Tay.

Voluntarios del 6th y 7th SFG participaron en 1970 en la Operación "Ivory Coast", el intento de rescate de prisioneros del campo de Son Tay. Los responsables de la operación seleccionaron a 15 oficiales y 82 suboficiales de las Fuerzas Especiales, por su preparación física, experiencia en combate y habilidades. Para el asalto cinco Sikorsky HH-53 y un HH-3 transportaron desde Tailandia a 56 Boinas Verdes, que fueron divididos en tres grupos con diferentes misiones cada uno. El Grupo de Asalto compuesto por 14 hombres se estrelló de forma controlada dentro del complejo, sacrificando el helicóptero HH-3 que los transportaba. Buscaron a los prisioneros para después unirse al Grupo de Mando formado por 22 Boinas Verdes, que aterrizó fuera del complejo. Los 20 hombres restantes del Grupo de Apoyo proporcionaron seguridad contra fuerzas norvietnamitas. Desgraciadamente el campo estaba vacío de prisioneros.
Miembros de las fuerzas especiales también realizaron misiones de reconocimiento estratégico en Vietnam del Sur, Vietnam del Norte, Laos y Camboya. Además también realizaron misiones de captura de prisioneros enemigos, rescate de pilotos derribados y operaciones de rescate de prisioneros de guerra. Todas estas misiones fueron clandestinas, bajo el amparo del MACV-SOG, una unidad secreta que desarrollaba operaciones encubiertas de guerra no convencional. La primera misión en Laos tuvo lugar en octubre de 1965, cuando un pequeño equipo cruzó la frontera en un punto cercano a Kham Duc, con la misión de encontrar puntos de la ruta Ho Chi Minh. Al mando del MACV-SOG estaba un coronel del ejército. Debido a su naturaleza, la unidad se nutría de oficiales retirados, mercenarios locales y miembros de las fuerzas especiales. El SOG experimentó con armas y tácticas nuevas, siendo pionero en muchas disciplinas que se continuaron en los boinas verdes después de Vietnam. Las incursiones de los equipos de reconocimiento se realizaban habitualmente en helicóptero, siendo precisa extrema discreción de los pilotos para acercarse a la zona de aterrizaje sin delatar su misión. En esas inserciones en la jungla eran frecuentes los descensos en rapel y el uso de escalas de aluminio. Se realizaron experimentos de inserciones mediante saltos HALO, para insertar equipos sin alertar al enemigo. Los boinas verdes desarrollaron un arnés especial que permitía a varios soldados ser izados simultáneamente por un helicóptero.

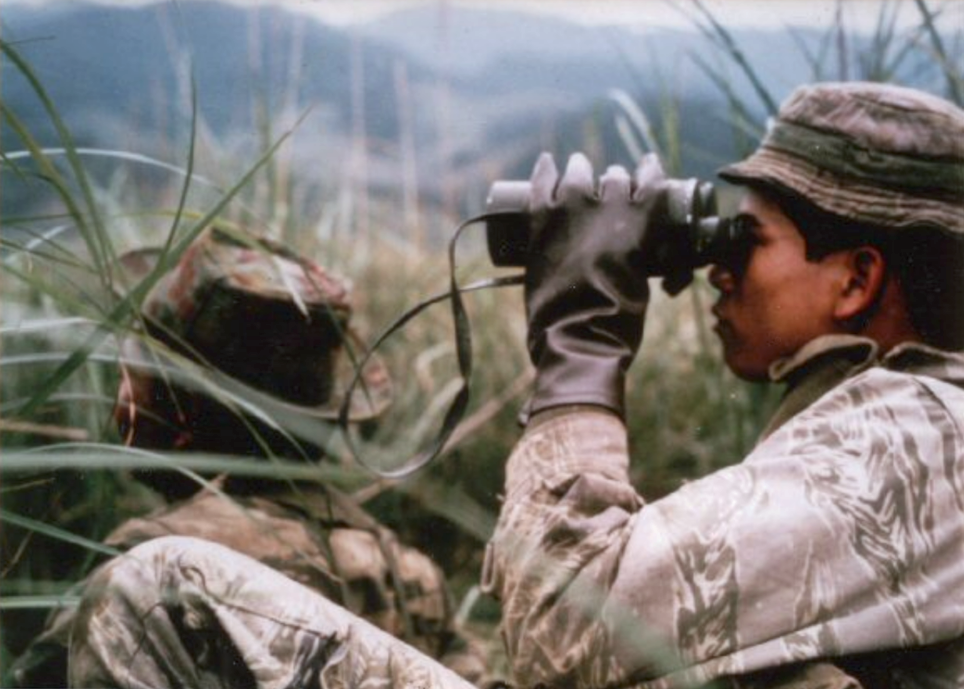
Montagnards en busca del Viet Cong.

El MACV-SOG contó en su punto álgido con 2000 voluntarios de las fuerzas especiales americanas (Boinas Verdes, Navy SEAL o del Cuerpo de Marines) y 8000 mercenarios. El 5th SFG cedía personal al MACV-SOG a través del SOA (“Special Operations Augmentation”), que daba cobertura a los hombres que operaban bajo las órdenes secretas del MACV-SOG. Sus misiones incluyeron el cruce de fronteras para recolectar información y emboscar al enemigo en su propio terreno. El MACV-SOG creó para ello equipos de Reconocimiento, a medida que aumentaba la intensidad de la guerra llegarían a ponerse en funcionamiento hasta 70 equipos. Cada equipo se componía de dos o tres norteamericanos y nueve hombres de las tribus locales, para combinar las habilidades de todos ellos y que las bajas americanas fueran menores. Cuando un equipo se encontraba en apuros y necesitaba ser rescatado se mandaban los equipos "Hatchet", compuestos por cinco boinas verdes y treinta locales, para actuar como fuerza de reacción y socorrer al equipo de reconocimiento. 
Los equipos del reconocimiento del SOG contaban con fuerzas de explotación, que podrían apoyar a los equipos si era necesario, o lanzar sus propias incursiones. Consistieron en dos (más tarde tres) batallones, dividido en fuerzas del tamaño de una compañía que, por su parte, se subdividieron en pelotones. Los oficiales y suboficiales eran americanos, por lo general asignados temporalmente por el 1st Special Forces Group en Okinawa. La operación "Tailwind" fue uno de los ejemplos de empleo de boinas verdes y fuerzas locales contra el Vietcong y Ejército norvietnamita en una incursión profunda en Laos.

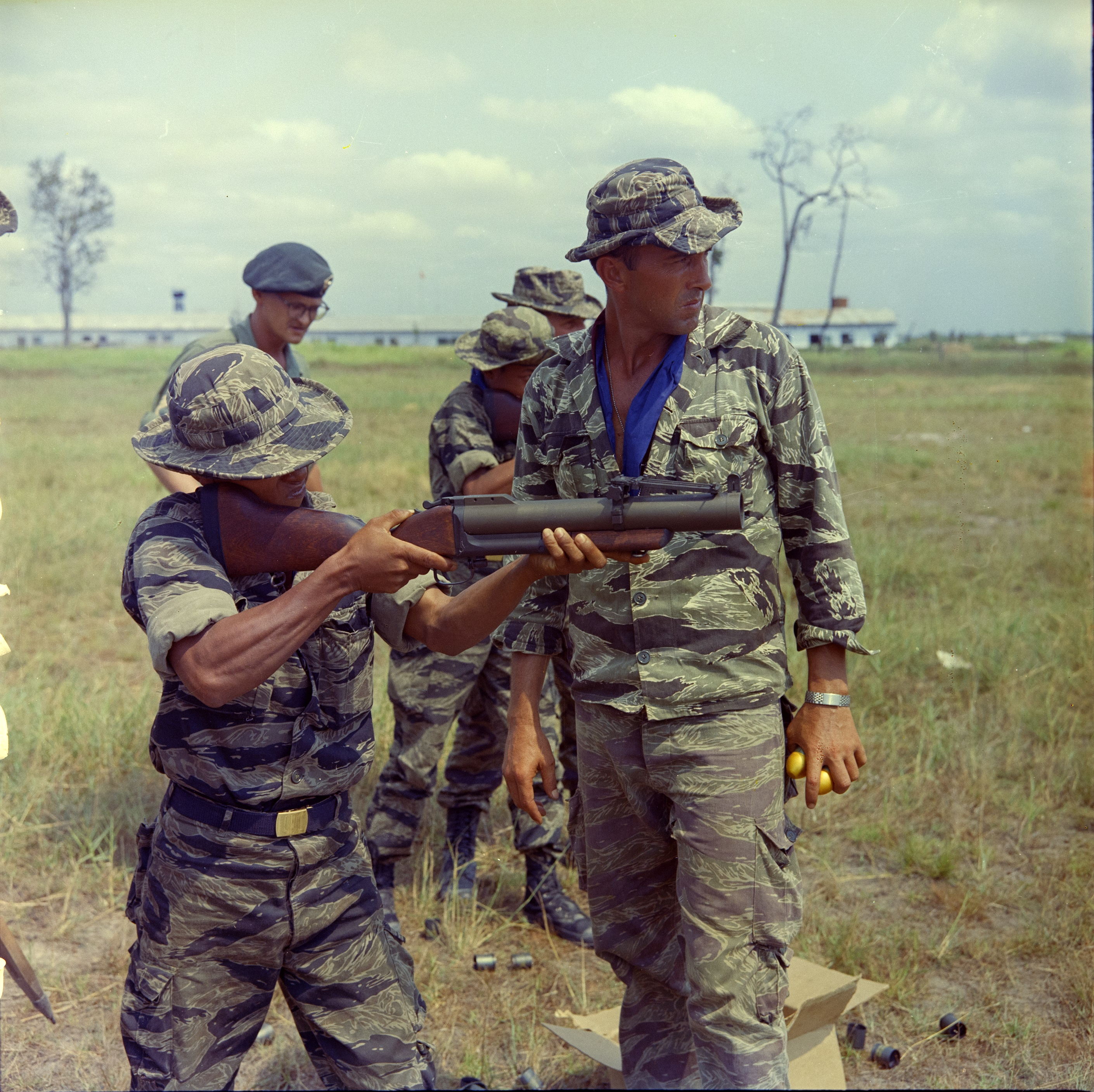
Boina verde del 5th SFG entrenando a milicias del CIDG en el empleo de un lanzagranadas M79.

Comando de Asistencia Militar en Vietnam - Grupo de Estudios y Observaciones
Los boinas verdes realizaron varios proyectos de reconocimiento con el nombre de letras del alfabeto griego durante la guerra. El Proyecto DELTA se inició en 1964 para llevar a cabo misiones de patrullas de reconocimiento al estilo MACV, con elementos vietnamitas del LLDB y del CIDG. En junio de 1965 el Detachment B-52 fue activado como controlador y Cuartel General del Proyecto DELTA. La fuerza operativa de B-52 se componía de 11 oficiales y 82 soldados del 5th SFG, una Compañía CIDG (105 hombres Nung) encargada de la Seguridad del Complejo y de BDA (Bomb Damage Assessment), 20 oficiales y 78 soldados de Vietnam del Sur (LLDB), una Compañía “Roadrunner” de CIDG (123 hombres) y el batallón 91st Airborne Ranger vietnamita como fuerza de reacción. Tras la recepción de la orden B-52 era transportado a la zona de operaciones preseleccionada. Allí los equipos de Reconocimiento, formados por boinas verdes, LLDB y “Roadrunner Teams” patrullaban, algunos equipados con uniformes y armas del enemigo, para recopilar información. La inserción se realizaba de manera encubierta por medio de helicópteros. El Proyecto DELTA identificó a 68 unidades enemigas, permitió capturar gran cantidad de equipo y suministros, se localizaron muchas rutas de abastecimiento y se estima que las perdidas del enemigo fueron 338 muertos y 69 prisioneros. En 1970 el Proyecto DELTA fue cancelado. El Proyecto SIGMA (Detachment B-56) era un proyecto parecido.
El Proyecto GAMMA se inició en 1968, reemplazando al Detachment B-57. Su responsabilidad era llevar a cabo acciones encubiertas en Camboya para recolectar información acerca de actividad comunista en el país (Viet Cong, Ejército regular de Vietnam del Norte, rutas de aprovisionamiento, etc.). También el SOG realizó incursiones en Camboya, aunque con muchas restricciones impuestas desde Washington.

### 1970-1990
Con el fin de la guerra de Vietnam el número de soldados en las fuerzas especiales fue reducido. Los 1st, 3rd, 6th y 8th SFG fueron disueltos y las fuerzas especiales cayeron en desgracia en el ejército de EE. UU.. Se iniciaron nuevos programas de entrenamiento como SPARTAN (Special Proficiency at Rugged Training and Nation-building), y hubo varios cambios en la organización para no desperdiciar la experiencia ganada en Vietnam. Aparecieron nuevas misiones y así se formó el Destacamento Delta, también llamado 1º Fuerza Operacional Especial, para responder a la amenaza del terrorismo. Se formó asimismo otra fuerza antiterrorista formada por miembros del 5th SFG y llamada "Light Blue" en 1977, pero se disolvió más tarde, ya que era una medida temporal mientras la Delta Force se ponía a punto.
El 7th Special Forces Group estuvo a punto de disolverse en 1980, pero el General Edward C. Meyers anuló la decisión por petición expresa del USSOUTHCOM ya que el tercer batallón del 7th SFG era necesario para afrontar la situación de América Central, con varios movimientos guerrilleros.

El operador de los boinas verdes Gregory A. Fronius, en la foto entrenando a un soldado salvadoreño, murió durante un ataque del FMLN.

Durante la década de 1980 la administración Reagan asignó más fondos a las fuerzas especiales. Los grupos de fuerzas especiales crecieron en tamaño y viajaron por todo el mundo. Para no perder en calidad de los soldados seleccionados para afrontar ese crecimiento el Special Forces Qualification Course (SFQC) se hizo más duro. En 1982 se formó el Mando de Operaciones Especiales para unificar todas las actuaciones, su entrenamiento y programa de especialización. Las misiones variaron desde entrenar tropas aliadas a cooperar en ayuda humanitaria. Una de las unidades más ocupadas fue el 7th SFG, que había estado a punto de desaparecer unos pocos años antes.
- En Colombia tradicionalmente la compañía C del tercer batallón del 7th SFG se encargó de asesorar y entrenar a las unidades de fuerzas especiales del ejército, como por ejemplo la Agrupación de Fuerzas Especiales Antiterroristas Urbanas (AFEAU).[116]
- En Perú se asesoró y entrenó a las fuerzas especiales del ejército, policía y Guardia Civil para enfrentarse a las guerrillas de Sendero Luminoso.
- Elementos del 7th SFG estuvieron en Honduras, para entrenamiento en operaciones de contrainsurgencia y apoyar al ejército frente al conflicto con Nicaragua.[117][118][119]
- La Administración Reagan envió soldados de las fuerzas especiales a instruir a jefes y oficiales de la contra nicaragüense.
- Unos pocos boinas verdes se destinaron a Guatemala.
- Se entrenó a tropas de El Salvador tanto en EE UU. y Panamá como en el país, ya que el Congreso limitó a 55 el número de boinas verdes que podían estar en El Salvador. La mayoría de los asesores de las fuerzas especiales destinados en El Salvador eran veteranos de Vietnam, y aplicaron sus experiencias para convertir al ejército en una fuerza de contrainsurgencia eficaz. Entrenaron al ejército salvadoreño en tácticas agresivas de contrainsurgencia, emboscadas, patrullas de unidades pequeñas, tomar la iniciativa en operaciones nocturnas, ganar las mentes y los corazones de la población civil, etc. Aunque los boinas verdes no participaban en los combates no fue raro que se vieran envueltos en la lucha. Cuando el cuartel de la 3ª Brigada fue atacado por una fuerza de 700 guerrilleros del FMLN la noche del 25 de marzo de 1984 el MTT compuesto por el ODA781 organizó la defensa que logró rechazar el ataque.
- En Panamá la Escuela de las Américas estableció cursos especiales para militares salvadoreños, enseñando a los alumnos como dirigir tropas en combate y solventar la carencia de líderes de nivel medio. Se impartió además entrenamiento en tácticas de contrainsurgencia, enseñando como los soldados deben patrullar, localizar a las guerrillas y cómo combatirlas de modo eficiente.[78][120][121][122]

En 1980 el "Destacamento A" de Berlín participó en el intento de rescate de rehenes en Teherán. Miembros del equipo realizaron el reconocimiento previo a la operación, infiltrándose varias veces en Irán antes. Un equipo del "Destacamento A" se hubiera encargado en la operación de liberación del asalto al ministerio de Exteriores, donde estaban algunos de los rehenes.
Para hacerse cargo de Asia la compañía Alpha, primer batallón del 1st SFG se reactivó en Fort Bragg el 15 de marzo de 1984. El batallón se basó en Okinawa meses después y el resto del 1st SFG se reactivó en septiembre de 1984 en Fort Lewis, Washington.
El 2º Batallón del 5th SFG fue encargado de entrenar y organizar a los muyahidines afganos en el marco de su resistencia contra la invasión soviética. La CIA encargó a los Seal y boinas verdes entrenar a los guerrilleros afganos, lo cual incluyó como establecer emboscadas y emplear minas y trampas explosivas. Asimismo a partir de 1986 entrenaron a pakistaníes en el manejo de misiles Stinger para que estos posteriormente entrenaran a los afganos.
Boinas verdes y asesores franceses entrenaron a los chadianos para enfrentarse exitosamente al ejército libio en los años 80. En África también se desplazaron boinas verdes apara asistir a las fuerzas especiales de Zaire.
El 7th SFG participó en la invasión de la isla de Granada en 1983. Cuando la tensión con el gobierno panameño fue creciendo el 7th SFG se encargó de cortar la posible infiltración de fuerzas especiales panameñas. También elementos del 7th SFG tomaron parte en la operación "Causa Justa", la invasión de Panamá en diciembre de 1989. Con el inicio de la invasión durante la noche del 20 de diciembre 24 boinas verdes del 7th SFG tomaron el puente sobre el río Pacora, tendiendo una emboscada a un convoy militar panameño. El apoyo de aviones AC-130 ayudó a rechazar a las tropas panameñas que se acercaron después. Otras unidades del 7th SFG fueron insertados en otros puntos clave de Panamá para asegurar el éxito de la operación militar. Tras la invasión de encargaron de asegurar el país para evitar que elementos leales a Noriega se organizaran. Como parte del esfuerzo para ganarse a los panameños los boinas verdes se distribuyeron por el país, ayudando a restablecer el suministro de agua y electricidad. En algunos casos realizaron funciones de jueces o alcaldes para ayudar a zanjar discusiones.
En 1985 el 10th SFG desplazó varios Mobile Training Teams (MTT) al Líbano para apoyar al ejército, entrenando a oficiales y soldados. La invasión siria puso fin a este programa. Otro Mobile Training Team (MTT) estuvo el mismo año durante 4 meses en Somalia para apoyar la distribución de ayuda humanitaria. En 1986 los Boinas Verdes entrenaron a las fuerzas especiales de Nigeria. A finales de los 80 los boinas verdes fueron la primera unidad militar en adoptar el fusil de francotirador M25, una versión del M14.

### Guerra del Golfo
Con la invasión de Kuwait en 1990 los grupos de operaciones especiales asignados al Special Operations Command Central (SOCCENT) fueron desplegados en Arabia Saudí: 5th SFG, 3rd SFG y 10th SFG. El 5th SFG era el grupo responsable de Oriente Medio y por tanto conocía la zona, la cultura y el idioma. Nada más llegar se asesoró y entrenó a las tropas especiales sauditas, junto a las cuales se patrulló para detectar donde se encontraban exactamente las unidades iraquíes del frente y evaluar si suponían una amenaza. Fueron reforzados con miembros del los grupos de la reserva (11th, 12th, 19th y 20th SFG). Las misiones asignadas a los boinas verdes fueron:  
- Grupos de apoyo (Coalition Support Teams - CSTs).[133]
- Acciones de comando (Direct Action).
- Reconocimiento en profundidad tras las líneas enemigas (Strategic Reconnaissance).[134]
- Rescate de pilotos derribados (Personnel Recovery).[135]
- Acciones de guerrilla y sabotaje tras las líneas enemigas (Unconventional Warfare).[136]

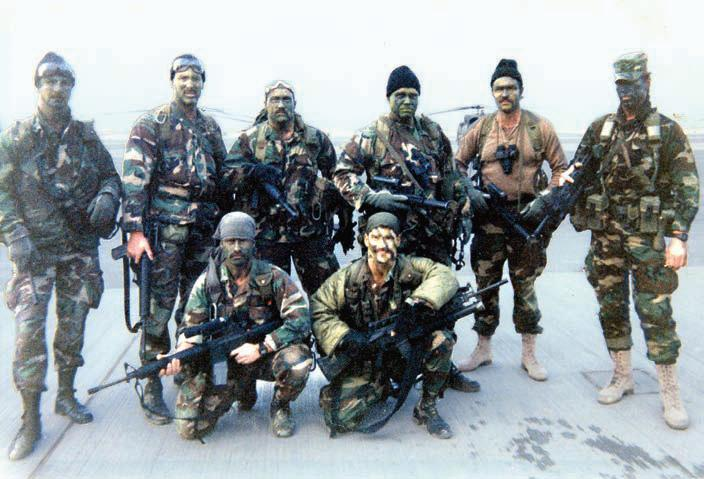
Equipo ODA525 de los Boinas verdes en 1991. Hubo de ser evacuado al establecer su puesto de observación en una zona muy poblada y ser descubierto.

En el caso del 5th SFG todos los operadores fueron trasladados a bases en Arabia Saudita y Jordania. El 3rd SFG trasladó su único batallón a Dharan y el 10th SFG aportó una compañía, basada en Turquía para realizar misiones de búsqueda y rescate de pilotos derribados (CSAR) en el norte de Irak. Los boinas verdes emplearon su conocimiento de la cultura y el idioma árabes siendo asignados como enlace con las divisiones de los países árabes de la coalición. Sus labores eran asegurar que se seguían los procedimientos comunes y evitar incidentes por fuego amigo. Además elaboraron un informe para el general Schwarzkopf acerca de las capacidades reales de combate de las unidades árabes a las que fueron asignados. Se entrenó y asesoró al contingente Kuwaití, junto al cual participaron en combate en la batalla de Khafji. También se acompañó a las brigadas kuwaitíes en su avance sobre la capital, en parte también para evitar que se tomaran la revancha en prisioneros iraquíes. Durante el avance sobre Kuwait las fuerzas especiales actuaron empotradas en las unidades árabes para guiar ataques aéreos y artillería, evitar incidentes por fuego amigo y tener en todo momento referencias acerca de sus avances, de modo que se coordinaran todos los esfuerzos de la coalición.
El 5th SFG era el grupo asignado a los países de Oriente Medio, por tanto contaba con vehículos todoterreno adaptados para operaciones especiales en el desierto y estaba debidamente entrenado. Esto le permitió operar detrás de las líneas enemigas en misiones de reconocimiento profundo. También se participó en la búsqueda de lanzaderas de misiles Scud. Destacamentos de boinas verdes establecieron puestos de observación en el interior de Irak, controlando las autopistas iraquíes para detectar los movimientos de unidades militares. Para estas misiones de infiltración profunda en Irak se contó con el apoyo de los MH-60 y MH-47 del 3er batallón del 160 SOAR. En estas misiones el ODA532 llegó a estar a 150 kilómetros al sur de Bagdad, teniendo que ser exfiltrado tras ser detectado. El ODA 525 también hubo de ser evacuado tras ser descubierto y entablar combate.</ref>

### 1991-2001
Tras la guerra del Golfo el 10th SFG se desplegó varios años en el Kurdistán para proteger a los kurdos. Inicialmente los tres batallones estuvieron operando en Kurdistán. la operación se prolongó durante varios años. Durante la Operación "Restore Hope", los boinas verdes enviaron un equipo a Somalia, que se integró con los paracaidistas belgas y también con la Décima divisón de montaña de EE. UU. También se envió a Ruanda un equipo de boinas verdes, que aseguró el aeropuerto de Entebbe, Uganda, para asegurar las operaciones humanitarias.
El Primer batallón del 10th SFG, junto a refuerzos del 1st y 3rd SFG, fue destinado a la pacificación de Bosnia en 1995 y a las operaciones de la OTAN en Kosovo en 1999. El 10th SFG envió 240 boinas verdes en apoyo de la operación "Joint Endeavor", que actuaron de enlace con las tropas de países no OTAN que participaban en las fuerzas IFOR en Bosnia. cada equipo e componía de 6 boinas verdes y un controlador de la USAF. Luego continuaron asignados a SFOR asumiendo el rol de observadores, anteriormente ejecutado por el SAS/SBS británico.
En 1999 los boinas verdes tomaron parte en la operación "Allied Force". Durante los 78 días de la campaña en Kosovo los operadores estuvieron presentes en la zona montañosa entre Albania y Kosovo, realizando misiones de reconocimiento en Kosovo. También se localizaron objetivos para ataques aéreos y se coordinó a las milicias locales del KLA, se enviaron informes acerca unos 1000 posibles objetivos. Basándose en informes del KLA los boinas verdes ordenaron el ataque de un B-52 sobre la zona del monte Pastrick, donde se creía estaba atrincherado un batallón de infantería serbio. En las dos ocasiones en que aviones de la OTAN fueron derribados los boinas verdes participaron en su rescate, estableciendo el perímetro defensivo durante la extracción. El ODA786, con refuerzo de 4 Seal, realizó un reconocimiento en la zona de Bijeljina para detectar los movimientos de tropas serbios y controlar los puntos de paso sobre el río Drina. De este modo se detectó el movimiento de tropas rusas desde Bosnia hacia Kosovo. Tras el fin de la guerra los boinas verdes asumieron el mismo rol de enlace que habían ya realizado en Bosnia. En 2001 se realizaron redadas contra las milicias del KLA que se oponían a la pacificación y estaban poniendo minas en las carreteras y hostigando con francotiradores a los rusos.
En 1989 se colaboró en la "Operación Salam", entrenado afganos para operaciones de retirada de minas terrestres. El entrenamiento se realizó en los campos de refugiados de Pakistán y bajo el mandato de la ONU. Entre 1989 y 1995 se entrenó a 17 055 personas, y además se impartieron charlas en los campamentos de refugiados acerca de como identificar minas.
En la operación "Uphold Democracy" en Haití el 3rd SFG, junto a los Delta Force, operó desde el portaviones USS Eisenhower. Antes de la llegada del grueso de las fuerzas, unidades de los boinas verdes, Delta y Seal se encargaron de tomar los puntos claves de Puerto Príncipe para bloquear los movimientos de las fuerzas haitianas. Slgunos soldados de las fuerzas especiales ya se infiltraro en Haití previamente para preparar la invasión. Los Delta se encargaron de asegurar puntos claves de la capital y los boinas verdes del resto del país. Después siguieron en el país asegurando que no había problemas y formando las fuerzas de policía.

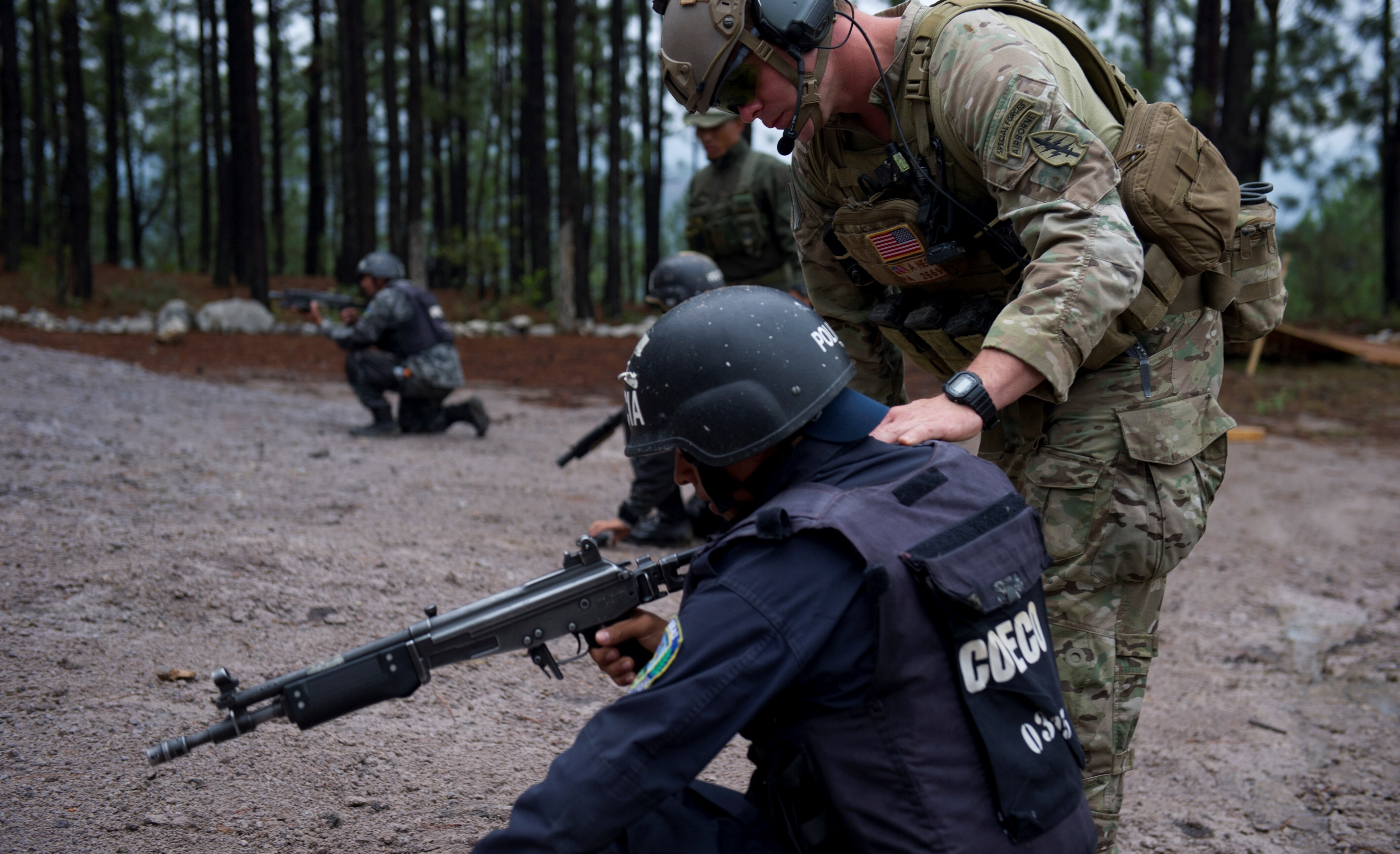
Equipo del 7th Special Forces Group entrenando a fuerzas especiales de la Policía nacional de Honduras.

El 7th SFG dejó su base de Panamá, estableciéndose en Fort Bragg y Puerto Rico. En estos años los boinas verdes también entrenaron a fuerzas militares y policiales de Suramérica dentro de la iniciativa de lucha contra el narcotráfico. Asesores de las fuerzas especiales estuvieron en Bolivia, Perú, Ecuador, Venezuela y Colombia. El entrenamiento fue autorizado por una ley del gobierno Bush. En el caso de Colombia también se entrenó al ejército para ayudarlo a su lucha contra la guerrilla.

### Afganistán

#### Operación Libertad Duradera
La Operación "Libertad Duradera" fue iniciada en octubre de 2001 tras los ataques del 11-S en Estados Unidos y conllevó el despliegue de un importante contingente de Fuerzas de Operaciones Especiales norteamericanas y británicas. Por parte de EE. UU. se destinó íntegramente el 5th SFG, apoyado por algunas unidades del 1st y 3rd SFG. Como refuerzos se añadieron el 19th SFG de la Guardia Nacional, tres escuadrones de la Delta Force y miembros de los Rangers. Fue un cambio en la estrategia de EE. UU. seguida hasta entonces, ya que era la primera vez que se empleaban fuerzas especiales para luchas directamente contra movimientos terroristas en sus santuarios. Como parte de este cambio la CIA cedió al pentágono la responsabilidad de llevar a cabo operaciones encubiertas en Afganistán.

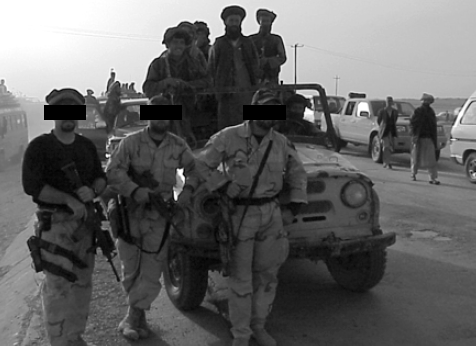
Boinas verdes posan tras la toma de Mazar i Sharif, noviembre 2001.

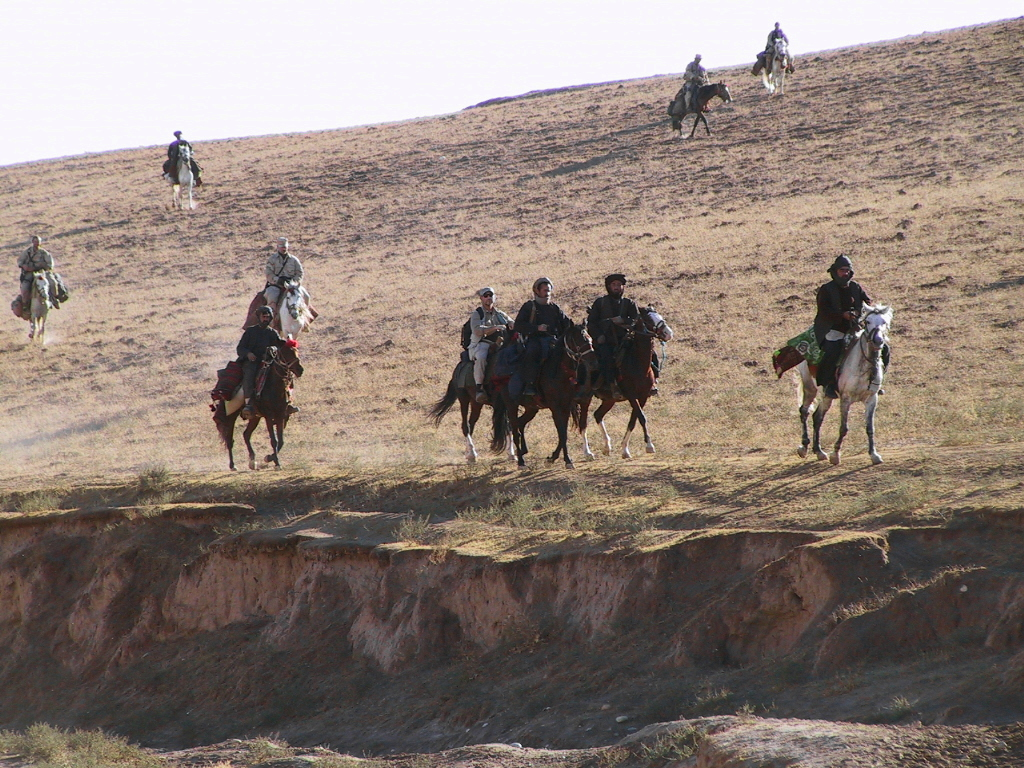
Boinas verdes de la Task Force Dagger cabalgan junto a combatientes del comandante Dostum. Foto tomada a finales de 2001.

En Afganistán los boinas verdes fueron en 2001 los primeros en entrar al país y las operaciones terrestres durante los seis primeros meses de la campaña fueron dirigidas o realizadas por ellos. El primer equipo, ODA595, se infiltró en octubre en el santuario de la Alianza del Norte en el valle de Darya-e Suf para evaluar la situación e iniciar los preparativos para la ofensiva. El ODA555 se infiltró poco después, para contactar a otro grupo tribal perteneciente a la Alianza del Norte. Un tercer equipo, ODA534, llegó a Afganistán el 2 de noviembre junto a miembros de la CIA para contactar con otro señor de la guerra, Atta Mohammed Noor. En total 10 ODA del 5th SFG fueron insertados y establecieron contacto con la Alianza Norte, entrenaron y armaron a sus hombres, identificaron blancos para ataques aéreos y atacaron campamentos de Al Qaeda. La Alianza del Norte fue ayudada por los equipos de boinas verdes pertenecientes al 5th SFG y Controladores de Combate de la Fuerza Aérea, aunque debido a la dispersión tanto de la Alianza y los talibanes cada destacamento tuvo que dividirse en pequeñas células. Ayudados por los bombardeos estadounidenses y masivas deserciones cayó Mazar-i-Sarif el 11 de noviembre de 2001. La contribución de las fuerzas especiales a la liberación de Mazar-e Sharif fue clave, y esta victoria fue esencial ya que elevó la moral de la Alianza del Norte y repercutió de forma considerable a la rápida caída del régimen talibán.
Luego rápidamente se ganó el control de la mayor parte del norte de Afganistán y Kabul cayó el 13 de noviembre. Los talibanes fueron acorralados progresivamente en una zona cada vez más pequeña. La última ciudad afgana en poder de los talibanes cayó el 26 de noviembre. La mayoría de los talibanes huyeron hacia Pakistán. Durante toda la campaña los boinas verdes hubieron de hacer frente a un terreno muy difícil, la ausencia de carreteras y vehículos, la gran dispersión de las Fuerzas de la Alianza del Norte, las dificultades de comunicación y la necesidad de estar siempre en combate en primera línea para coordinar la lucha y guiar las bombas y misiles. Ante la falta de vehículos los boinas verdes recurrieron a caballos y mulas para moverse.
En Afganistán los boinas verdes fueron la principal fuerza, pero no operaron solos. Los SEAL y Delta Force se emplearon en misiones de acción directa (ataques a los talibanes para capturar prisioneros, armas o información). Los Marines desplegaron sus fuerzas especiales de reconocimiento para infiltrarse y evaluar las fortalezas y debilidades de los talibanes. Los Rangers tomaron aeródromos para convertirlos en bases avanzadas desde donde pudieran operar las fuerzas especiales. Los SAS y SBS británicos también participaron en estas operaciones.
Las últimas operaciones se realizaron contra el complejo de cuevas de Tora Bora, creadas durante la invasión soviética en una zona montañosa de difícil acceso. Los boinas verdes lideraban las fuerzas especiales enviadas para asesorar y apoyar a los combatientes locales. El 3 de diciembre el ODA572 y operadores de la CIA, denominados equipo "Jawbreaker", fueron insertados en las montañas para evaluar el dispositivo talibán y dirigir ataques aéreos. El alto mando decidió no emplear a los marines de la base de Kandahar y las fuerzas afganas demostraron no estar a la altura de lo que se esperaba de ellos, lo que obligó a las fuerzas especiales (principalmente el escuadrón A del Delta Force, que fue enviado como refuerzo) a actuar en primera línea y limpiar el complejo de cuevas.
Tras la ocupación el 7th SFG y el 3rd SFG fueron asignados para las operaciones de fuerzas especiales en Afganistán. Durante la operación Anaconda, en marzo de 2002, las fuerzas especiales ya habían cambiado a su rol habitual de apoyar las operaciones contrainsurgencia del ejército contra miembros de Al Qaeda y los talibanes. En Anaconda las fuerzas especiales lideraron las milicias afganas y las coordinaron con las fuerzas americanas, a las que asesoraban en contrainsurgencia. Tras Anaconda y la batalla de Tora Bora las fuerzas especiales en Afganistán se retiraron, preparándose para la invasión de Irak.

#### Apoyo al gobierno local
Los boinas verdes también entrenaron al ejército y policía locales. El primer batallón del Nuevo Ejército Afgano fue reclutado y entrenado por el 3rd SFG. El entrenamiento comenzó en mayo de 2002, con un difícil pero exitoso reclutamiento. El entrenamiento fue realizado en pashtun, tayiko y algo de árabe debido a la gran variedad étnica. Cuabdo el 3rd SFG fue destinado a la invasión de Irak en 2003 los boinas verdes de las unidades de reserva se destinaron a Afganistán.
En Afganistán no solo se realizaron misiones de entrenamiento, sino también de contrainsurgencia junto a fuerzas especiales afganas y de países aliados. Las misiones habituales contrainsurgencia combinaban acciones ofensivas de búsqueda y destrucción con operaciones de recolección de información, para ganarse a los afganos mediante ayuda médica y humanitaria (acciones CIMIC). Los boinas verdes apoyaron a las fuerzas especiales del Ejército Nacional Afgano (ANA) en su preparación y los acompañaron sobre el terreno. El método de luchar contra los talibanes fue desplegar por todo el territorio controlado por ellos puestos fortificados desde los que actuaban los ODA, muchas veces moviendose en grupos de 4 vehículos.
Los boinas verdes del 7th SFG formaron parte de la Task Force 373, unidad encargada de capturar o eliminar jefes talibanes. En 2005 los boinas verdes participaron en la misión de rescate, llamada "Operación Red Wings", de un equipo SEAL de 4 hombres. Un CH-47 Chinook fue derribado por una granada propulsada por cohete (RPG), matando a los 8 operadores del Seal y ocho miembros de las fuerzas especiales estadounidenses que iban a bordo. Los responsables militares estadounidenses declararon que fue derribado por una granada propulsada por cohete (RPG). Era una misión de rescate para la Operación Red Wings en la que un equipo SEAL de 4 hombres fue inmovilizado por guerrilleros talibanes. También se luchó contra los cultivos de heroína, tratando de privar a los talibanes de su fuente de financiación.

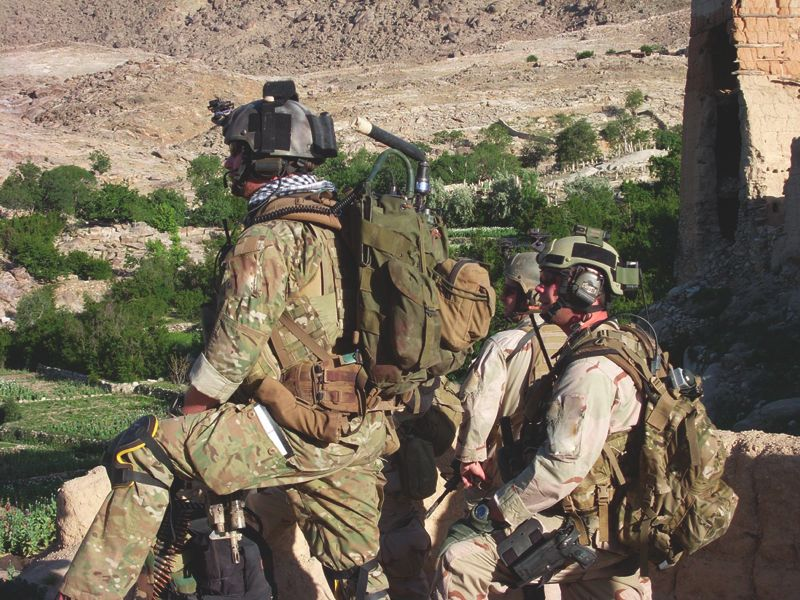
Boinas verdes del ODA3336 en el valle de Shok.

Las fuerzas especiales realizaron durante años misiones de reconocimiento especial en las zonas donde aún se creía podrían núcleos de talibanes ocultos, insertándose discretamente en estas zonas para realizar reconocimientos que puede durar de seis a diez días. También realizaron patrullaje en vehículos y alguna misión de acción directa, especialmente en la zona fronteriza con Pakistán y en pequeños santuarios localizados en zonas montañosas, algunas de alturas superiores a los 3000 m. En 2008 fuerzas especiales americanas y afganas realizaron una incursión en el santuario talibán del valle de Shok, lugar inexpugnable que ni los rusos habían conseguido tomar y al que solo se podía acceder desde el aire para un asalto con éxito. Seis helicópteros CH-47 transportaron al Destacamento Alfa 3336 de los boinas verdes y el 201 Batallón de comandos afganos, junto a miembros de los OAD 3325, 3312 y 3310. Dada la impracticabilidad del terreno, los helicópteros no se pudieron posar en tierra, y los hombres tuvieron que saltar sobre un riachuelo. Las tropas se dividieron en tres grupos, encabezando el asalto 15 Boinas Verdes y 30 comandos afganos mientras que los otros dos grupos daban cobertura. El primer equipo fue rodeado por unos 200 talibanes y atacado con cohetes, fusiles de asalto y de francotirador y ametralladoras. Tras casi 7 horas de combate los grupos de operaciones especiales americanos y afganos mantuvieron la posición, rechazando en dos intentos de ruptura de los talibanes. Se llamó al apoyo aéreo, que atacó los objetivos señalizados manteniendo a raya al enemigo con ataques a veces peligrosamente cerca. Finalmente, se consiguió evacuar y casi la mitad de los soldados americanos que participaron en la misión fueron heridos en combate, mientras que las bajas talibanes se cifraron entre 150 y 200. Diez Boinas Verdes del equipo de asalto recibieron la estrella de plata por este combate.

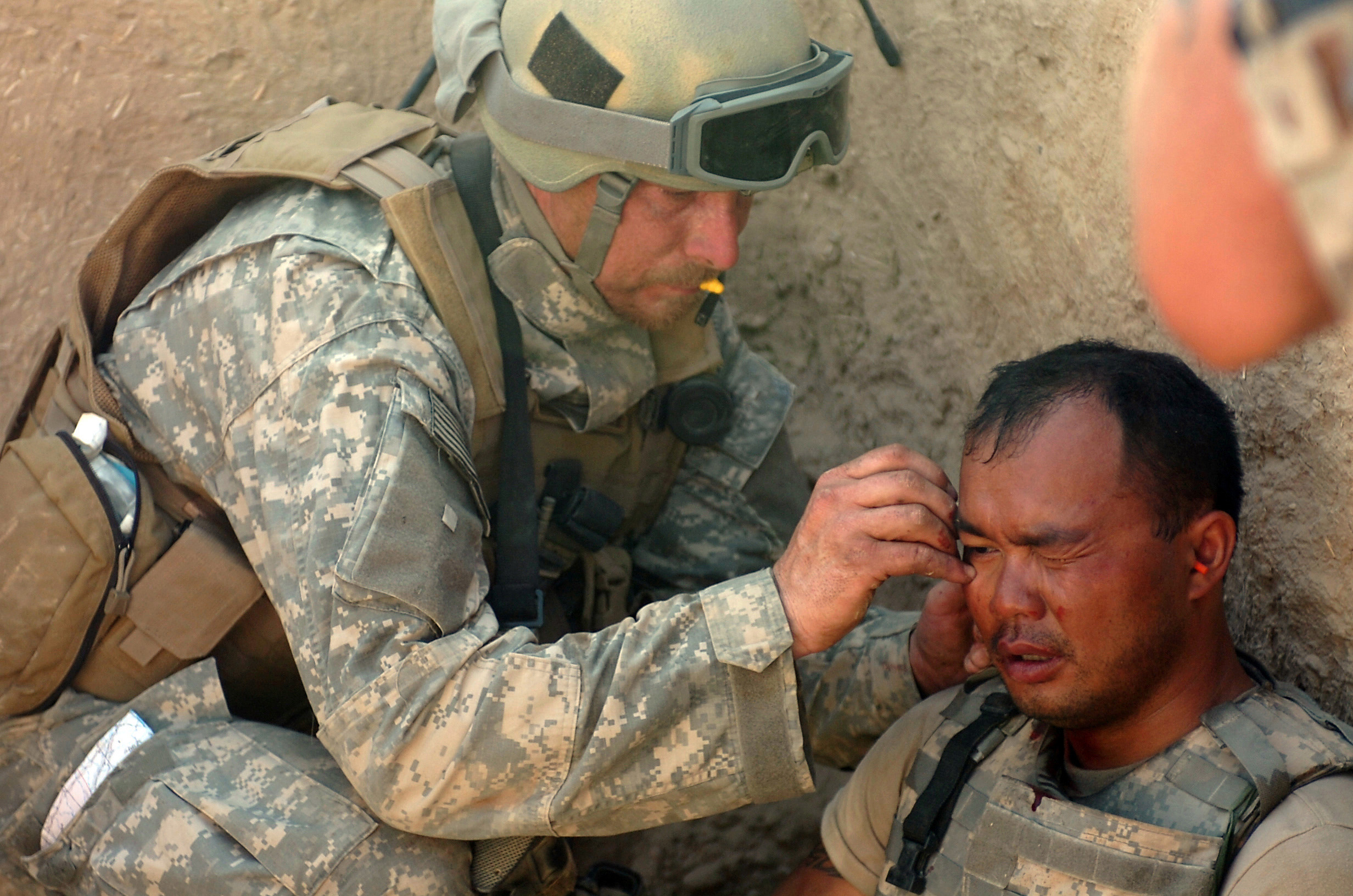
Un sanitario de los boina verdes asiste a un soldado herido por metralla durante un combate contra los talibanes en el distrito de Sangin.

Los boinas verdes han participado junto a otras fuerzas especiales en la caza de líderes talibanes. Como parte de la operación "Resolute Support" los boinas verdes han asistido a la creación y entrenamiento de las tropas del Mando de Operaciones Especiales del Ejército Afgano, las de mayor preparación y disponibilidad dentro de las fuerzas afganas. Se les ha preparado en operaciones nocturnas, asaltos a edificios, incursiones en zona talibán, etc. Las fuerzas especiales afganas han sido un éxito contra los talibanes, por eso la coalición liderada por los Estados Unidos trató de duplicar el tamaño de las unidades de elite, pasando de 19,000 a casi 34,000. En 2016 se lanzó una operación para recuperar zonas del país controladas por los talibanes. Las fuerzas especiales asistieron a las fuerzas afganas durante los combates en el distrito de Marjah.

### Irak
En marzo de 2003 los boinas verdes estuvieron entre las más de 9000 tropas de operaciones especiales que llevaron a cabo algunas de las misiones más arriesgadas. Operaron junto a Delta Force, Seal, SBS, SAS, SASR y otras fuerzas especiales. Tras 2003 se iníció un largo periodo de lucha contra la insurgencia y de instrucción del nuevo ejército iraquí.

#### Invasión Irak: Oeste
La Fuerza Operativa Conjunta de Operaciones Especiales Oeste (" task Force Daga") tenía como núcleo el 5th SFG. Su Destacamento Alfa recibió dos encargos:
- Eliminar la amenaza de los misiles SCUD.
- Reunir información y efectuar misiones de cobertura de la fuerza principal invasora. Debía proporcionar información fiable sobre las posiciones iraquíes en el oeste del país.

Para cumplir su misión se movían en columnas de vehículos y contaban con el reaprovisionamiento mediante sus vehículos modificados de transporte.
El Primer Batallón del 5th SFG se desplegó desde Jordania, y tenía la zona oeste como área de responsabilidad. Los otros dos batallones, se desplegaron desde Kuwait y se movieron pir la zona de operaciones sur. Todos los grupos tenían asignados operadores de la USAF entrenados para guiar ataques aéreos, de apoyo cercano y organizar el tráfico aéreo. Una compañía del 19th SFG fue incorporado a «Daga», así como diversas compañías del ejército y de grupos SFG de la Guardia Nacional, para asegurar las bases avanzadas y actuar como fuerzas de reacción rápida en lugar de los Ranger. Un grupo del 19th SFG se encargó de proteger al gral. Harrell, comandante del CFSOCC (Componente de Mando de las Fuerzas de Operaciones Especiales Combinadas).
"TF Daga" incluyó dos escuadrones del 22º Regimiento SAS británico y uno del SBS, junto con su personal de apoyo. Todos ellos formaban la Task Force 7. También operaron junto a un escuadrón del SASR australiano y una compañía del 4º Batallón del Real Regimiento Australiano, Task Force 64. Las fuerzas especiales británicas y australianas fueron asignadas a los sectores norte y central, con una misión similar al del 5th SFG; también se desplegaron desde Jordania.
El avance por el oeste lo iniciaron los vehículos de las compañías B y C del Primer batallón del 5th SFG, buscando lanzaderas de SCUD y tomar la importante base aérea H-3, lo que se hizo junto con otras bases aéreas que encontraron abandonadas. H-3 se convirtió en la base de patrullas, con los vehículos regresando para reabastacerse con las cargas llevadas a la base aérea por los C-130 y MH-47. Al no hallar rastro de los SCUD se pasó el 21 de marzo a llevar a cabo una misión de reconocimiento en profundidad, cubriendo las autopistas principales. Uno de estos equipos fue detectado por los iraquíes y hubo de solicitar apoyo. Se tomó la ciudad de Ar Rutba, cruce de carreteras estratégico, lo cual impidió la llegada desde Siria de voluntarios extranjeros para luchar por Saddam. En mayo los equipos de boinas verdes enlazaron en Ar Rutba con el 3er Regimiento de Caballería Acorazada.
Karbala era otro importante objetivo de las patrullas de reconocimiento. Las fuerzas acorazadas tenían que cruzar el paso de Karbala. Esta SR se convirtió en leyenda como una de las más largas de la historia de las SF; fue, asimismo, de importancia estratégica, ya que las fuerzas convencionales -en este caso, la 3ID - tendría que cruzar el paso para alcanzar Bagdad. La brecha tenía unos 8 km de ancho y se extendía entre el lago Razzaza y la misma Karbala, un lugar idea para realizar una emboscada. Inteligencia sugirió que sería la elección lógica para un ataque de las fuerzas iraquíes con armas químicas o biológicas.
En la noche del 19 de marzo, el ODA 551 fue aerotransportado hasta la zona. La CNN había, sin darse cuenta, comprometido la misión la noche anterior, al entrevistar a un general retirado que comentó la importancia de la brecha y la necesidad de que un equipo SF fuera insertado en la zona para reunir información. El 551 fue infiltrado en tres MH-47D del 3/160º con un par de MH-60L apoyándoles como cañoneros. Una vez en la zona llevaron a cabo un reconocimiento de los alrededores y decidieron aparcar sus vehículos en una cantera abandonada mientras establecían OP encubiertas vigilando la brecha. Para su sorpresa, descubrieron que la zona no contenía la masa de fuerzas acorazadas iraquíes que, según los informes de inteligencia, se hallaban en la zona, pero existía una pequeña guarnición del ejército y los fedayínes locales.
Al comienzo, el equipo llevaba su uniforme MOPP, porque temían que podían ser víctimas de las armas químicas si los informes de inteligencia eran correctos, pero se los quitaron al ver a civiles moviéndose por la zona. Los fedayín patrullaban la zona con regularidad y se acercaron a unos 400 m de su posición, pero nunca les descubrieron. El 26 de marzo, Apaches del 11º Rgto de Helicópteros de Ataque exploraron la zona en torno a Karbala como avanzadilla de la 3ª ID, que había sido retrasada por una tormenta de arena. Uno de los Apache fue derribado (de manera harto famosa) por un granjero en el extremo de Karbala - desafortunadamente, demasiado lejos para que el 551 pudiera ayudar. Las unidades de reconocimiento del 3ID comenzaron a llegar el 28 de marzo, y el 551 fue extraído el 30. El ODA descubrió posteriormente, a partir de iraquíes capturados, que el informe de la CNN había sido visto y analizado: la milicia les había estado buscando activamente. Una segunda sorpresa fue la razón por la que los iraquíes no habían entrado en la cantera. En apariencia era un campo de tiro de la artillería iraquí y estaba repleta de munición sin explotar.

#### Invasión Irak: Norte
Las fuerzas especiales se infiltraron en el norte de Irak aún antes de que la guerra comenzara, una mezcla de operadores del 10th SFG y de la CIA. En concreto se estima que eran seis equipos Alpha, operando en unidades divididas de seis soldados para cubrir más territorio. Las operaciones en el Norte fueron asignadas al CJSOTF Norte ("task Force Viking"), con el 10th SFG como núcleo. Esta unidad ya conocía la zona, puesto que había operado en el Kurdistán entre 1991 y 1996. Una unidad de operaciones especiales de la Guardia Nacional de la Fuerza Aérea fue asignado para apoyar a los boinas verdes. La 173ª Brigada Aerotransportada y algunas compañías de la 10ª División de Montaña se unirían a las operaciones para proteger los pozos petroleros del norte y enfrentar fuerzas iraquíes que los superaban en número.
La importancia de las fuerzas especiales en el norte aumentó cuando el Parlamento turco rechazó permitir que 21.000 soldados pasaran al norte de Irak desde Turquía. Sin esos soldados la responsabilidad inmediata de asegurar los campos petroleros del Norte, evitar choques entre tropas turcas y kurdas y planear un ataque con fuerzas kurdas contra grupos islámicos le correspondió a los soldados de las fuerzas especiales. La TF Viking recibió el encargo de mantener ocupadas a los iraquíes en el norte para evitar que reforzaran Bagdad, para ello debían organizar las milicias kurdas y lograr mantener ocupadas a las 13 divisiones de infantería y acorazadas situadas al norte de Bagdad.

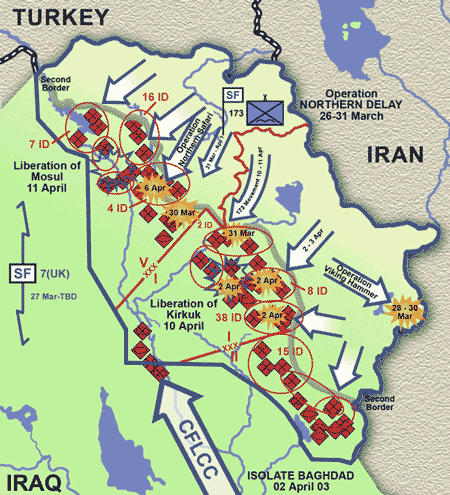
Operaciones en el frente norte de Irak.

Con el inicio de la guerra el 10th SFG se unió a las tropas americanas que ya operaban desde hacía meses en la capital kurda reuniendo información y entrenando a los kurdos. El 10th SFG no contaba con vehículos de Movilidad Terrestre como los del 5th SFG, por lo que se emplearon más de 200 vehículos civiles, en su mayoría Land Rover Defender junto con unos algunos Toyota Tacoma, modificados según las necesidades de las fuerzas especiales. La negativa de Turquía conllevó retrasos para hacer llegar a todo el 10th SFG al teatro de operaciones. Desde Constanza, Rumanía, hubieron de buscarse rutas alternativas por las que llegar a Kurdistán.
En el norte los boinas verdes avanzaron para tomar el cruce de las dos carreteras principales que llevaban a Kirkuk y Mosul. La sierra de Zurqah Ziraw Dagh dominaba este cruce y estaba defendido por fuerzas iraquíes. Con el apoyo de los ataques de los B-52 los kurdos avanzaron, apoyados por los boinas verdes. No era fácil ablandar las defensas, ya que los iraquíes contaban con búnkeres, campos de minas y posiciones preparadas. Un contrataque de T-55 iraquíes obligó a algunos operadores a retirarse, solicitando apoyo aéreo. Los boinas verdes recurrieron a sus misiles Javelin, pronto empezaron a quedarse sin misiles. Afortunadamente para ellos el ataque de los iraquíes se detuvo, aunque sus tanques siguieron avanzando y ocultándose de manera efectiva del los misiles Javelin. En ese momento llegó el apoyo cercano, que lanzó una bomba de 907 kg. entre las fuerzas amigas. La confusión ayudó a que los iraquíes avanzaran, con lo cual la batalla entró en un momento crítico. En ee momento llegaron varios F/A-18 que destruyeron los tanques iraquíes. Ante la necesidad de medios pesados un día después llegó al Kurdistán la TF 1-63, con tanques M1A1 y vehículos de combate Bradley.
El avance siguió y el 17 de abril la 173ª Bda. Aerotransportada ya estaba en Kirkuk, firmemente en manos de la Coalición. Después cayó Mosul, tras la deserción de las tres divisiones iraquíes que defendían la ciudad. El 13 de abril, la 3rd SFG, acompañada de un batallón de la 10ª de Montaña y la 26ª Unidad Expedicionaria de los Marines recibieron orden de relevar a la 10th SFG y los kurdos en Mosul.
Task Force Viking

### Ocupación de Irak (2003-2008)
En 2003 el único cuerpo militar de EE. UU. con experiencia y doctrina en lo referente a la guerra no convencional eran los boinas verdes. Desde 2003 hasta 2008, dos frentes separados concentraron la actividad de la insurgencia. En el oeste, principalmente en la provincia sunita de Ánbar, emergió la red de Al-Qaeda en Irak (AQI), especialmente activa de 2004 hasta 2006. En el este, sobre todo en la región de Bagdad desde la primavera de 2004 las milicias chiitas crearon sus milicias, contando con el apoyo de Irán. Las fuerzas especiales asesoraron al ejército de EE. UU. en la lucha contrainsurgencia. Debido a las exigencias del despliegue mundial de los boinas verdes en Irak hubo de recurrirse a las unidades de reserva de las fuerzas especiales.

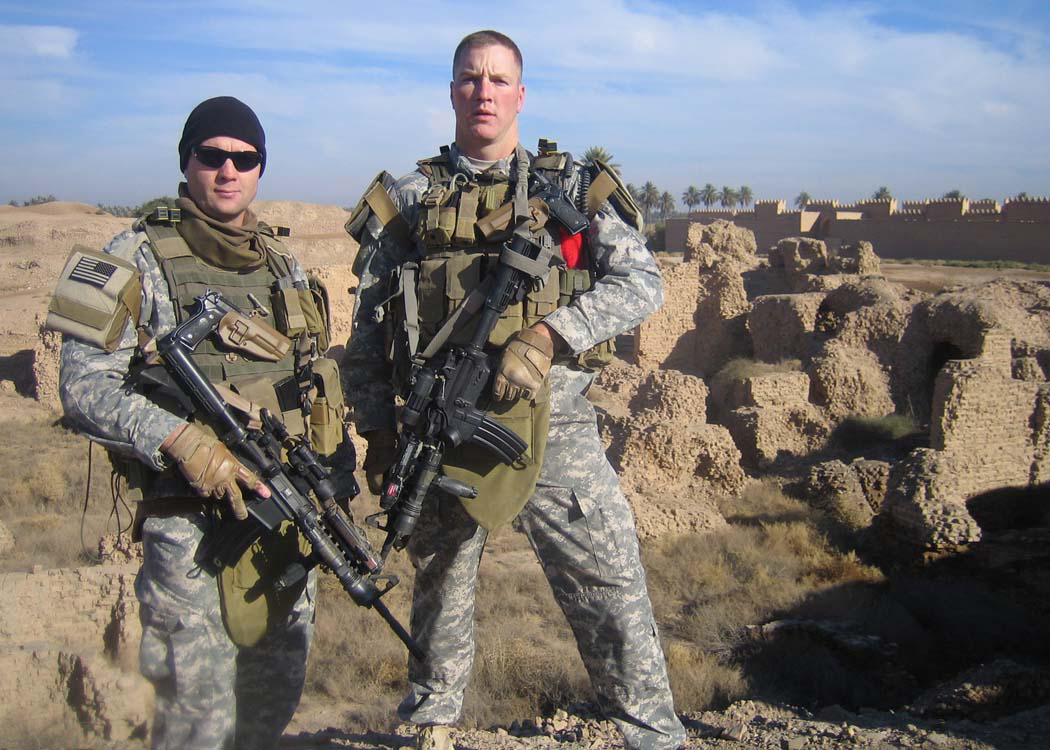
Operadores del 19th Special Forces Group en Irak, 2007.

Además de luchar contra la guerrilla los boinas verdes también formaron el nuevo ejército y policía iraquí, y se les entrenó en la lucha contra la insurgencia. Se creó así la "Golden Division", primera brigada de las Fuerzas Especiales Irakíes que depende del Servicio de Contraterrorismo Iraquí (ICTS) y sería la punta de lanza de la ofensiva contrainsurgente. Con ayuda jordana se formaron y entrenaron dos brigadas de fuerzas especiales, multiétnicas y multiconfesionales, cuyos mandos se elegían con criterios estrictamente profesionales. El año 2005 fue el que vio una actividad más intensa de entrenamiento de fuerzas iraquíes. Además de entrenarlos los boinas verdes los acompañaban en combate, estableciendo vínculos estrechos con ellos, para ello el conocimiento del árabe por parte de miembros del 5th y 10th SFG fue muy valioso.
En Anbar, en la ciudad de Hadita, el equipo de asesores de operaciones especiales nombró a un nuevo jefe de la policía, éficaz y de mano dura, y ordenó construir un muro de barro alrededor de la ciudad, restringiendo de esta manera el movimiento de la insurgencia. Las fuerzas especiales aconsejaron que para anular la movilidad de las guerrillas se construyeran barreras de cemento que rodearan los barrios y se construyeran puestos fortificados para la policía y el ejército, con un patrullaje constante de esas zonas. De este modo los miembros de Al-Qaeda se quedaron aislados dentro, sin poder moverse, y se arriesgaban a que los delataran o a las redadas. Así se pacificó Ramadi y Faluya. Fuera de las ciudades cuando las tribus sunitas se cambiaron de bando, los escondites de Al-Qaeda fueron paulatinamente descubiertos y eliminados por los batallones estadounidenses e iraquíes, luego de que miembros de las tribus delataran esos escondites.

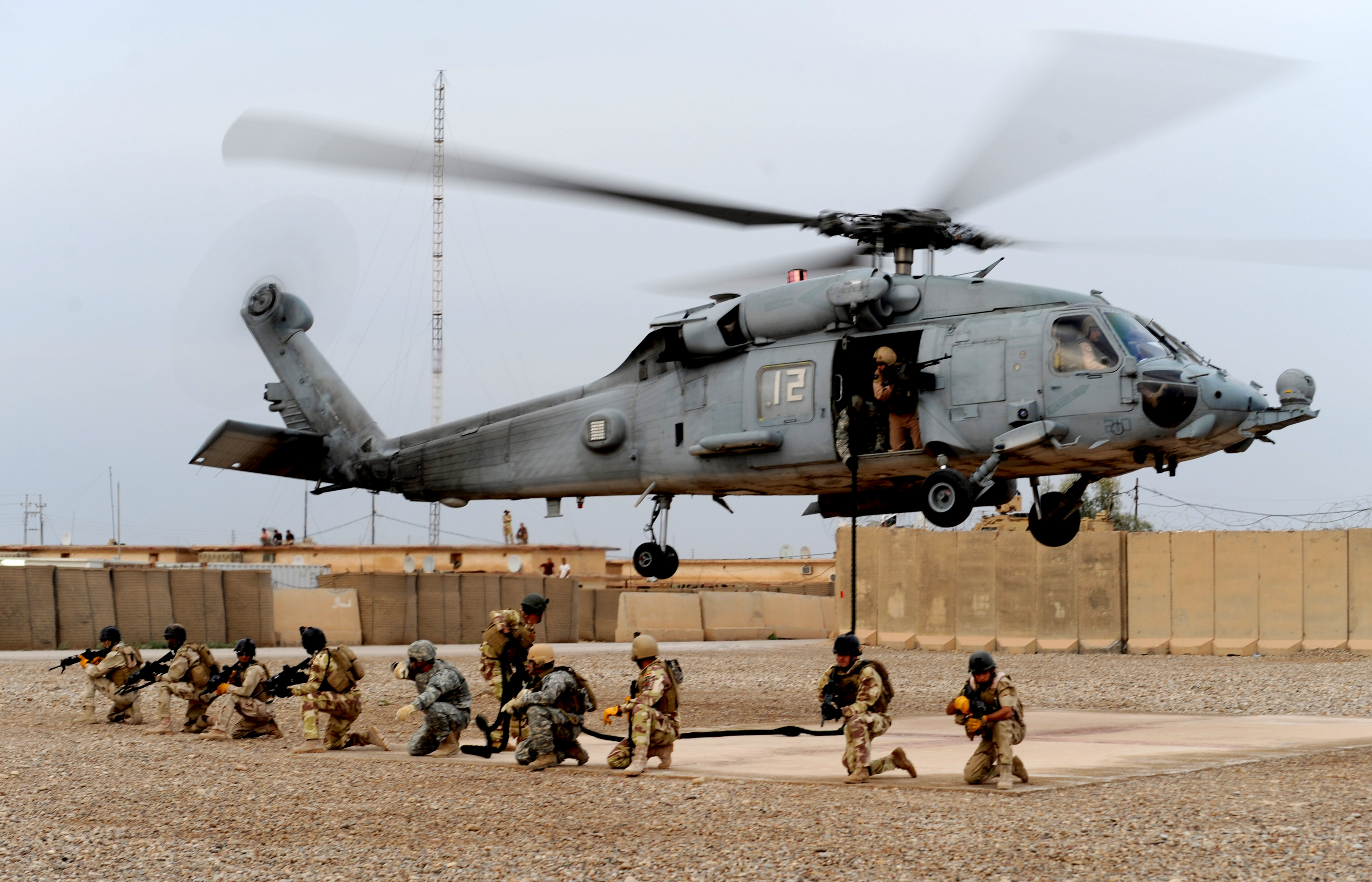
Boinas verdes entrenan a operadores de las fuerzas especiales iraquíes en asalto aéreo. El helicóptero es un HH-60H del escuadrón de operaciones especiales HSC-84 ""Red Wolves" de la US Navy, actualmente disuelto.

En la región de Bagdad las fuerzas especiales aconsejaron al ejército el despliegue de tropas en forma de cinturones alrededor de Bagdad y en el interior de la capital. Las Fuerzas de Operaciones Especiales también adoptaron un papel activo, cubriendo a las tropas convencionales y realizando incursiones para arrestar a los principales líderes de la insurgencia. La lucha contra los chiitas también requirió limitar el flujo de armas y hombres procedentes de Irán.
Los asesores de fuerzas especiales diseñaron las tácticas de contrainsurgencia que por ejemplo valieron para pacificar las ciudades Tal Afar o Al Qaim. La clave era la operación conjunta de las fuerzas estadounidenses con ejército y policía iraquíes moviendose en las ciudades. Los boinas verdes supervisaron la construcción de barricadas, el establecimientos de puestos fuera de las bases, cooperaron en la vigilancia de vecindarios, supervisaron y ayudaron en el patrullaje por parte de unidades pequeñas y velaron por la asociación efectiva con el Ejército y la policía irakíes. También se encargaron, junto a otros cuerpos (Delta, Seal, SAS), de mantener la presión sobre las milicias mediante incursiones y arrestos de lideres.
Batalla de Tal Afar (2005)

### Guerra contra las drogas

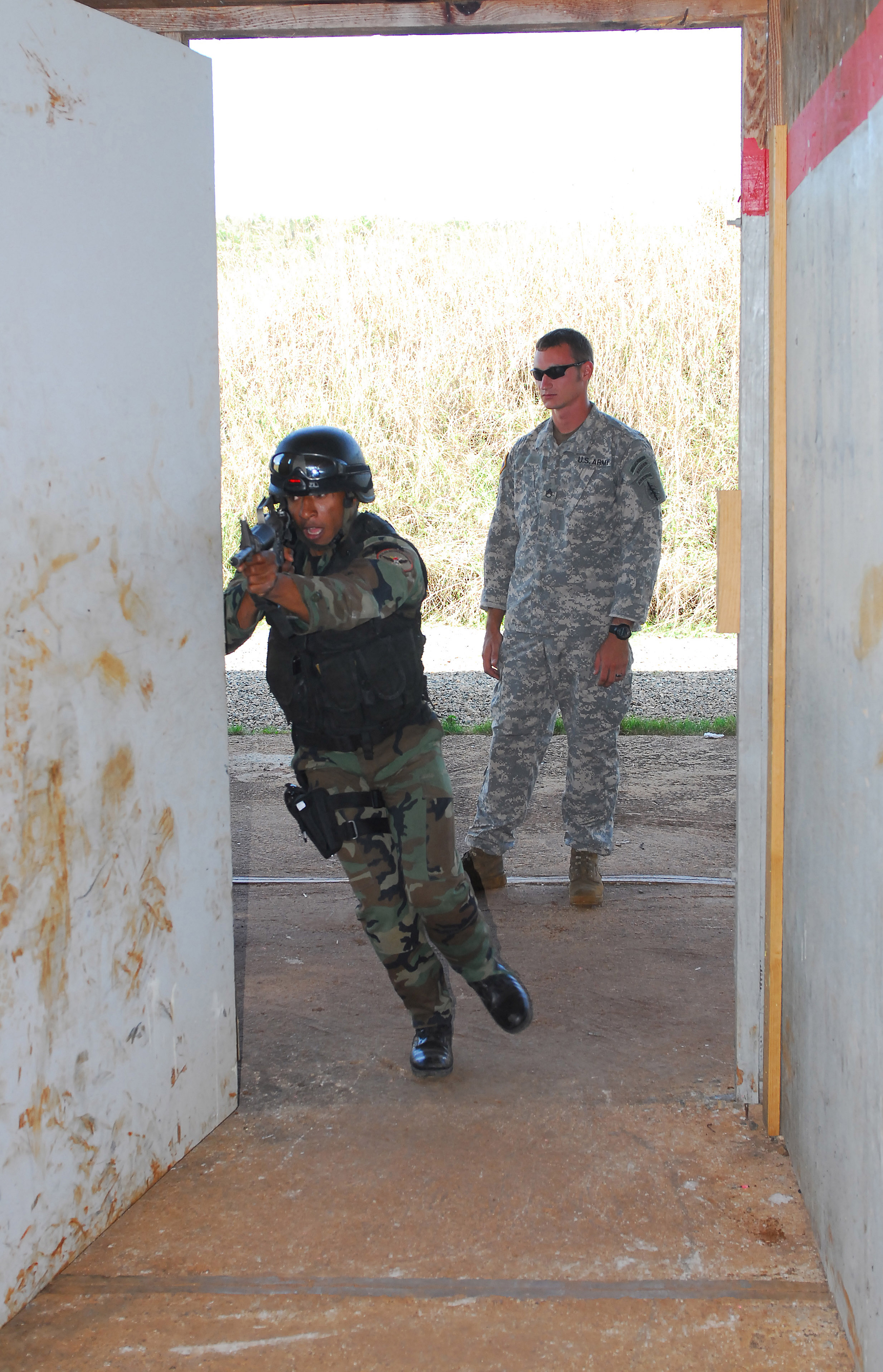
Un sargento del 7th Special Forces Group supervisa el entrenamiento de un comando dominicano.

Menos conocido es el papel de las fuerzas especiales entrenando y asesorando a fuerzas militares, paramilitares y policiales para hacer frente a narcotraficantes y narcoguerrillas. Se entrena a las fuerzas locales en habilidades de combate, empleo de armas, combate urbano, recolección de información o el control de disturbios. Se trata de aprovechar sus habilidades para relacionarse y asociarse con los civiles en países extranjeros para obtener éxitos en la lucha contra la droga que entra en EE. UU.. El esfuerzo principal por tanto se ha hecho en Latinoamérica y se han empleado las lecciones aprendidas en Afganistán e Irak, donde para luchar contra la insurgencia las tropas establecieron puestos en zonas controladas por la insurgencia para disputarles el dominio y enfrentarlos. En Colombia, por ejemplo, dos ODA se destinaron desde 2002 para entrenar a la 18ª brigada en la protección de un oleoducto, frecuente objeto de sabotajes guerrilleros. Los boinas verdes operan junto a la DEA y el Departamento de Estado en estas misiones. Honduras ha sido el país más visitado en Latinoamérica, con más de 20 misiones, y donde ayudaron a crear la fuerza policial de los Tigres en 2013 para combatir el crimen organizado.
Las Fuerzas de Operaciones Especiales de EE. UU. han incrementado su presencia alrededor de todo el mundo. Esta guerra contra las drogas se enmarca dentro de la iniciativa llamada "Entrenamiento de Intercambio Conjunto y Combinado" (Joint Combined Exchange Training, JCET). Aunque esta tarea se entremezcla con la lucha contra el terrorismo, lo cual explica que países pequeños pero con comunidades musulmanas grandes (Belice, Guyana, etc.) también reciban asesoramiento. Esta labor también se realiza en otros países como Tailandia y Afganistán.

### Guerra contra el terrorismo
El 11-S supuso que los boinas verdes tomaran de nuevo las misiones de acción directa contra fuerzas guerrillas, al igual que habían hecho en Vietnam. También supuso que se les asignaran misiones que no habían realizado, como el entrenamiento de fuerzas convencionales para misiones convencionales. Esto supuso malgastar su entrenamiento y experiencia, que podía haberse dedicado con mayor efectividad a la contrainsurgencia.
Los diferentes gobiernos de EE. UU. han implementado la política de usar fuerzas especiales para cambiar el rumbo de guerras a favor de sus aliados. Se ha incentivado el envío por todo el mundo de miembros de fuerzas de élite, capaces de hacer frente a ataques de milicias y guerrilla, actuando sin publicidad y sin riesgos de arrastrar al EE. UU. a nuevos conflictos.

#### Oriente Medio
La CJSOTF-AP (Península arábiga) se creó en 2003, reemplazando los dos CJSOTF y el Grupo de Operaciones Naval desplegado durante la invasión de Irak. Desde entonces se organizó en torno a los 5th y 10th SFG. Estos fueron apoyados a menudo por refuerzos del 1st, 19th y 20th SFG, y la colaboración puntual de Seal y Delta. En 2008 5500 operadores estaban desplegados en la zona. La mayor parte de las tareas del CJSOTF-AP se centraron en entrenamiento y asesoramiento de unidades iraquíes. Como es su costumbre en muchas operaciones los boinas verdes acompañaron y apoyaron a las fuerzas especiales iraquíes que habían formado y entrenado. Estas unidades incluían la Fuerza Antiterrorista de la Policía y las Fuerzas de Operaciones Especiales del ejército. Los boinas verdes también llevaron a cabo misiones de comando y de recopilación de información, apoyando a las fuerzas regulares de EE. UU. Miembros del 5th SFG trabajaron junto al ejército y los marines en la operación “Phantom Fury” en 2004, en la que también tomaron parte equipos de francotiradores de la Delta Force. En 2007 la Task Force Orange operó en Siria recolectando información para acabar con el flujo de voluntarios extranjeros que iban a luchar a Irak, cruzando la frontera desde Siria.

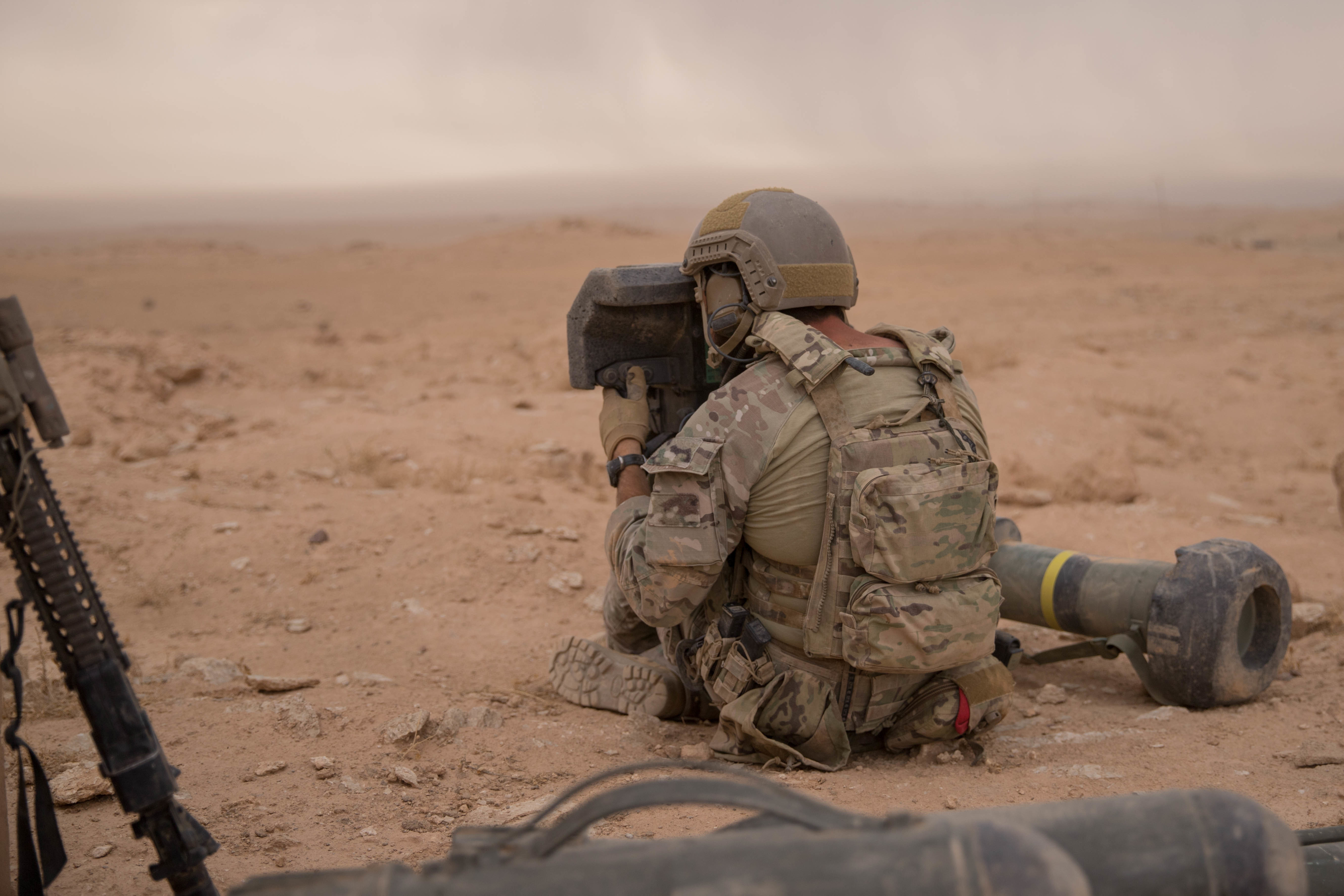
Operador de Special Forces Group en Siria.

Antes de que estallara la guerra civil los boinas verdes fueron enviados a Yemen para encargarse de la formación de las fuerzas de seguridad yemeníes en tácticas antiterroristas. Esto fue parte de la ayuda de EE. UU. que hizo posible que las fuerzas yemeníes asaltaran escondites de Al Qaeda. Los boinas verdes abandonaron Yemen cuando el país se sumergió en el caos. En Yemen las fuerzas especiales de EE. UU. han estado interviniendo en la guerra, asesorando y entrenando al ejército saudita. Comandos de Boinas Verdes han participado en operaciones contra la guerrilla de los hutíes en zonas fronterizas entre Yemen y Arabia Saudí, ayudando a localizar y destruir misiles balísticos. Se destinó un contingente de boinas verdes a territorio saudita, tanto para mejorar el entrenamiento de las fuerzas especiales como para asesorarlas en la lucha y lanzar ataques contra objetivos islamistas que se localicen en Yemen.
Tanto en Irak como en Siria miembros de las fuerzas especiales han estado luchando contra el ISIS. En Irak el gobierno de EE. UU. decidió reenviar a los boinas verdes para ayudar al ejército y policía iraquíes en la lucha contra ISIS. En junio de 2014 el 5th SFG volvió a Irak, y además de reentrenar a los iraquíes los acompañaron en combate. Miembros de otros grupos de fuerzas especiales de países aliados les siguieron. En el frente los boinas verdes operaron junto a las fuerzas especiales de la USAF y los SEAL, apoyando a las milicias kurdas e iraquíes en su lucha contra el ISIS.
En Siria el despliegue comenzó en 2015 con el 5th SFG, además de luchar contra ISIS las fuerzas especiales entrenaron a los kurdos del YPG. Dado que también ejercían de asesores los soldados de las fuerzas especiales actuaron empotrados en las milicias kurdas del YPG, habiendo sido fotografiados en zonas de combate por la prensa llevando en sus uniformes insignias del YPG. También entrenaron al nuevo ejército sirio, que resultó ser un fiasco y acabó disuelto. Boinas verdes fueron vistos acompañando a las fuerzas especiales iraquíes en combate, llevando uniformes negros iraquíes. Del mismo modo las Fuerzas Especiales asesoraron a las Fuerzas Democráticas Sirias, las cuales finalmente lograron el control de Raqqa, capital siria de facto del ISIS. En Siria los boinas verdes se desplegaron desde 2015 para combatir al ISIS, creando dos bases principales. La primera en Al-Tabqah, en la Fábrica de Cemento Lafarge, en el norte de Siria. La otra en Al-Tanf, cerca de la frontera con Jordania e Irak, donde las tropas controlaban los movimientos de ISIS y de las fuerzas armadas sirias y rusas. las imágenes tomadas en Siria muestran a las fuerzas especiales empleando blindados Stryker, HMMV GMV, OshKosh M-ATV y todoterrenos Toyota Land Cruiser adaptados. Algunos blindados fueron equipados con ametralladoras M-134 Minigun y equipos anti-IED.

#### África
En África las fuerzas especiales entrenan y asesoran a ejércitos aliados, y en al menos ocho países también combaten contra milicias islamistas. Los boinas verdes se encuentran en Túnez, Chad, Niger, Kenia. En Libia entrenaron y equiparon a los batallones de las fuerzas de operaciones especiales de Libia. Operaciones militares estadounidenses de largo alcance se realizaban en todo el continente y casi en su totalidad en secreto.
Funcionarios del Pentágono dijeron el viernes a los periodistas que la emboscada fue llevada a cabo por un grupo autoradicalizado, supuestamente, afiliado a ISIS. En octubre de 2017, cuatro soldados murieron en una emboscada del Estado Islámico en el oeste de Níger, cerca de la frontera con Malí, cuando junto a comandos de Niger trataban de matar o capturar al líder del Estado Islámico Doundoun Cheffou. El Pentágono admitió que al menos 29 patrullas similares a la que fue emboscada habían sido llevadas a cabo en Níger. Boinas verdes entrenaron y equiparon a soldados etíopes, somalíes, keniatas y ugandeses para misiones en Somalia contra el al-Shabab. La operación "Juniper Shield" es la iniciativa de lucha contra el terrorismo en el noroeste de África y abarca 11 países. Los equipos de boinas verdes rotan por esos países cada seis meses para entrenar, asesorar, ayudar y acompañar a las fuerzas locales que llevan a cabo operaciones contra grupos terroristas (principalmente ISIS de África Occidental, Boko Haram y Al-Qaeda).

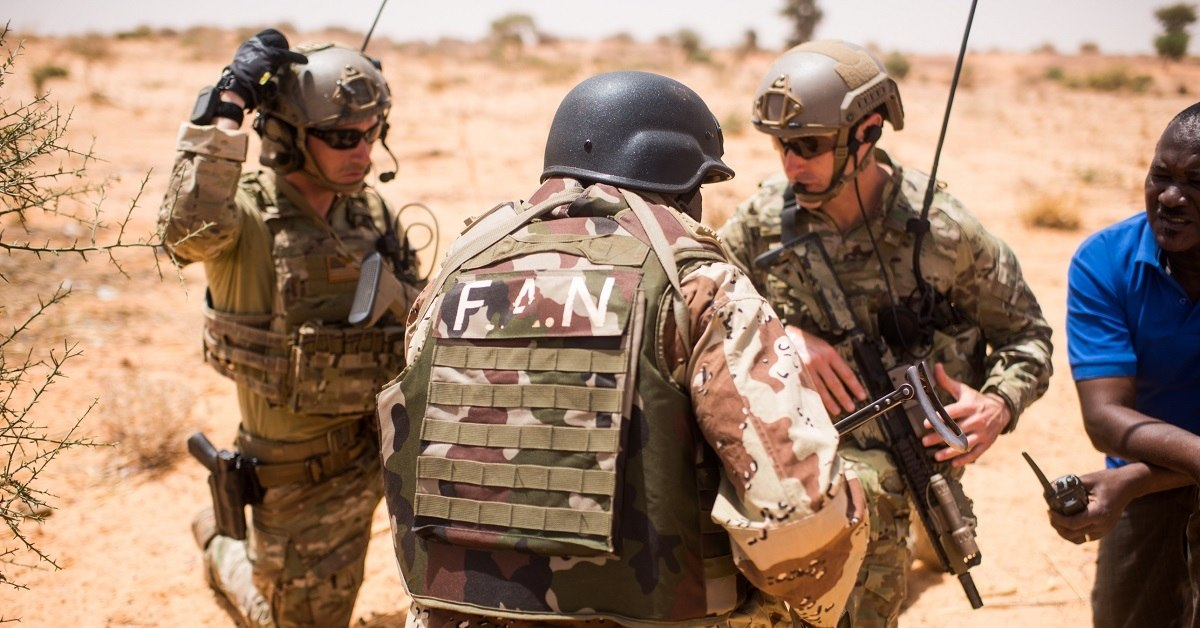
Boinas verdes entrenándose con soldados de Níger.

Los boinas verdes del 3rd SFG también han estado muy activos en Somalia y en Kenia, ayudando a las fuerzas locales a enfrentarse a las milicias de Al Shabab. En Kenia, cerca de la frontera con Somalia, se estableció Camp Simba, desde donde las fuerzas especiales patrullan la frontera y lanzan incursiones en Somalia, conjuntamente con tropas de Kenia y de otros países aliados presentes en Somalia. En Kenia asesoran y entrenan al nuevo cuerpo de tropas especiales que ayudaron a crear en 2010.
Además de luchar contra milicias islamistas EE. UU. decidió enviar equipos de boinas verdes para ayudar a luchar contra el Ejército de Liberación del Señor (ELS), que actuaba em la frontera entre Sudán del Sur, República Centroafricana y Congo. También participaron en el rescate del personal americano que tuvo lugar en 2013 en Sudán del Sur, al comienzo de su guerra civil. Cerca de un centenar de boinas verdes estadounidenses estaban destinados en todo momento en la región entre 2011 y 2017. Entre 2013 y 2017 las fuerzas de operaciones especiales de EE. UU. prestaron asistencia de combate en al menos 13 países africanos. Boinas verdes y operadores de otras fuerzas especiales murieron en combate o fueron heridos en combate en Kenia, Libia, Níger, Somalia, Sudán del Sur y Túnez.

#### Asia
EE. UU. decidió apoyar a Filipinas con asesores, equipamiento y ayuda financiera para luchar contra la guerrilla islamista de Abu Sayyaf y Jemaah Islamiyah. La responsabilidad recayó en el 1st SFG, que asesoró a las fuerzas armadas filipinas rotando uno de sus batallones de forma permanente durante varios años. En sus primeros años los asesores entrenaron a seis batallones ligeros, tres compañías de fuerzas de reacción rápida y se lanzó un programa para dar asistencia médica a unos 31.000 filipinos. Esto contribuyó a incrementar la eficacia de la lucha contrainsurgencia, a pacificar la provincia de Basilan y reducir la presencia terrorista en las islas del Sur de Filipinas.
Durante la lucha contra los militantes que tomaron la ciudad de Malaui, en el sudeste de Filipinas, las Fuerzas Especiales proveyeron asistencia a los militares filipinos para la recuperación de la ciudad.

### Nueva política exterior de EE.UU
Con la caída de Afganistán en 2021 los esfuerzos de EEUU se centran en el Pacífico y Europa. Ahora las fuerzas armadas se preparan para un posible conflicto convencional con China o uno menos probable con Rusia. El USSOCOM.
En Europa el 10º Grupo de Fuerzas Especiales antes de la guerra de 2022 entrenó a las fuerzas especiales ucranianas en una base en el oeste de Ucrania. También asesoraron y entrenaron a otras unidades militares. Con el inicio de la guerra pasaron a coordinar desde Alemania la asistencia militar a los ucranianos.
En el Pacífico, caracterizado por la presencia de cadenas de pequeños atolones e islas, los boinas verdes y otras fuerzas especiales se entrenan para destruir defensas enemigas, recopilar inteligencia y proporcionar una mayor libertad de maniobra. Lo más probable es que un destacamento de boinas verdes se infiltrara profundamente en el dispositivo defensivo chino, con el objetivo de crear agujeros en la defensa A2/AD creada para evitar que la flota estadounidense se acerque a objetivos importantes.

## La Boina Verde

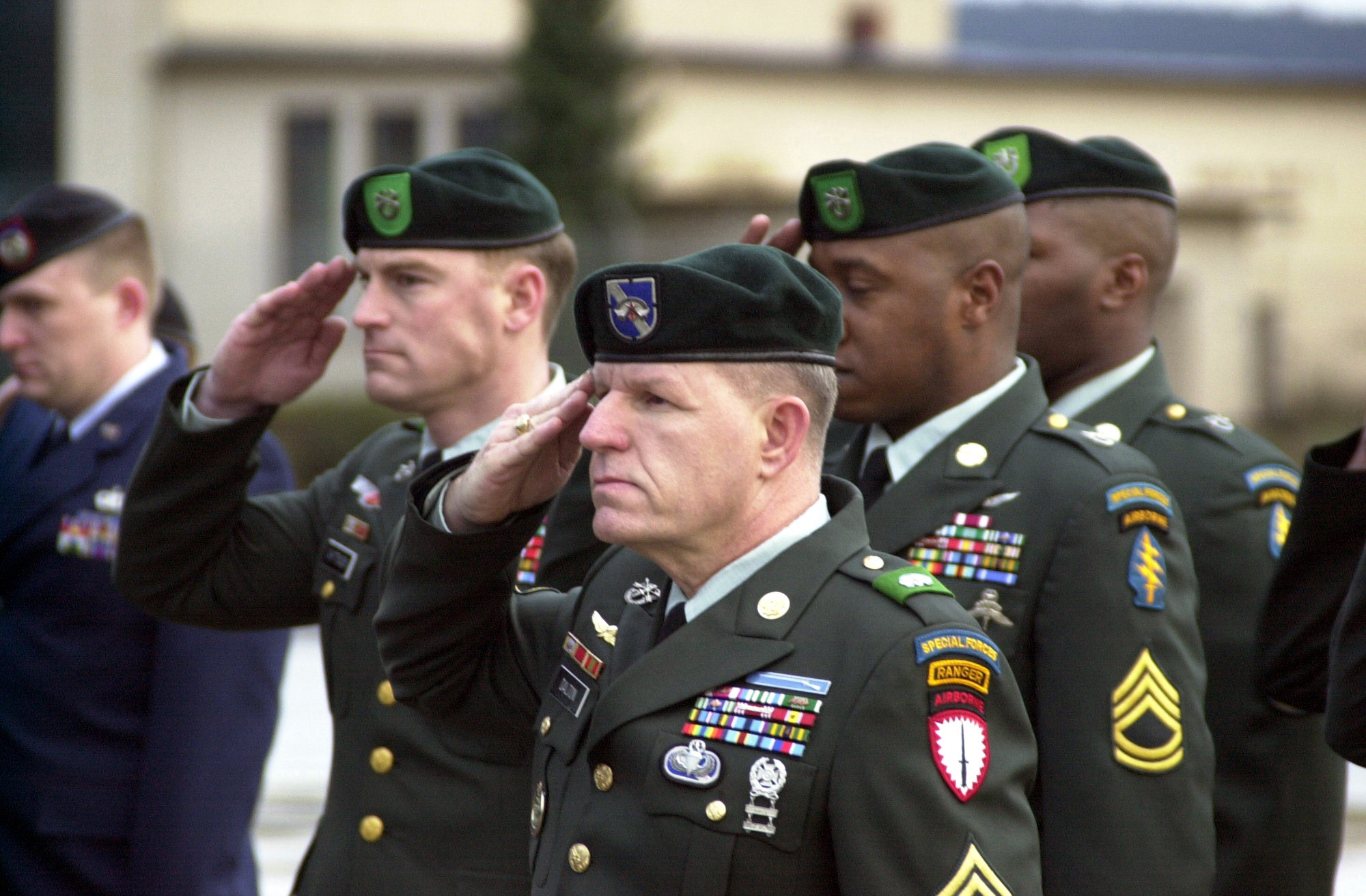
Varios boinas verdes saludan durante un acto en la base de Ramstein.

El primer uso de la boina en el ejército de los EE. UU. fue en 1943, cuando un batallón de Paracaidistas recibió boinas granate por parte de sus homólogos británicos. En 1951 el Cuerpo de Marines experimentó con boinas verdes y azules, pero las descartó por parecer a los mandos demasiado "extranjeras" y "femeninas".
El primer uso generalizado por parte de las fuerzas armadas estadounidenses se produjo con la nueva unidad del ejército especialmente entrenada para la guerra de insurgencia y contraguerrilla, que comenzó a usar extraoficialmente una boina verde en 1953.
Edson Raff, uno de los oficiales de las fuerzas especiales, tiene el crédito de introducir la boina verde. El empleo de la boina verde es un homenaje a los comandos británicos de la Segunda Guerra Mundial. En 1961 el presidente John F. Kennedy las autorizó para su uso exclusivo en las fuerzas especiales. Preparándose para una visita al centro de guerra en Fort Bragg, Carolina del Norte, el 12 de octubre, el presidente dio la palabra al brigadier general William P. Yarborough, para que todos los soldados de las fuerzas especiales usaran la boina como parte del evento.
El presidente creyó que ya que tenían una misión especial, las fuerzas especiales deberían tener algo que las distinguiera del resto del Ejército. En 1962 declaró a la boina verde como "un símbolo de excelencia, una placa de valor, una marca de distinción en la lucha de la libertad". Aparte de la reconocida boina verde, a los soldados se les reconoce también por su atuendo un poco más informal que otros miembros del ejército de los Estados Unidos.
Lo curioso es que después de Vietnam la política del Ejército permitió a los comandantes alentar distintos uniformes para mejorar la moral, y el uso de boinas se dispararon. El personal de Fort Knox, Kentucky, vestía la tradicional boina negra británica, mientras que los regimientos de caballería blindados en Alemania usaban la boina negra con un óvalo rojo y blanco. Las tropas de la 82.ª División Aerotransportada comenzaron a usar la boina granate en 1973, mientras que la 101.ª División Aerotransportada la eligió azul, como su color

## Misión
Las misiones encargadas a las Fuerzas Especiales del ejército de EE. UU. son las siguientes
- Reconocimiento Especial: Reconocimiento detrás de las líneas del enemigo, informando acerca de lo que sucede (actividad en líneas de comunicación, conocimiento despliegue del enemigo, reconocimientos después de un ataque, localizar objetivos de alto valor, etc. ).
- Asistencia Militar: Entrenamiento y asesoramiento en guerra convencional y no convencional para incrementar la capacidad de ejércitos aliados. Puede englobar a destacamentos de enlace, apoyo en el adiestramiento, creación de unidades especializadas, etc.[244]
- Acción Directa: Empleo de la fuerza para emboscadas, incursiones, rescate de personal aislado o retenido, el guiado de ataques e iluminación de objetivos.
- Guerra no convencional y lucha contra fuerzas irregulares: Lucha contrainsurgencia, lucha antiterrorista, apoyo a fuerzas guerrilleras que luchan contra gobiernos considerados hostiles, asesoramiento a fuerzas de EE. UU. y aliadas en este campo, establecimiento doctrina guerra no convencional en el ejército de EE. UU..

Todo esto debe ser llevado a cabo operando en equipos pequeños lo más autónomos posibles, operando en terreno enemigo, de forma aislada y sin contacto con fuerzas amigas. La larga campaña de lucha contra el terrorismo, iniciada en 2001, y el ascenso al alto mando de oficiales que han servido en las fuerzas especiales han hecho que el rol de las fuerzas especiales haya cambiado, haciéndolas más visibles.
El gran valor de los Boinas Verdes es que son la única unidad de operaciones especiales de EE. UU. capaz de desplegarse durante largos períodos de tiempo y llevar a cabo el entrenamiento y la capacitación de fuerzas extranjeras. Cada equipo A es capaz de entrenar y formar hasta 1500 combatientes extranjeros. Se estima que por cada equipo A desplegado públicamente, se despliegan 2 o 3 equipos adicionales en secreto.
Un ejemplo del valor de esta unidad es su trabajo en Ucrania. Después de la anexión de Crimea por parte de Rusia en 2014 el ejército estadounidense asignó a los Boinas Verdes un papel fundamental en el encargo recibido de realizar el entrenamiento de las fuerzas ucranianas y aumentar su capacitación. Los equipos de Boinas Verdes son imprescindibles en ayudar a los ejércitos aliados a prepararse para conflictos similares al de Ucrania. Este tipo de misiones generalmente se realiza con la discreción habitual de los Boinas Verdes.

### Diferencias con otras fuerzas especiales del ejército
- DELTA FORCE: Su misión principal el rescate de rehenes y la lucha antiterrorista fuera de Estados Unidos. La Delta Force se entrena de forma continua e intensiva para realizar asaltos, liberación de rehenes y captura de objetivos importantes en misiones de alto riesgo. Aunque sus miembros puedan ser antiguos boinas verdes su entrenamiento se enfoca principalmente en acción directa. Su proceso de selección es cerrado, solo se accede por invitación. Operan en secreto, no llevando uniforme.
- RANGERS: Los Rangers son una infantería ligera de élite. Su misión es golpear para desaparecer después. Aunque la selección es exigente y su formación hace que sean una cantera de futuros boinas verdes, lo que se exige en cuanto a selección y formación en las fuerzas especiales va más allá de lo exigido a un Ranger.

Los rasgos característicos de los boinas verdes y que los diferencian de otras fuerzas especiales (Seal, rangers, etc.):
- Las unidades de fuerzas especiales trabajan con unidades locales. Esto puede incluir guerrillas, fuerzas irregulares, militares o paramilitares.
- Sus misiones con fuerzas locales pueden tener lugar en territorio hostil o controlado por el enemigo, operando de forma autónoma y por largos periodos de tiempo.[247]

### John F. Kennedy Special Warfare Center
En 1952 se creó en Fort Bragg el centro de guerra psicológica, uno de cuyos dos departamentos se dedicaba a operaciones especiales. En 1956, el centro y escuela de guerra psicológica fue renombrado "U.S. Army Center for Special Warfare/U.S. Army Special Warfare School". Al centro se le encargó la creación y desarrollo de doctrinas, técnicas, formación y educación del personal de Fuerzas Especiales y Guerra Psicológica. En 1960 las operaciones de contrainsurgencia se añadieron al curriculum. En 1962, se creó un grupo específico para entrenar a los nuevos reclutas de las fuerzas especiales, que debía además investigar y madurar nuevos métodos de infiltración y exfiltración. En 1969 la escuela fue renombrada, pasándose a llamar "U.S. Army Institute for Military Assistance". The Paso a incorporarse salto en paracaídas HALO y submarinismo.
En 1982, se aprobó separar el centro de formación y crearlo como una unidad independiente de las fuerzas especiales, el 1st Special Warfare Training Group. Se renombró al centro "U.S. Army John F. Kennedy Special Warfare Center", conocido por sus siglas como SWC. El centro se compone en seis especialidades formativas:
- Fuerzas Especiales.[249]
- habilidades avanzadas de Fuerzas Especiales.
- Supervivencia, evasión, resistencia y escape (SERE).
- Asuntos Exteriores.
- Asuntos civiles y guerra psicológica.[250]

John F. Kennedy Special Warfare Center and School

## Organización
Las Fuerzas Especiales del Ejército de EE. UU. están divididas en cinco Grupos de Fuerzas Especiales en Servicio Activo (Active Duty Special Forces Groups o SFG). Cada SFG está enfocado en una zona geográfica del planeta en concreto, de tal manera que los soldados asignados en cada grupo reciben un entrenamiento cultural y lingüístico intensivo para operar en los países de su área de responsabilidad.

### Grupos
| Insignia                       | Grupo                             | Cuartel general | Área de responsabilidad                                                                                           |
| ------------------------------ | --------------------------------- | --- | --- |
|                                | 1.er Grupo de Fuerzas Especiales  | Okinawa (1º Batallón) Fort Lewis, Washington (2.º y 3.er Batallón) | Océano Pacífico                                                                                                   |
|                                | 3.er Grupo de Fuerzas Especiales  | Fort Bragg, Carolina del Norte | África subsahariana (excepto el Cuerno de África)                                                                 |
|                                | 5.º Grupo de Fuerzas Especiales   | Fort Campbell, Kentucky | Oriente Medio, Golfo Pérsico, Asia Central y el Cuerno de África                                                  |
|                                | 7.º Grupo de Fuerzas Especiales   | Fort Bragg, Carolina del Norte (está previsto su futuro traslado a la Base Aérea de Eglin)                                                                                  | Sudamérica, América Central y Antillas (junto al 20.º SFG)                                                        |
|                                | 10.º Grupo de Fuerzas Especiales  | Stuttgart, Alemania (1.er Batallón) Fort Carson, Colorado (2.º y 3.er Batallón)                                                                                             | Europa (principalmente Central y Oriental), los Balcanes, Turquía, Israel, Líbano y norte de África               |
|                                | 19.º Grupo de Fuerzas Especiales* | Draper, Utah (con destacamentos en Washington, Virginia Occidental, Ohio, Rhode Island, Colorado, y California)                                                             | Sureste asiático (junto el 5.º SFG) y Pacífico (junto el 1.er SFG).                                               |
|                                | 20.º Grupo de Fuerzas Especiales* | Birmingham, Alabama (con batallones de Alabama (1.er Batallón), Misisipi (2.º Batallón) y Florida (3.er Batallón), y con destacamentos en Chicago, Louisville y Pittsburgh) | Sudamérica, México, Antillas, Golfo de México y suroeste del Océano Atlántico (áreas compartidas con el 7.º SFG). |
| *Grupo de la Guardia Nacional. |                                   | | |

### Operational Detachment Alphas (ODA)
Los boinas verdes se organizan en equipos de 12 hombres, llamados destacamentos Alfa o equipos A. Cada ODA (SFOD-A, Special Forces Operational Detachment Alpha) es una unidad de 12 hombres, mandada por un capitán. El ODA es el componente de combate básico de los boinas verdes. Una compañía de boinas verdes normalmente se compone de 6 ODA, aunque en situaciones de combate puede que no se cuente con hombres suficientes para las 6 ODA.
Cada ODA tiene un número. El primer dígito identifica el grupo. El segundo la compañía. El tercero el equipo. Ejemplo: ODA 564 pertenece al 5th SFG; sexta compañía (la C del segundo batallón), ODA 4. El dígito final también a veces identifica el rol del equipo. En 2006 la numeración se amplió a 4 dígitos, insertando el batallón como segundo dígito. Tradicionalmente los ODA acabados en “4” eran para el equipo de paracaidismo y “5” para buceadores de combate.
Un ODA se compone normalmente de:
- Capitán (18A): Líder y responsable del ODA. Organiza las misiones e informa a sus hombres de los objetivos de la misión.[252]
- Asistente del mando (180A): Ayuda al capitán, y lo remplazaría si fuera necesario. Si el ODA se rompe en dos equipos toma el mando de uno de ellos.
- Sargento de Operaciones (18Z): Responsable de organización, funcionamiento y entrenamiento. Se asegura que los hombres estén debidamente entrenados y equipados.
- Asistente del Sargento de Operaciones y Sargento de Inteligencia (18F): Se asegura que los hombres estén debidamente equipados para la misión. También reúne y analiza la información necesaria para la misión.
- 2 Sargentos armeros (18B): Expertos en todo tipo de armas.[253]
- 2 Sargentos de comunicaciones (18E): Expertos en equipos y técnicas de comunicaciones.[254]
- 2 Sargentos de Sanidad (18D): Expertos en primeros auxilios para heridas de combate y en cuidados médicos.
- 2 Sargentos de zapadores (18C): Encargados de destruir o construir lo que sea necesario. Por tanto son expertos en explosivos y demoliciones, en construcción civil y militar.[255]

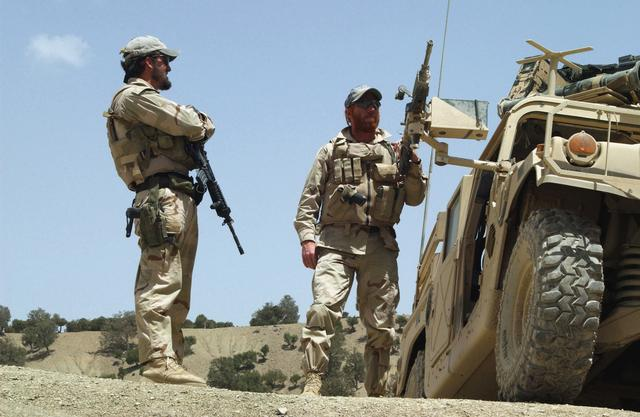
Operadores de un Mobility Troop del 3rd Special Forces Group.

Algunos ODA están especializados en tareas que requieren un entrenamiento intensivo:
- Salto militar de combate. Saltos paracaidistas (HALO, etc.) requiere haber pasado por el Military Free-Fall Parachutist Course (MFFPC). Se espera que al menos 1 de los ODA de una compañía tenga esta especialidad.
- Buzos de combate ("Boat Team"). Incluye buceo, infiltración por medios acuáticos, empleo de botes, etc. Requiere haber pasado por el Special Forces Combat Diver Qualification Course (SFCDQC). Se espera que al menos 1 de los ODA de una compañía tenga esta especialidad.
- Montaña ("Mountain Team"). Incluye técnicas escalada, equitación y empleo de animales de carga, operaciones en climas árticos y zonas montañosas. Los boinas verdes tienen en las Montañas Rocosas su centro de formación, Special Forces Advanced Mountain Operations School (SFAMOS).[256][257][258][259][260][261]
- Movilidad ("Mobility Team"). Empleo de vehículos terrestres.[262]

### Organización SFG
Cada Special Forces Group se compone de:
- 1 compañía de mando.
- 1 batallón de apoyo. Se divide en 3 compañías, encargadas de logística, inteligencia, sanidad y comunicaciones
- 4 batallones de combate (A, B, C y D). Antes de 2006 eran solo 3 batallones.

Cada batallón de combate se divide en:
- 1 Destacamento Charlie (SFOD-C). Responsable del mando del batallón.
- 1 Compañía de apoyo.
- 3 compañías (A,B,C). Cada una se divide en 6 destacamentos Alfa (SFOD-A) y 1 destacamento Bravo (SFOD-B), este último realizando labores de apoyo y mando.[264]

## Entrenamiento y selección
La selección de candidatos pasa por diversas fases hasta que ingresan en su unidad. A partir de la selección el candidato se enfrenta a las cuatro fases del Curso de Capacitación de las Fuerzas Especiales. La razón para las pruebas tan amplias es la naturaleza de la típica misión de una unidad básica de las fuerzas especiales, unidad operacional alfa (operational detachment alpha, o "A Team"). Típicamente se operará lejos de cualquier apoyo, a veces sin ningún apoyo, de otras unidades amigas y su éxito dependerá mucho en la independencia y capacidad de los doce individuos del equipo alfa.

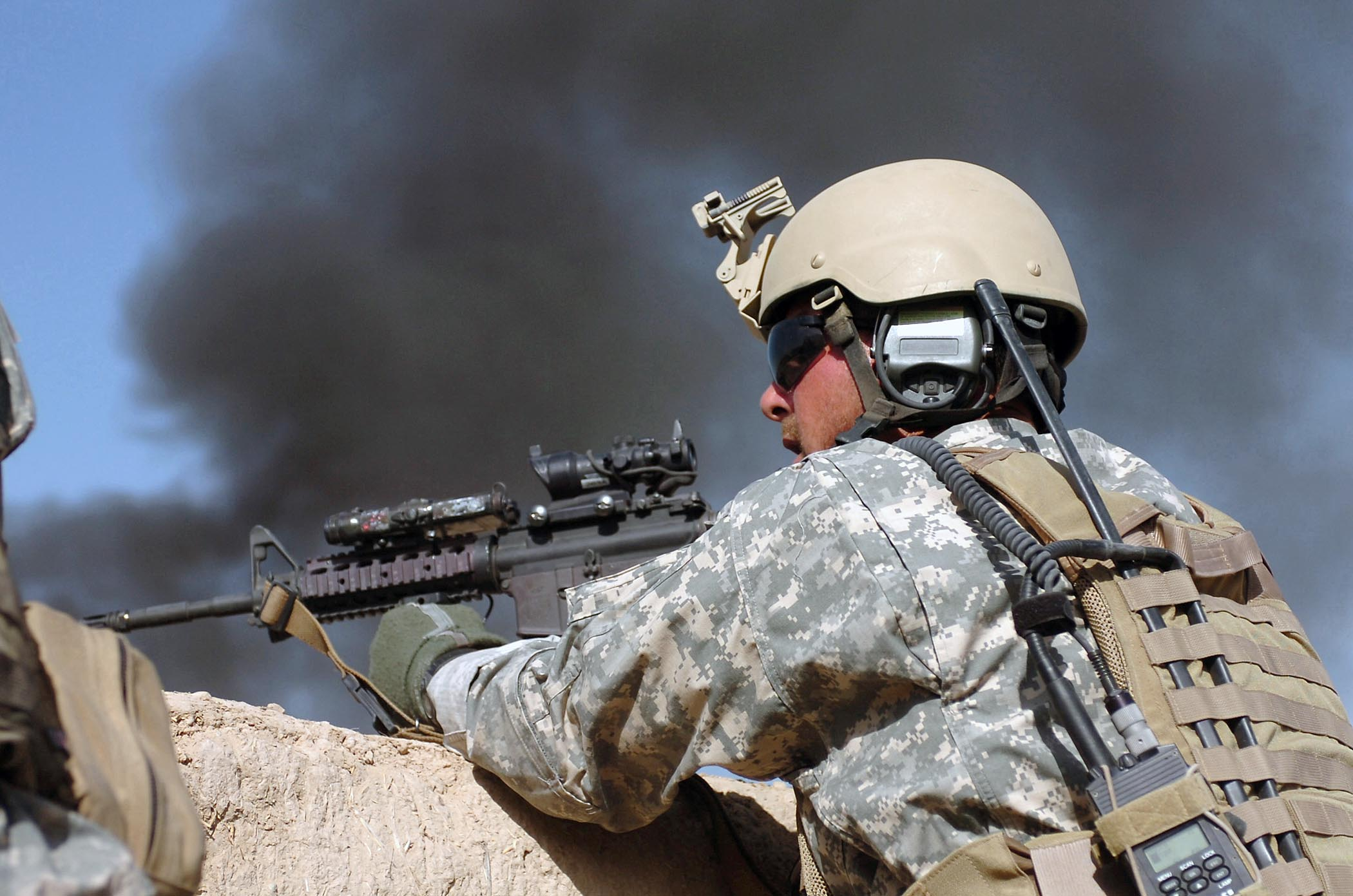
Boina verde en combate en Afganistán, 2007.

Dado que el proceso dura dos años se han introducido algunos cambios recientemente. Se trata de pasar parte de la formación a la unidad en que el soldado servirá. De este modo la selección y formación se reduce en 24 semanas y el boina verde recibe el entrenamiento especializado de acuerdo a las necesidades y misiones de la unidad. Este enfoque ha recibido críticas, ya que podría repercutir en una peor preparación.

### Curso de Preparación para Operaciones Especiales (SOPC)
Este curso (Special Forces Preparation Course-SFPC) dura 2 semanas y se imparte en Fort Bragg. Se prepara a los aspirantes para cumplir con los rigurosos requisitos físicos y se enseñan nociones de navegación terrestre y lectura de mapas.

### Fase evaluación y selección (SFAS)
El proceso real se inicia con la fase de evaluación y selección en Camp Mackall, cerca de Fort Bragg. Es una fase exigente mentalmente y físicamente. Se hace especial hincapié en atributos como la inteligencia, la aptitud física, motivación, confianza, responsabilidad, madurez, estabilidad, el juicio, decisión y trabajo en equipo. Alrededor del 40 por ciento de todos los candidatos que asisten a SFAS tienen éxito, siendo "seleccionados" para la siguiente fase.
Actualmente hay dos maneras de entrar a las fuerzas especiales del ejército de los Estados Unidos.
1) Está la entrada directa mediante el programa 18X, en que el voluntario ingresa al ejército como soldado de infantería con la garantía de tener la oportunidad de ir a Selección y Evaluación de Fuerzas Especiales (Special Forces Assessment and Selection, o SFAS), coloquialmente llamada "Selección". Tras terminar el entrenamiento básico de infantería el candidato asiste a Selección.
2) La otra vía es para individuos ya en el ejército. Cualquier soldado, de cualquier especialidad u oficio (mecánico, infantería, artillería, inteligencia, comunicación, etc.), que tenga al menos el rango de cabo y que alcance los requisitos mínimos de inteligencia, fuerza y resistencia física puede solicitar su asistencia a Selección. Desde aquí su camino es idéntico a los voluntarios del programa 18X.
La Selección es un programa de veintiún días que consiste en pruebas psicológicas, de inteligencia, entrevistas, y tareas de gran dificultad física diseñadas con el fin de determinar si el candidato tiene las cualidades psicológicas, intelectuales, físicas, y emocionales para ser un soldado de las fuerzas especiales. Al final de la Selección los Sargentos de Instrucción deciden quienes serán invitados a asistir al curso de calificación (Qualification Course, o "Q course").

Operador del 3rd Special Forces Group durante un entrenamiento.

### Curso de Calificación para las Fuerzas Especiales (SFQC)
La selección es solo la primera fase del proceso para ser soldado de fuerzas especiales. Tras la selección los reclutas regresan a sus unidades para esperar ser admitidos en el curso de calificación. Los elegidos pasarán por esta fase II, más dura. Aquellos Soldados que completan con éxito su entrenamiento en SFAS, pero que no han pasado el curso de Paracaidismo, son enviados a la escuela Básica de paracaidismo en Fort Benning, Georgia antes de ir a Fort Bragg.
El curso SFQC (Special Forces Qualification Course) dura casi un año y se entrena al aspirante en una variedad de temas, desde tácticas de unidad pequeña y técnicas de supervivencia hasta lengua y cultura extranjeras.

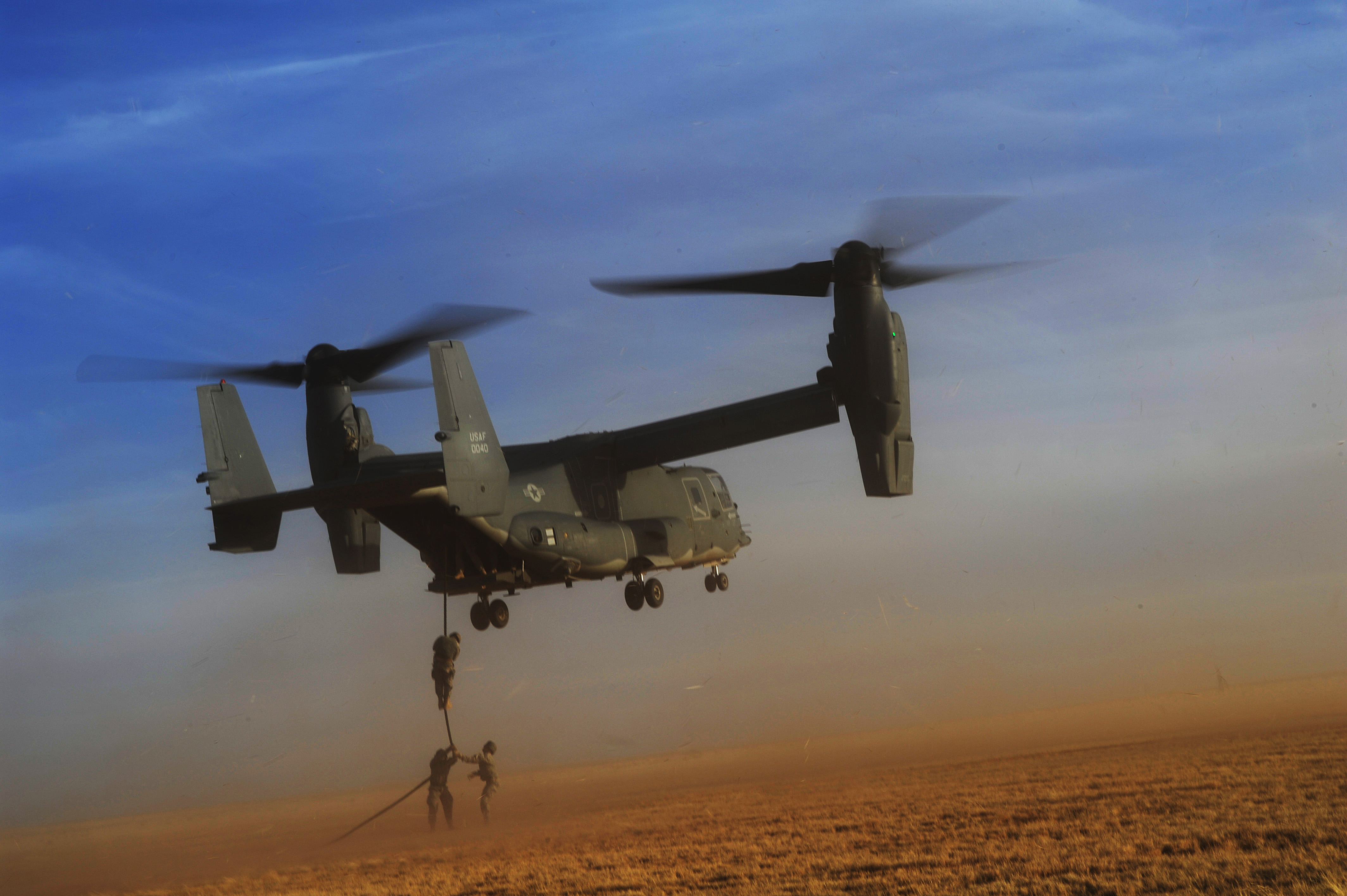
Operadores del 10th Special Forces Group se entrenan en infiltración durante las maniobras Emerald Warrior 2011.

Recientemente se decidió acortar el curso para realizar parte del entrenamiento en la propia unidad, de acuerdo a las necesidades. Las fases del SQFC son las siguientes:
1. Fase I: Orientación e historia (7 semanas)
2. Fase II: Lenguaje y cultura (18–25 semanas)
3. Fase III: Tácticas de unidades pequeñas y SERE (13 semanas)

A principios de 2006, la fase III fue extendida para incluir tres semanas de entrenamiento de supervivencia, evasión, resistencia y de escape (S.E.R.E), inmediatamente después de la finalización de la fase de tácticas de unidades pequeñas.
Con los cambios más recientes el SFQC se compone ahora de las siguientes fases:
1. Fase I: Orientación. Special Forces Orientation Course (SFOC),(1 semanas).
2. Fase II: Implica estos cursos: Special Forces Military Occupational Specialty (MOS). la duración suele ser de 14 semanas, excepto en los soldados que se especializan en medicina (50 semanas), Advanced Special Operations Techniques (ASOT)y Survival, Evasion, Resistance and Escape (SERE).
3. Fase III: Tácticas de combate de unidades pequeñas (7 semanas).[272]
4. Fase IV: Ejercicio "Robin Sage".
5. Fase V: En esta fase hay dos partes: Regimental First Formation[273] y Lenguaje y cultura (25 semanas). Los candidatos aprenden idiomas y costumbres de las áreas geográficas asignadas a su unidad. Este idioma puede ser francés, indonesio, español, árabe, chino-mandarín, coreano, persa, Ruso, filipino, tailandés, etc. Existe el programa Special Forces Language Training de cara a aprendizajes de idiomas que pueden ser valiosos de cara a las misiones.[274]
6. Fase VI: Graduación.[273]

Uno de los eventos principales de la selección es el "Robin Sage", a los candidatos se les despliega en un país ficticio llamado Pineland (en realidad un área de Carolina del Norte) para simular una misión real y descalificar a aquellos que no estén a la altura de la situación. Los graduados del curso de calificación (Q Course) completan su entrenamiento de fuerzas especiales en la participación del curso "Robin Sage".

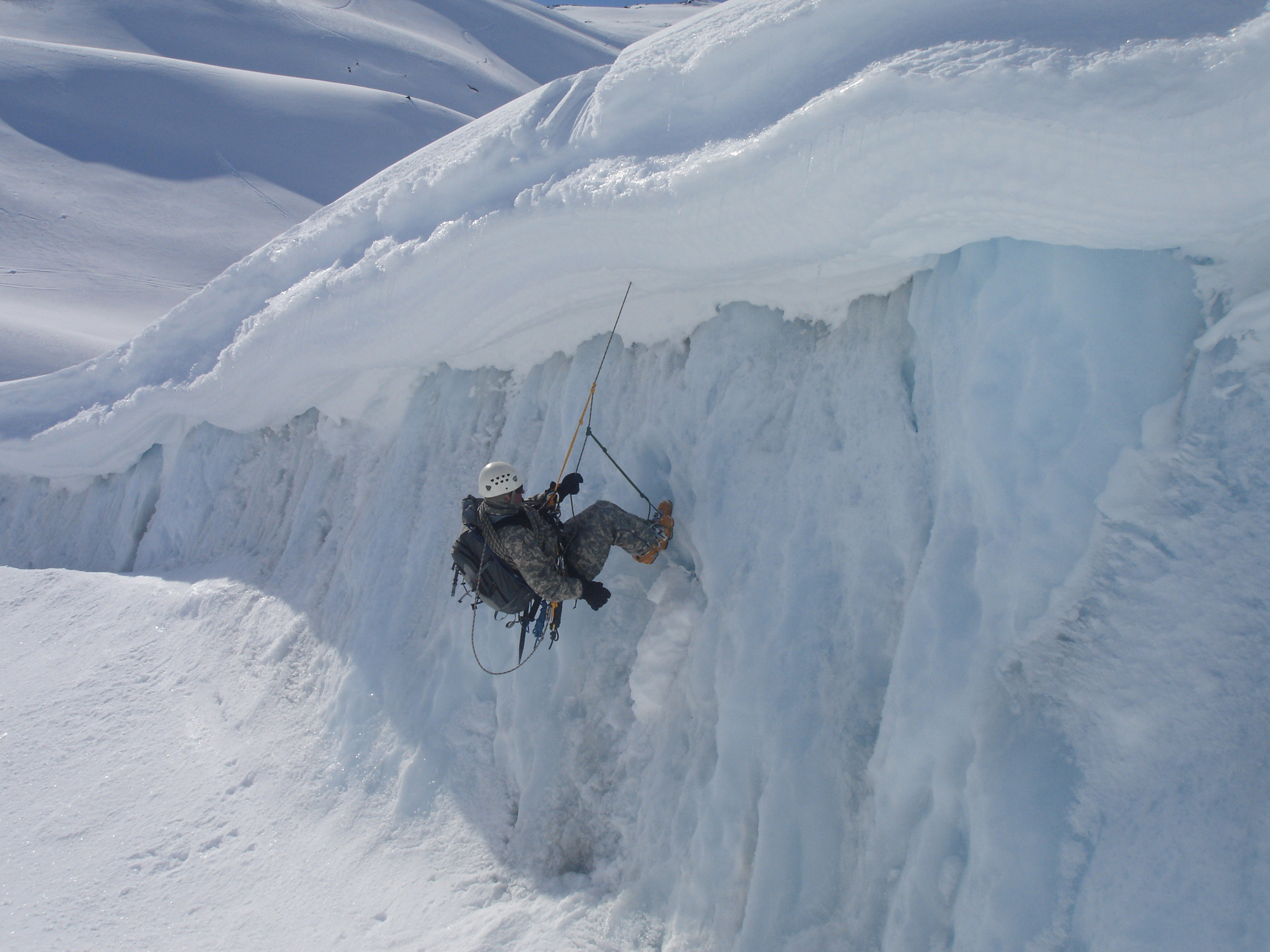
Un boina verde durante el curso Special Forces Command Master Mountaineer.

### Entrenamiento específico (Military Occupational Specialties - MOS)
Antes al pasar con éxito el curso de Calificación (Q Course) se ganaba la boina verde y se unís el candidato a los boinas verdes. Después de pasar el curso SFQC los reclutas comienzan la fase de entrenamiento específico dentro de una de las especialidades de las fuerzas especiales:
- 18A, Oficial de las Fuerzas Especiales.
- 18B, Sargento en Armas de las Fuerzas Especiales.
- 18C, Sargento de Ingeniería de las Fuerzas Especiales.
- 18D, Sargento Médico de las Fuerzas Especiales.
- 18E, Sargento en Comunicaciones.

El curso de entrenamiento del 18A, B, C y E son de una duración de 26 semanas. El curso de entrenamiento en 18D es de 59 semanas.

### Otras fases entrenamiento

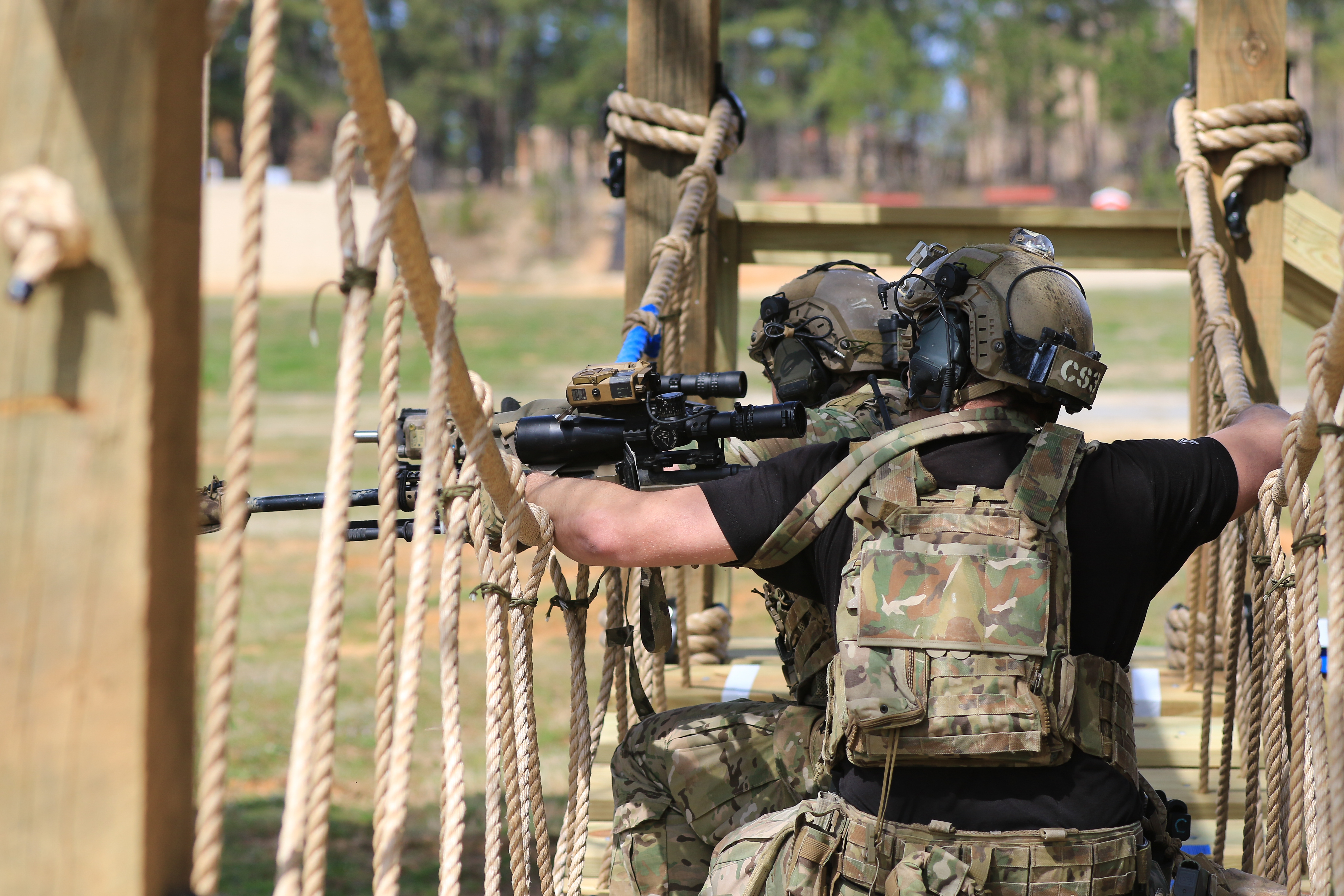
Francotiradores del USASOC (United States Army Special Operations Command) entrenandose.

El boina verde debe pasar por el curso de entrenamiento de combate (Fase IV) y escuela de idiomas (Fase V) antes de conceder o asignarse el grupo al que pertenecerán en las Fuerzas Especiales. Además algunos de los soldados son elegidos para ir a cursos de habilidades especiales, éstos incluyen:
- Curso Militar de Paracaidismo en Caída Libre. En Yuma se encuentra el Military Freefall School donde miembros de todas las fuerzas especiales de EE. UU. reciben entrenamiento.[280][281][282]
- Curso de Calificación en Buceo.
- Curso de Francotirador de las Fuerzas Especiales.
- Curso Avanzado de Técnicas de Operaciones Especiales.
- Curso de Técnicas Avanzadas de Reconocimiento y Exploración de objetivos.

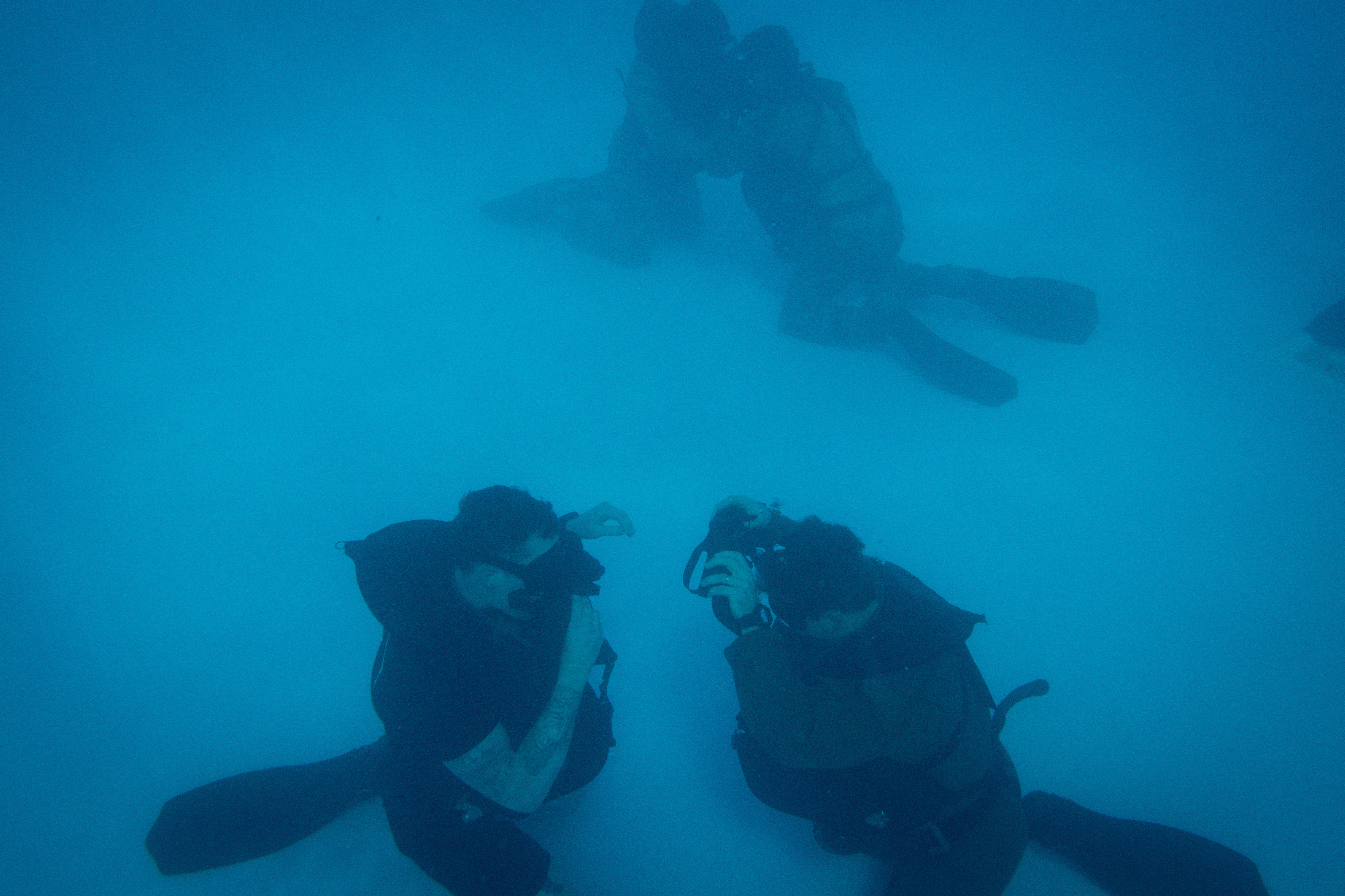
miembros del 7th Special Forces Group en un ejercicio de recertificación como buceadores de combate.

Adicionalmente, los soldados de las fuerzas especiales pueden participar en Operaciones Especiales y cursos de entrenamiento ofrecidos por otros servicios o naciones aliadas. El United States Army Special Forces Command (USASFC) creó en Fort Bliss un centro de entrenamiento regimental pre-misión. De este modo los soldados pueden entrenarse, equiparse y organizarse de cara a preparar sus misiones en el extranjero. Las special operations task forces (SOTF) logran de este modo prepararse para las operaciones en un único dentro en EE. UU. que les permite desplegar grandes unidades, especialmente para preparar operaciones ene entornos montañosos o desérticos. El entrenamiento de los boinas verdes también incluye ejercicios conjuntos con fuerzas especiales aliadas de todo el mundo, con las que operan o pueden operar en misiones reales de combate.
Special Forces Underwater Operations
United States Army Special Forces selection and training

## Equipamiento

### Vehículos terrestres
Las campañas de Afganistán, Irak y el Sahel han vuelto a hacer popular el empleo de vehículos todo terreno para fuerzas de operaciones especiales. Los SAS británicos fueron pioneros en el norte de África durante la Segunda Guerra Mundial y los volvieron a emplear en Dhofar y en Irak en 1991.

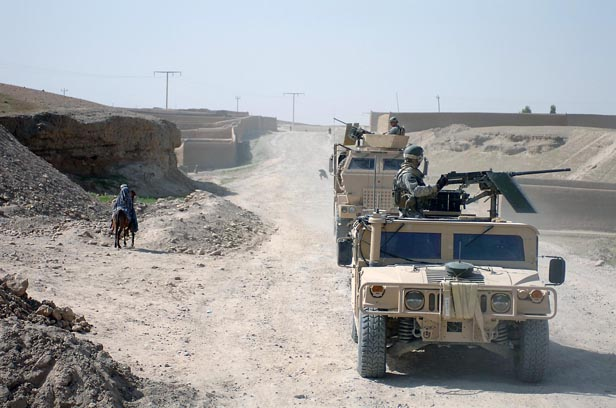
Un Ground Mobility Vehicle (GMV), modificación del Humvees para uso de las fuerzas especiales, encabeza una patrulla en Afganistán.

Los boinas verdes crearon su doctrina propia a partir de 1985, mediante experimentos realizados por el 5th SFG en Fort Bliss. Las fuerzas especiales de EEUU contemplaban la inserción mediante helicópteros o paracaídas, y el empleo de vehículos terrestres había sido ignorado hasta entonces. Se buscaba crear tácticas y procedimientos para ejecutar operaciones motorizadas de largo alcance y duración, lo cual suponía probar distintos tipos de vehículos. Inicialmente eligieron todo terrenos Dodge M880, pero pronto se optó por adaptar los Hummer en sus versiones M1026 y M998. Se les instalaron nuevos equipos de comunicación y navegación, armamento y otras modificaciones. Los ensayos y lecciones aprendidas en EE. UU. y en el extranjero (Jordania, Kuwait y Arabia Saudita) fueron aplicadas por el 5th Special SFG en las guerras del Golfo y de Afganistán. El bautismo de fuego del Hummer como DMV (Desert Mobility Vehicle) fue en 1991, como parte de las patrullas que se adentraron profundamente en Irak. El Hummer se continuó evolucionando ya de manera más específica y no en las propias unidades, como vehículo de operaciones especiales. Las fuerzas especiales crearon el Advance Mobility Course, donde se entrena a conducir los diferentes vehículos que pueden emplear.

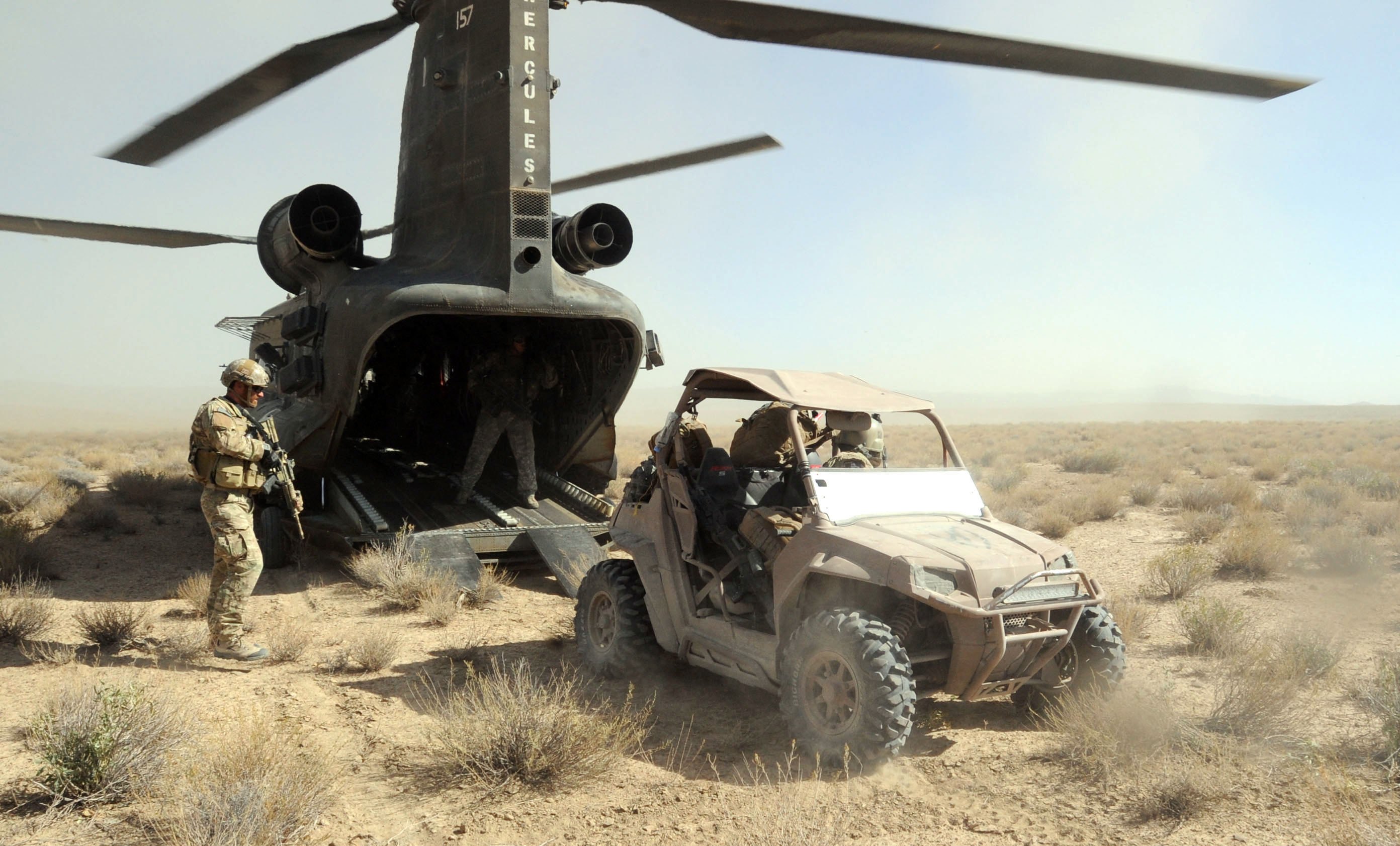
Vehículo Polaris MRZR de las Fuerzas Especiales de EE. UU. en Afganistán.

En 2003 los mobility teams, compuestos de 4 GMV-S vieron combate en Irak. En este caso el ODA cumple estas reglas:
- 3 boinas verdes por vehículo (en el caso de los Humvee GMV).
- Grupos de 4 GMV. El ODA recibe en este caso el nombre "Mobility/Mounted Team".

Al igual que el SAS británico durante las operaciones en Afganistán e Irak se contó con vehículos que suministraban al resto de vehículos de la columna motorizada. Los boinas verdes los bautizaron "War Pigs", y eran modificaciones de los camiones de 2,5t M-1078 FMTV. Su misión era apoyar a las distintas columnas móviles de fuerzas especiales que se encontraban sobre el terreno. En Irak el GMV empezó a contar con distintas versiones basadas en el M1113 y adaptadas a las necesidades de cada servicio (Rangers, SEAL, etc), lo cual introdujo mejoras como el poder ser transportados dentro de un CH-47 o mejor blindaje y capacidad de carga. Irak también trajo mejoras el poder de fuego de los GMV para hacer frente a la insurgencia, incluyendo incluso Miniguns o montajes dobles de ametralladoras. Con la experiencia de Irak y Afganistán se comenzó a buscar un vehículo más moderno, debido también al desgaste de los vehículos. El USSOCOM contrató en 2015 la compra de 1297 nuevos GMV, el nuevo vehículo de alta movilidad, transportable dentro de un MH/CH-47, capaz de acomodar 7 operadores y con un peso de 3100 kg. Los quads, motocicletas y vehículos Polaris MRZR han podido ser visto en Somalia, Libia, Irak y Siria, donde son ampliamente utilizado por las fuerzas especiales. Los vehículos eléctricos están recibiendo mucha atención, por su bajo nivel de ruido.

Vehículo de las Fuerzas Especiales de EE. UU. en Afganistán. Ayudando a la policía afgana a patrullar en la provincia de Shah Wali Kot.

Ante el aumento de la amenaza insurgente varias fuerzas especiales del US Army pronto emplearon vehículos blindados sobre ruedas para el combate urbano y las trampas explosivas. Inicialmente las versiones blindadas del Humvee M114 y M1152 fueron empleadas en Irak, así como kits de blindaje y escudos de protección de armas. Se tomaron prestados algunos Strykers en Irak y Afganistán, que no tardarían en recibir algunas modificaciones, tales como equipos contra IEDs y equipos de comunicación propios del USSOCOM, blindaje transparente en el techo para aumentar la conciencia situacional en ambientes urbanos y adaptaciones de armamento. Recientemente en Siria se han visto Stryker, algunos con una nueva configuración que parece propia del USSOCOM. También en Siria se ha visto a las fuerzas especiales emplear vehículos MRAP OshKosh durante operaciones conjuntas con fuerzas kurdas, debidamente modificados con montajes externos de M-134 Minigun y equipos anti-IED.
Los M-ATV y RG-33 del USSOCOM han sido empleados en varios países, especialmente en Siria, Iraq y Somalia. Allí los boinas verdes y otras fuerzas especiales de EE. UU. luchan contra Estado Islámico y Al-Shabab.

### Otros vehículos
Los medios aéreos son proporcionados por otras unidades del Ejército o la Fuerza Aérea. El ejército de EE. UU. cuenta con una unidad de helicópteros especializada en operaciones especiales. También la Fuerza Aérea dispone de unidades eentrenadas para apoyar a las unidades de fuerzas especiales.

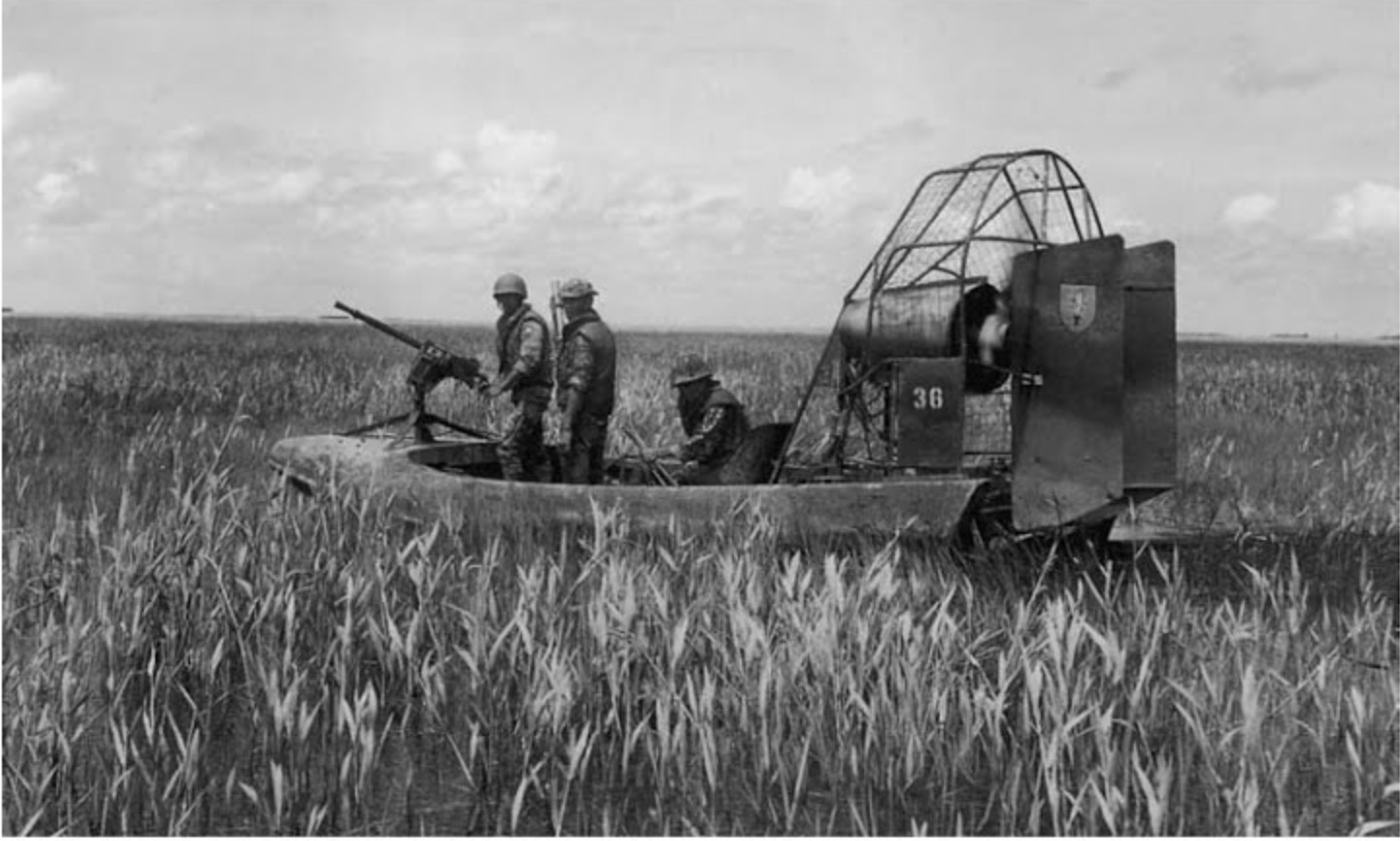
Bote del Mobile Strike Force Command (MIKE Force) de las fuerzas especiales en Vietnam.

Durante la guerra de Vietnam el 5th SFG se dotó de medios para poder moverse por la zona del Delta del Mekong. En 1964 los consejeros de las fuerzas especiales indicaron a los vietnamitas la necesidad de contar con bores rápidos y con poco fondo para moverse por las zonas como la del Delta. Se decidió comprar un bote capaz de llevar 4-5 soldados yn arma fija, que pudiera negociar tramos con plantas, zonas pantanosas y arrozales a una velocidad de 32 km/h. Cuando fueron recibidos se equiparon con una radio AN/PRC-25 y con una ametralladora M1919 de 7.62 mm. Su empleo permitió a los boinas verdes atacar por sorpresa bases logísticas y enclaves del Vietcong.
Para la infiltración anfibia se cuentan con equipos de buceo para poder desplegarse desde submarinos. La infiltración también puede realizarse mediante el empleo de botes (kayak, zodiac, etc). Es muy importante la habilidad para infiltrarse navegando largas distancia, por ello el entrenamiento incluye emplear kayaks para navegar al menos hasta 45 kilómetros durante esas misiones.

### Uniforme
En Vietnam una gran mayoría de boinas verdes usaron el uniforme no oficial de camuflaje verde con rayas negras de tipo tigre. Este uniforme fue popularizado por el 5th SFG, que lo tomaron de las fuerzas especiales survietnamitas. Este uniforme nunca fue oficial, excepto por una pequeña partida que se pidió de forma solapada a fábricantes vietnamitas para el 5th SFG en 1969. Los mandos incentivaron que los boinas verdes llevaran el uniforme de las unidades a las que estaban dando "asistencia", ya que creían fomentaba la confraternización y además hasta 1964 no participaban todavía oficialmente en combate. Cuando había que combatir era mejor que el enemigo no viese ningún uniforme norteamericano que delatara al boina verde. La norma oficial requería que el uniforme “tiger stripe” contara con las insignias de la unidad y rango del soldado, aunque en la práctica no se cumplió. Con el tiempo el ejército de EE. UU. comenzó a encargar sus propios uniformes de camuflaje para la jungla. Además en las misiones de combate la prenda más común era el sombrero de camuflaje estilo chambergo. Dado el carácter de sus misiones no usaban cascos ni chalecos antifragmentación. En el caso del SOG era práctica habitual que algunos de los mercenarios locales con que contaban vistiera uniforme y correajes norvietnamitas durante sus misiones.
Actualmente los comandantes sobre el terreno son libres de decidir que uniforme es el más adecuado. La práctica de usar símbolos o incluso uniformes de los grupos a los que asisten es habitual entre las fuerzas especiales, cuyas operaciones son en muchas ocasiones clandestinas. Así las tropas se mezclan con la comunidad local y mejoran su discreción, protección y seguridad.

Insignia de "Special Forces" que se viste en el uniforme.

El uniforme es idéntico al del resto del ejército, las únicas diferencias son que se sustituyen los zapatos por botas de combate y el empleo de la Boina Verde. En la Boina se lleca el escudo, cuyo diferencia a que SFG pertenece el soldado: Amarillo para el 1º y 5º, rojo para el 7º, verde para el 10º, etc. En caso de llevar el uniforme de campaña del ejército de EE. UU. se lleva el distintivo de Special Forces (Operaciones Especiales) sobre la solapa del bolsillo de la manga izquierda. También puede llevarse justo debajo el parche con el escudo de la unidad. En combate se usa el casco de perfil bajo. Pero en el uniforme de gala o cuando el casco no es requerido puede emplearse la boina verde.

### Armamento

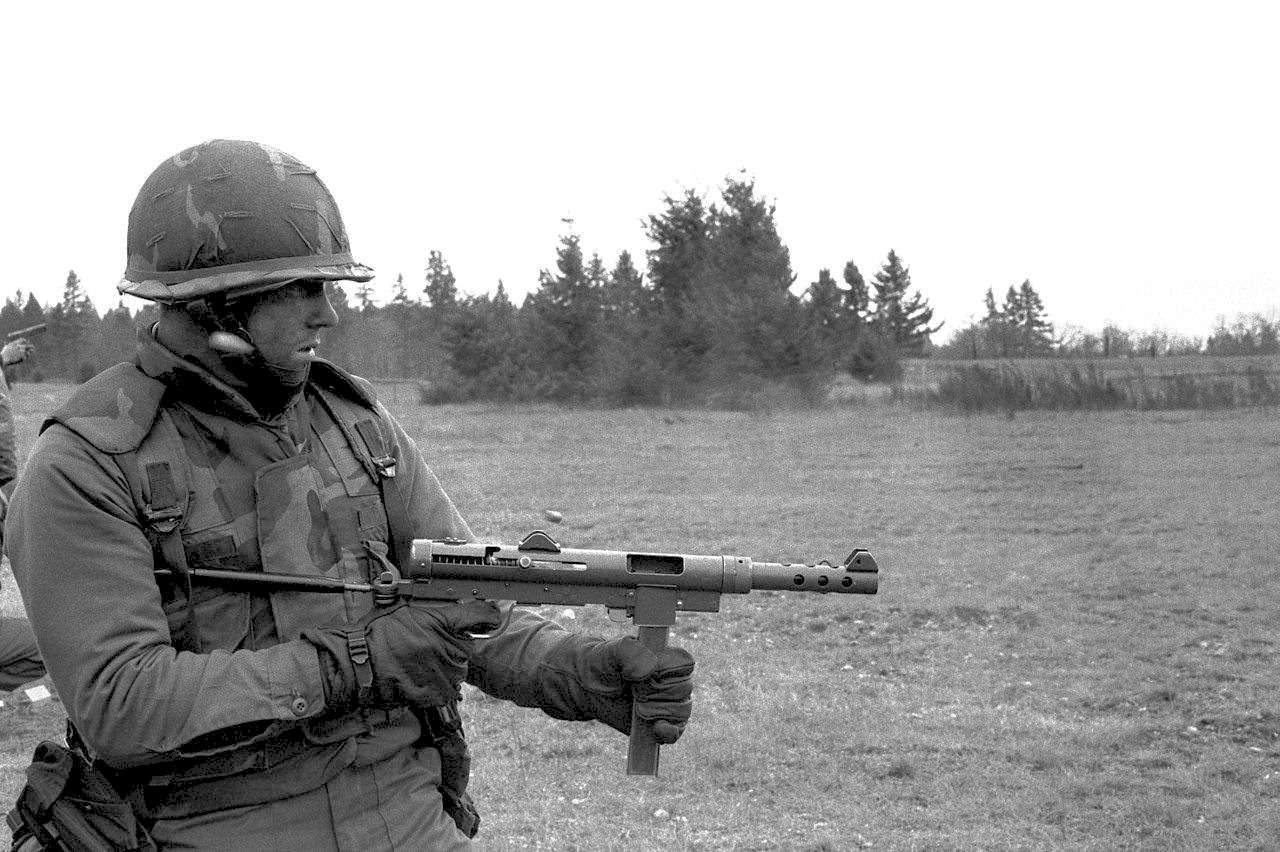
Soldado americano entrenándose en 1982 con un subfusil Carl Gustav M/45. Esta arma fue muy popular en Vietnam entre las fuerzas especiales.

Los boinas verdes tienen un amplio arsenal, en el cual el armamento se elige en función de la misión. A diferencia de una unidad convencional hay más armas que combatientes, lo que permite elegir a cada soldado la que considere más apropiada para cada caso.
Durante la guerra de Vietnam los boinas verdes emplearon todo tipo de armamento. El Fusil M16 y las ametralladoras M60D y Browning M2 eran el armamento estándar. Pero la necesidad de emplear las mismas armas que sus tropas hizo que emplearan ametralladoras Browning M1919A4 y carabinas M1/M2. Se emplearon también armas capturadas al enemigo (carabinas SKS o fusiles AK-47/AKM), así como otras que no fueran fácilmente conectadas a EE. UU. (subfusiles MAT-49, Madsen M-50, Carl Gustav M/45 y UZI y fusiles G3). Las fuerzas especiales estadounidenses se hicieron regularmente con AK-47 capturados y su munición de 7,62 mm. De hecho el uso del AK-47 estuvo tan extendido que se encargó la fabricación de cargadores y cartuchos. Las armas soviéticas eran ideales para el MACV-SOG ya que su empleo en combate podía crear confusión en el enemigo al utilizar contra ellos sus propias armas, especialmente en la oscuridad de la noche. Asimismo podían dificultar la identificación de los soldados de las patrullas de reconocimiento. También fue popular el empleo de ametralladoras rusas RPD, el SOG la adaptó a su necesidades (cañón recortado, sin bípode, mejoras en el tambor de munición) para hacerla más ligera y poder contar así con mayor potencia de fuego. En Vietnam se recurrió también a numerosas armas a las que pudiera adaptárseles silenciadores (Sten, Uzi, M3A1, etc).
Antes de convertirse el M16 en arma oficial de US Army los boinas verdes que estaban en Vietnam como asesores recibieron varios centenares de fusiles AR15/XM16 mod.601 y 602, que probaron en combate. La carabina Colt 607 o CAR-15 vio uso en Vietnam principalmente con fuerzas especiales, debido a sus reducidas dimensiones eran bastante populares y siguieron siendo empleadas después de la Guerra de Vietnam.

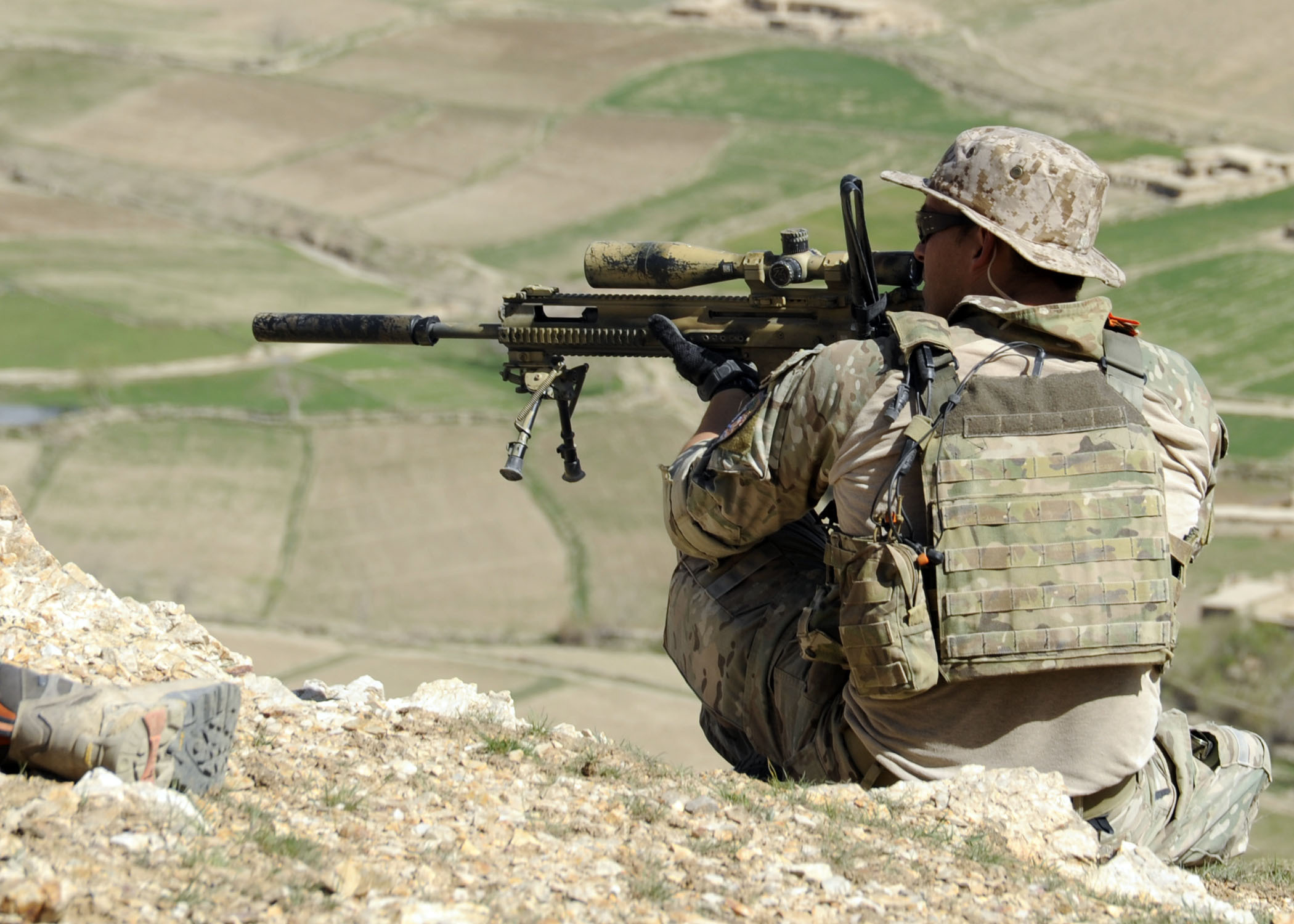
Un miembro de las fuerzas especiales apoyando a los comandos afganos en la provincia de Day Kundi.

En Afganistán los boinas verdes fueron vistos empleando normalmente como armamento personal carabinas M4A1 y pistolas Colt 1911 o Beretta M9. Dada la orografía montañosa también emplearon bastantes fusiles de francotirador (fusiles Mk.11 o Mk.12, fusiles M24 o fusiles M82A1), siendo fotografiados disparándolos desde sus vehículos Humvee y Toyota. Como armas de apoyo emplearon ametralladoras ligeras Minimi y ametralladoras medias M240B, así como lanzacohetes antitanque AT-4 y lanzagranadas Mk.19. En 2003 los boinas verdes contaban como dotación estándar con misiles antitanque Javelin, que emplearon en combate contra los iraquíes.

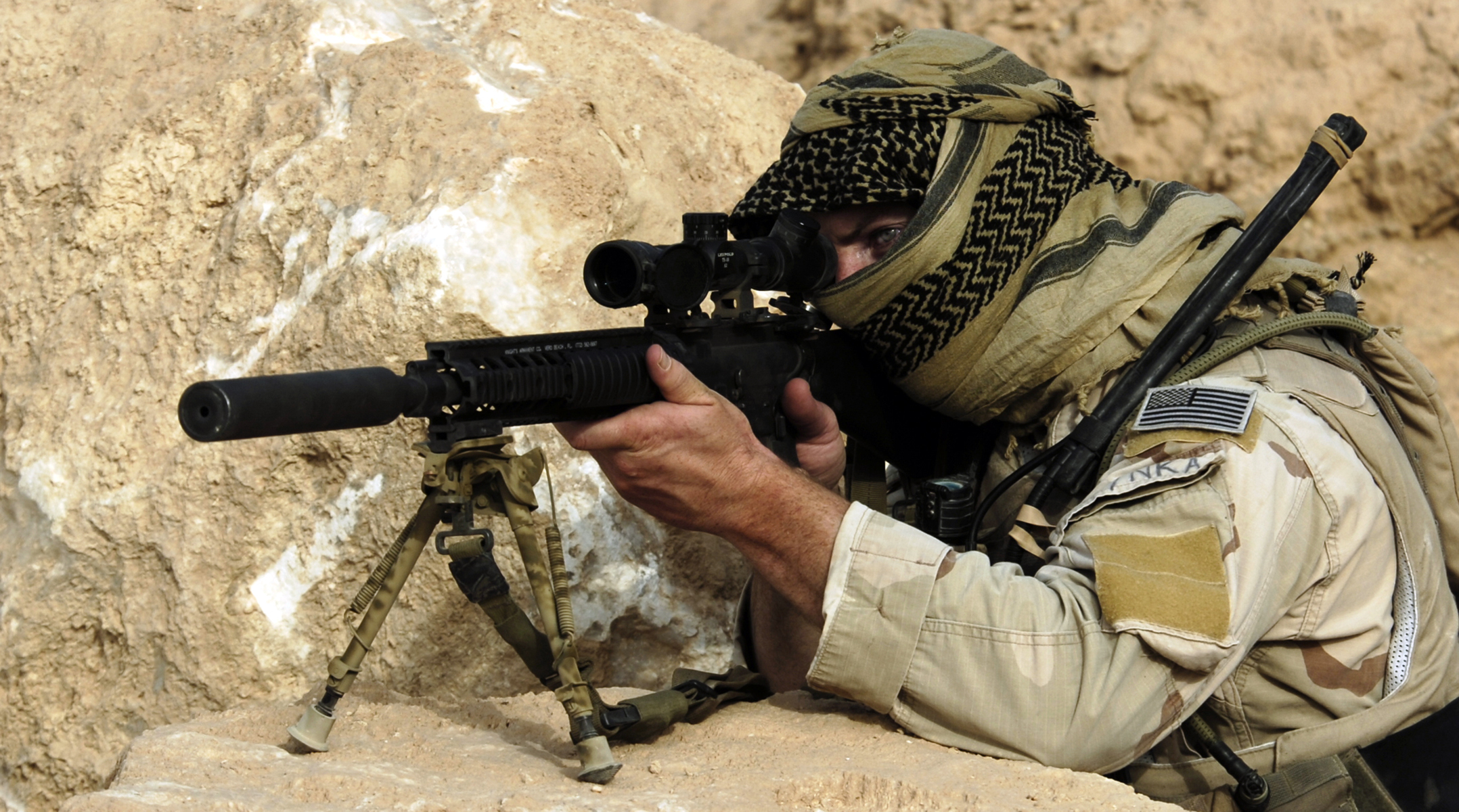
Un miembro de las fuerzas especiales se entrena con un fusil de precisión Mk.12.

Los Boinas Verdes emplean la carabina M4 y el fusil de asalto HK416. Las armas que emplean son similares al del resto de fuerzas especiales occidentales:
- Carabina M4A1 SOPMOD y M4 CQBR.
- Fusil de asalto M16A4, HK416 y FN Scar.
- Pistolas Beretta M9, HK Mk23, Colt Modelo 1911, Glock 19, Sig Sauer P-226 y P-228 (denominación oficial M10).
- Ametralladora ligera M249 SAW, M249 SPW y M24A2 SWS.[313]
- Ametralladora ligera Sig MG338.[314][315]
- Ametralladora media M240B, Mk.48 y pesada M2.[316]
- Escopeta Mossberg 500.
- Lanzagranadas Mk14, Mk47 y Mk19.
- Lanzagranadas LAW de 66mm, y los cohetes antitanque M136 AT-4.
- Fusil de precisión Barrett M107, M24 y M110. Los tiradores selectos y de precisión emplean diferentes armas de diversos calibres (5,56mm; 7,62mm y 12,70mm). Se forman internamente mediante cursos especializados y también se realizan intercambios con especialestass de unidades aliadass.
- Subfusil MP5A3 y MP-5SD3.[212][317][318][319]

### Otros medios
Desde 2001 las fuerzas especiales se han caracterizado por probar en combate nuevoas armas, nuevos vehículos y tecnologías innovadoras. En el campo de la tecnologías se cuenta con el software "Rover". Este sistema permite a los operadores desplegadas sobre el terreno
dibujar sobre una imagen fotográfica del terreno la situación del enemigo, para pasar información será en tiempo real a aviones AC-130 o A-10.
Los UAV son parte del arsenal actual. Los boinas verdes integran los Predator junto a pequelos UAV plegables. A todo ellos se suma el sistema "Sócrates", software de inteligencia de las fuerzas especiales. Este se monta en un vehículo HMMWV modificado y una tienda adosada, dentro se instala una serie de ordenadores que gracias a los sistemas de comunicaciones avanzadas permiten a los equipos de operaciones especiales acceder a la información disponible en tiempo casi real.

## Controversia
Pese a la favorable imagen transmitida en general por Hollywood, a las Fuerzas Especiales se les acusó desde muy pronto de practicar y enseñar técnicas de tortura, asesinatos selectivos de prisioneros y combatientes, contribuir en matanzas de indígenas y otros crímenes de guerra. La película Los boinas verdes (1968), que John Wayne dirige y en la que interpreta a un coronel de esta unidad, está basada en un libro sobre las actuaciones de este cuerpo en las Tierras Altas Centrales. En él se describen torturas contra presuntos Vietcongs y soldados del EVN con tal detalle que, según los militares estadounidenses, dicha obra no fue escrita por un periodista sino por un veterano del cuerpo. Esta imagen brutal de las Fuerzas Especiales fue drásticamente censurada por el propio director, pero resultó imposible borrarla del todo. 

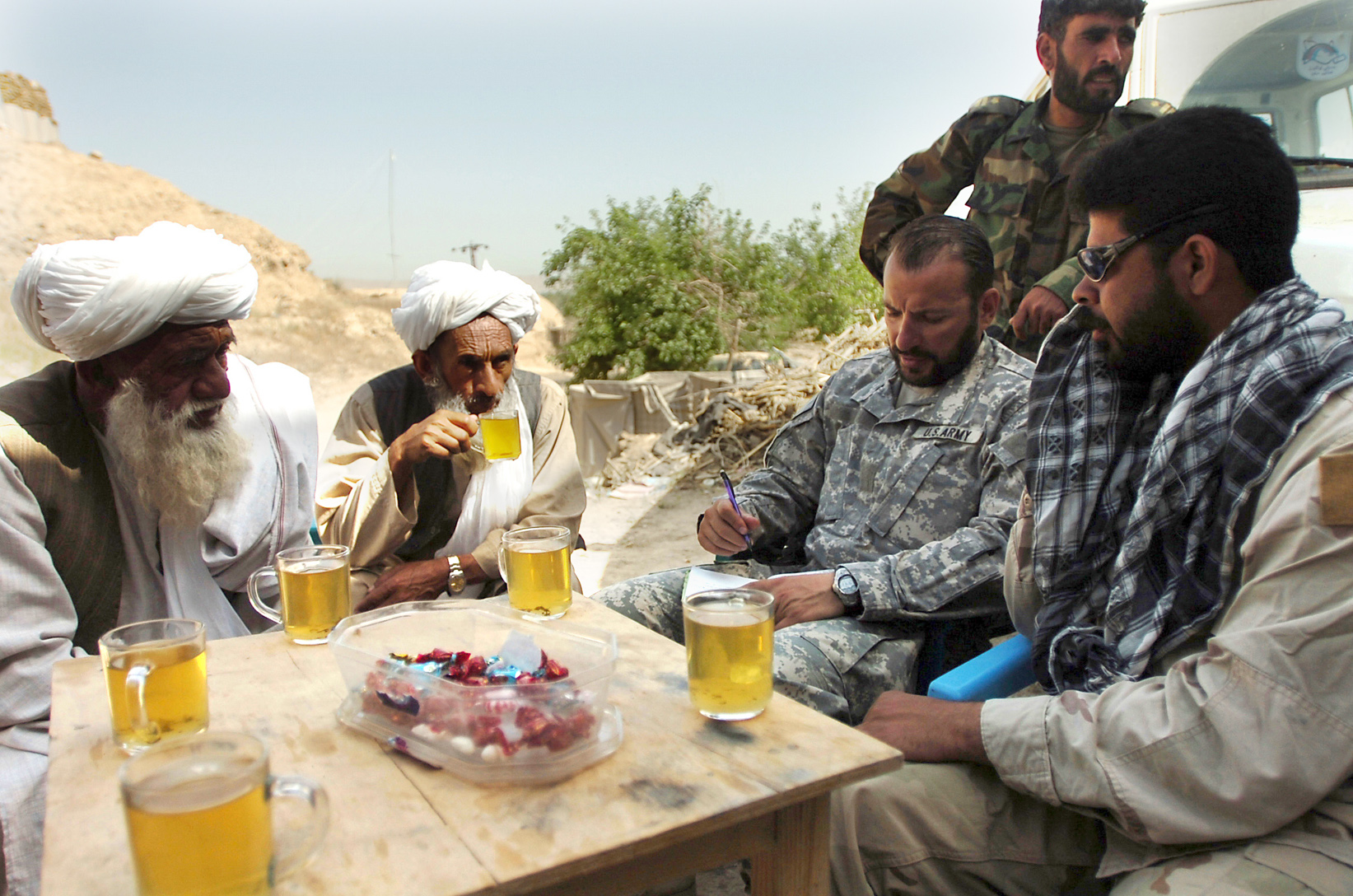
Un oficial de las Fuerzas Especiales del Ejército se reune con un consejo de ancianos y miembros del ejército afgano en la provincia de Sangin.

Asimismo, El País Semanal denominó Escuela de Torturadores uno de sus centros de entrenamiento, la Escuela de las Américas [cita requerida], y organizaciones de Derechos Humanos como Amnistía Internacional han denunciado en sus informes anuales que comprenden los años 1975, 1976 y 1977 el asesoramiento y el entrenamiento en métodos de tortura con que este cuerpo, entre otros, formaba a determinadas unidades de países centroamericanos como Guatemala o El Salvador.

## En la cultura popular
Las Fuerzas Especiales de los Estados Unidos han aparecido en gran número de películas, programas de televisión y canciones. Una de las primeras fue Los boinas verdes, escrita y codirigida por John Wayne. Pero tal vez lo que más éxito de público consiguió en su momento fuera el himno del cuerpo: La Balada de los Boinas Verdes. Inicialmente fue un poema compuesto por el sargento Barri Sadler en 1965 mientras se recuperaba de su presencia en Vietnam, posteriormente se convirtió en una canción empleada en la película homónima antes citada (Angulo Lafuente, 2012, p. 187), hasta el punto de convertirse en un éxito de ventas desbancando a grupos como los Rolling Stone y los Beatles.
En la década de 1980, el prestigio de esta unidad fue muy alto. Así tal vez la más famosa aparición del cuerpo se dio en la saga de El acorralado donde Silvester Stallone interpreta a un veterano boina verde calificado por autores como Mac Lepson de poco creíble. Posteriormente Martin Sheen en Apocalypse Now y Robert De Niro en El Cazador como Michael Vronsky interpretaron también a miembros de las Fuerzas Especiales (Guerrero et al., 1988b, p. 589 y siguientes). En décadas posteriores la industria de Hollywood ha pasado a utilizar como héroes a otras fuerzas como los SEAL o la Delta Force.